# Digimon
Vous lisez un « bon article » labellisé en 2014.
Pour les articles homonymes, voir Digimon (homonymie).
Autre
Digimon [di.ʒi.mɔn], également présentée sous la marque Digimon: Digital Monsters,,, est une franchise médiatique japonaise créée par la société WiZ avec le distributeur Bandai. Lancée en 1997 comme dérivée du Tamagotchi — une invention de Aki Maita, Akihiro Yokoi et Takeichi Hongo, —, la création de la franchise revient à un ensemble d'acteurs crédité sous le nom Akiyoshi Hongō, une construction juridique et marketing représentant symboliquement ces figures liées au concept original. Avec le virtual pet DigiMon (25 millions d’unités vendues), la franchise positionne une alternative officielle destinée aux jeunes garçons de ces jouets électroniques prisés des années 1990,,,. Digimon est l'une des premières réponses au modèle économique de la Pokémania, un phénomène multimédia inédit, et se décline rapidement avec des séries animées produites par Toei Animation et divers produits dérivés — jeux vidéo, mangas, films d'animation, compilations musicales, magazines, jouets et cartes à jouer, entre autres. Les créatures enfantines éponymes, dotées de capacités spéciaux et défenseurs de leur monde virtuel, sont représentées par une multitude d'espèces aux designs anguleux et parfois dérangeants, directement inspirées de courants de la pop culture américaine pour se distinguer du Tamagotchi et des concurrents japonais présents dans les rayons de jouets,.
Elle devient une franchise internationale à succès dans les années 2000 avec l'exportation et de la diffusion en Amérique du Nord de la série d'animation Digimon Adventure, lancée et distribuée par la société américaine Saban Entertainment après des débuts incertains au Japon, et qui se répand aux quatre coins du monde devenant ainsi un phénomène culturel et sociétal durant cette période. Son long métrage, Digimon, le film, rapporte plus de seize millions de dollars à travers le monde. Sa popularité lui permet de mieux s'établir en grande surface avec un chiffre total de ventes dépassant les 23 milliards de yens (soit environ 200 millions d'euros) en mars 2002. Digimon et ses personnages en France représentent un chiffre d'affaires supérieur à 20 millions d'euros en novembre 2001 et rassemblent jusqu'à 75 % des audiences sur la chaîne télévisée nationale française TF1 et sur Fox Kids pour le câble et le satellite,. D'autres séries comme Digimon Tamers, Digimon Fusion et Digimon Appmon connaissent également une diffusion à la télévision jeunesse dans l'Hexagone. La rediffusion pérenne des premiers Digimon sur les plateformes SVOD — Animation Digital Network (ADN) et Pluto TV — favorise l’arrivée de nouveaux jouets dans les grandes surfaces avec une gamme rétro sous licence des trois premières saisons lancée par Bandai France en 2023, marquant un 1er retour de la marque sur ce marché.
Digimon est généralement bien accueillie à l'échelle internationale auprès des enfants, bien les critiques de la presse spécialisée concernant son incitation à la consommation ainsi que pour sa proximité conceptuelle avec la franchise rivale Pokémon (lancée en 1996). Elle chute totalement au Japon — en ventes, audiences et au box-office — en 2002, les recettes de la franchise Digimon proviennent alors de l'exploitation hors des frontières japonaises et reste populaire à l'étranger jusqu'au milieu des années 2000,,. Le diffuseur-producteur Fuji Television se retire de ce qui était présenté par les équipes responsables comme la « relève de Pokémon ». L'attrait de Digimon, qui misait sur des concepts liés à la technologie et à l'Internet avant l’essor de la connectivité, peine à devenir intergénérationnel et à rester pertinent sur un marché concurrentiel en constante évolution. La marque au Japon vit de la vente par correspondance de produits éphémères depuis les années 2010, en conséquence d'une performance globale déficiente et de diverses difficultés,,,,. Contrairement à d’autres franchises, les contenus Digimon émergent via plusieurs départements commerciaux, donnant lieu à des créations, des continuités — pour la plupart liées à la première série animée — et des reboots sans cohérence globale, oscillant entre succès modérés et expérimentations infructueuses; cela se caractérise dans l'animation par une dizaine d'itérations avec de nouveaux personnages et environnements.
La gestion internationale de Digimon est pilotée par les sociétés filiales de Toei Animation, avec des stratégies adaptées à chaque marché. En Europe, Toei centralise sa distribution depuis 2016 en France suivant une stratégie calquée sur le modèle japonais; cette approche entraîna une rare succession d'échecs sans faisabilité pour ces quelques produits (Appmon, Last Evolution Kizuna, simulcasts). Au début des années 2020, les rentrées globales de Digimon proviennent majoritairement de l'Amérique du Nord, la stratégie de Toei USA, davantage pensée pour répondre aux attentes locales qu’à une simple logique d’importation, contribue alors à un nouvel essor commercial significatif pour la marque via une revalorisation des produits localisés et des dérivés par Bandai (comme la relance du Card Game et des jeux vidéo).
Le poids de la franchise Digimon dans le domaine des jeux vidéo est relativement modeste, avec Digimon World (1999) comme son jeu le plus vendu, totalisant plus de 1,3 million d'exemplaires écoulés dans le monde et certifié Platinum en France,. Il est suivi en mai 2019 de Digimon Story: Cyber Sleuth (2015), qui totalise plus de 800 000 exemplaires écoulés dans le monde. Enfin, Digimon Survive (2022) cumule 500 000 ventes à l'échelle mondiale et se positionne dans les meilleures ventes en France à sa sortie. Digimon World: Next Order (2016) a pour sa part mis plus de huit ans pour atteindre le million d'unités vendues.

## Univers

### Nom
Le nom Digimon est issu de la contraction du nom japonais de la franchise デジタルモンスター (Dejitaru Monsutā), qui est une transcription phonétique de l'anglais « Digital Monster ». En français, l'anglicisme informatique « digital » dans le langage courant et répertorié dans le Larousse depuis 1961, est employé comme synonyme de « numérique ». Digimon est un nom propre avec majuscule, et invariable (un Digimon, le Digimon, des Digimon), comme chaque nom d'une espèce fictionnelle (un Agumon, des Agumon),.

### Conception
Chaque média de la franchise a sa propre continuité, mais tous partagent un cadre et des prémisses similaires, aux thématiques de monstres, et se catégorisent dans les genres animation, action, aventure, comédie dramatique, fantastique, fantasy,,, , et d'une science-fiction qui se veut futuriste pour la principale cible de ces produits, les jeunes enfants de 4 à 10 ans,,.
La plupart des histoires de Digimon commencent par un enfant ou préadolescent humain qui entre en contact avec une créature Digimon, généralement à la suite d'une entrée inopinée dans un monde parallèle, appelé le « digimonde », ou d'une rencontre avec l'une de ces créatures venue dans le monde des humains. Les protagonistes sont souvent amenés à rejoindre la Terre, et ces scènes se déroulent en majeure partie au Japon. Les productions et les séries animées sont produites pour la promotion de ses produits dérivés tels que les gadgets électroniques, les figurines et les cartes à jouer,. Ce ou ces enfants sont alors souvent équipés d'un digivice, une déclinaison du gadget Virtual pet Digimon de Bandai, qui donne à ces héros (dénommés généralement « digisauveurs ») des capacités à leur « partenaire » Digimon (comme celle de se transformer, de se « digivolver ») dans le but de sauver le digimonde et le monde réel de diverses forces obscures. Ces éléments d'origine appartenant à un phénomène de mode d'une époque, Digimon se détache progressivement de sa structure initiale vers le milieu des années 2010 et présente de nouvelles propositions pour son digimonde ou son digivice aux enfants (montre connectée, baladeur, ...),.

### Personnages
La franchise met en avant des créatures, pour la majeure partie d'entre elles anthropomorphes, appelées Digimon, et inspirées sans aucune règle définie par différents éléments comme les animaux ou éléments du monde réel, la robotique, les dinosaures, la mythologie,, ; ces créatures se composent exclusivement de données informatiques et vivent dans le digimonde, qui est parallèle au monde réel, et relié à celui-ci à distance par des portails immatériels ou des connexions Internet.
Les Digimon ont été dépeints dans de nombreuses continuités différentes, mais le contexte de chacune d'entre elles diffère légèrement. Cela est dû au fait que les interprétations des Digimon diffèrent d'un créateur à l'autre. Dans le virtual pet, les Digimon sont des programmes primitifs créés par les humains pour combattre leurs congénères et triompher dans leur jeu virtuel — bien qu'ils soient des êtres autonomes en mesure de se développer, notamment dans la troisième saison Digimon Tamers,. En revanche, la plupart des dessins animés introduits à partir de 1999 transforment ce postulat en présentant les Digimon comme des créatures dociles et dépendantes des humains, et en faisant remonter leur existence à une relation ancienne avec le passé du monde terrestre. Dans le jeu vidéo Digimon Survive, les Digimon sont des monstres errants que les humains considèrent comme des bêtes divines, sans avoir au départ de nom qui les caractérise, jusqu'à ce que leur identité de monstres de données s'impose peu à peu au cours du jeu. Dans les généralités, les Digimon naissent originellement à partir de digi-œufs, puis grandissent en créatures plus puissantes et plus imposantes, de niveaux supérieurs, grâce à un procédé initialement nommé « digivolution » ; ce procédé s'effectue habituellement lors d'affrontements entre créatures. Chaque forme a un nom qui lui est propre. Les Digimon ne sont pas différenciés en mâle ou en femelle. Ce bien que plusieurs espèces de Digimon aient une féminité ou une masculinité évidente dans leur nom d'espèce ou leurs caractéristiques annexes, ils restent agenrés.
Chaque média propose une interprétation différente d'un même monstre. Dans le jouet original et l'adaptation du principe dans le jeu vidéo Digimon World, les monstres sont proches de l'animal avec des grognements et des sons perçants, ils s’expriment par des onomatopées visuelles,. L'anime en japonais les dépeint comme de petits enfants, avec des voix majoritairement féminines et des digivolutions qui altèrent peu leur interprétation à l'exception d’un effet robotique sur la voix; peu de pays imitent stricto sensu cette approche. Dans les adaptations de Saban Entertainment notamment ou dans le manga Digimon Adventure V-Tamer 01, les monstres sont des personnages plus autonomes avec leur répondant propre, les digivolutions possèdent chacune une personnalité ou un timbre vocal en fonction de leur esthétique et de la direction locale de l'œuvre. La franchise autorise des interprétations variées pour leur monstre, avec des accents régionaux ainsi que de la fluidité de genre comme en témoigne l'interprétation masculine de Renamon dans la version allemande de la saison 3 et dans la version japonaise de World Data Squad.
Pour l'exportation de la franchise, Bandai Toys développe une démarche d'internationalisation en choisissant, contrairement à d’autres franchises similaires, de ne pas localiser les noms de ces espèces fictionnelles finissant par le suffixe « -mon », sauf dans des cas spécifiques où des considérations d'intelligibilité et de pertinence culturelle, commerciale, légale ou d'accessibilité (à la lecture ou à la prononciation) l'exigent. L'équipe de Saban Entertainment est consultée pour adapter certains noms, toutes les décisions finales sont néanmoins prises par les japonais,. L'exportation s'adresse à des pays multiculturels et incorpore des étymologies plus latines dans des préfixes en pseudo-anglais d'origine (Myotismon, Gatomon, MagnaAngemon etc). La cohérence des transformations du monstre, de son rôle dans l'anime, et de la consonance des mots est prise en compte : des cas de figure comme 'Omega', déjà largement employé pour des antagonistes concurrents et peu apprécié par les services juridiques ; Plotmon et Dagomon qui peuvent prêter à confusion avec des termes anglais ou argotiques en français, ou encore XV-mon ou MegaloGrowmon (à différencier de la numération romaine et de l'utilisation péjorative de 'mégalo-' dans les pays latins) voient leurs appellations modifiées. La traduction française individuelle d'un premier monstre, Poubellemon (ガーベモン, Gerbemon, Garbagemon à l'international par Bandai), intervient en 2021 par la société de sous-titrage JSICMF. En français, ces noms propres qui entremêlent l'anglais et le japonais sont principalement prononcés de manière francisée, suivant les conventions phonétiques du français standard. Par exemple, Agumon donne /a.ɡy.mɔn/, Tentomon se prononce /tɑ̃.to.mɔn/, Greymon /ɡʁe.mɔn/, Shoutmon /ʃut.mɔn/ et Gekomon /'ʒe.kɔ.mɔn/,.

### Types et digivolution
Comme le processus de croissance des Tamagotchi,, la digivolution est divisée en plusieurs niveaux après l'éclosion du digi-œuf : d'abord en cinq étapes principales de développement naturel,, puis en six à partir du Digimon Pendulum de 1998. Sauf indication complémentaire, leurs dénominations proviennent de la localisation officielle française des cartes de jeu, distribuées depuis 1999 par la branche commerciale Bandai France. Les définitions sont tirées des instructions du virtual pet Digimon,, le produit initial commercialisé depuis juin 1997 par Bandai France.
Un Digimon possède six niveaux. Le premier est le niveau « bébé », un nouveau-né qui n'est pas prêt à combattre. Le deuxième est le niveau « entraînement » où le Digimon est prêt au combat, mais est encore jeune. Puis vient le niveau « disciple », où le Digimon mûrit, développe son individualité et devient un peu plus fort. Le quatrième niveau est celui de « champion », la puissance d'attaque du Digimon devient plus forte. Le cinquième est le niveau « ultime », le niveau de croissance maximale du Digimon, uniquement sous certaines conditions. Et enfin, le sixième et dernier, est le niveau « méga », le niveau excède le niveau de croissance maximale, avec une « puissance débridée », dans des conditions encore plus difficiles que pour la forme ultime. Il peut être suivi de niveaux plus ou moins apocryphes selon les médias, tels que le VI+ ou le septième niveau, « ultra ».
Le concept des créatures Appmon est analogue à celui de Digimon et de ses niveaux de digivolution : standard, super, ultime et divin,. Les Digimon se digivolvent dans des conditions variables : généralement par vieillissement, par récolte de données, par les combats gagnés ou par une aide externe d'un humain. Alors que l'anime présente ces transformations comme conceptuellement cohérente, dans d'autres productions de la franchise, les Digimon se transforment également en fonction de la façon dont ils sont élevés : y compris leur réveil, leur combat, leur entraînement, leur repas et d'autres facteurs. Un Agumon qui a été élevé correctement se digivolvera en un puissant Greymon, tandis qu'un Agumon qui aurait été affamé à mort se transformera en un Numemon faible et répugnant. La digivolution peut être temporaire ou permanente selon les circonstances.
À travers les différentes productions de la franchise, il existe également d'autres types de digivolution, atteints grâce à une aide artificielle : la « surdigivolution » durant laquelle un Digimon de niveau disciple passe directement en sa forme la plus puissante, le niveau méga. L'« hyper-digivolution » durant laquelle un Digimon affilié à un humain peut se transformer en une forme de niveau cuirassé à l'aide d'un artéfact spécial. La « digivolution ADN », quant à elle, permet le mélange de deux Digimon distincts en un Digimon hybride plus puissant. La « bio-émergence » consiste en la fusion entre un Digimon et son partenaire humain. La transformation hybride d'un humain en Digimon des « digivolutions spirituelles » répond, elle, aux lois d'un artéfact. Et la « digi-fusion », est une fusion de parties de corps et de puissance de deux ou plusieurs Digimon lors des combats.
Chaque Digimon possède un type : virus, donnée et anti-virus. Ces éléments ont un but similaire au jeu du pierre-feuille-ciseaux ; dans les jeux de cartes, le type donnée prend l'avantage sur le type anti-virus, qui lui, prend l'avantage sur le type virus, qui à son tour, prend l'avantage du type donnée. Néanmoins, ces types ne jouent aucun rôle important dans l'anime ; un Digimon se fait généralement vaincre seulement s'il est moins fort ou s'il possède moins d'expérience que son adversaire.

## Histoire

### Origines et développement

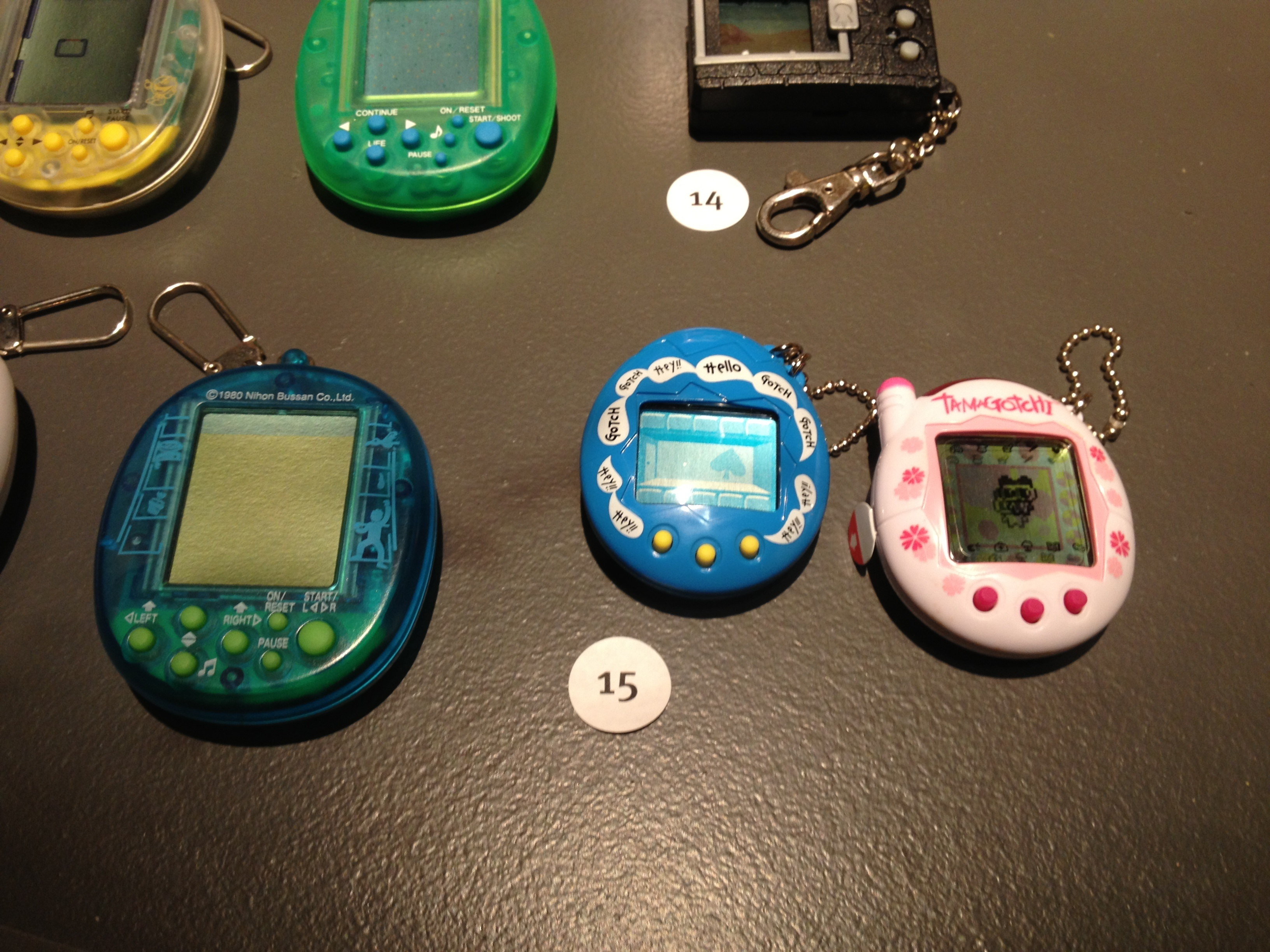
Divers modèles d'animaux de compagnie virtuels (des Tamagotchis au DigiMon).

Les tout premiers éléments historiques au développement de la franchise remontent à 1996, avec l'apparition au Japon des Tamagotchi, les précurseurs de Digimon, créés par Akihiro Yokoi, Aki Maita et Takeichi Hongo, employés des sociétés Wiz co. Ltd et Bandai, respectivement, qui est suivie d’un succès phénoménal ; l'objet qui consiste en un appareil électronique en forme d'œuf, équipé d'un écran à cristaux liquides de basse résolution et de trois boutons, est en rupture de stock dès sa sortie. Le même phénomène a lieu dans le reste du monde lors de sa sortie mondiale l’année suivante.
Le Tamagotchi est inventé dans le but d’avoir un animal de compagnie qui peut voyager partout avec soi sans les contraintes d'un animal réel. Avec cette idée, la société Bandai vise au départ uniquement le marché des jeunes filles japonaises. L’achat de l’objet est plus important parmi les classes sociales populaires : employés et ouvriers ; environ un tiers des propriétaires font partie de la classe sociale ouvrière. Les femmes ont plus tendance à passer plus de temps à s’occuper du Tamagotchi avec une durée de vie plus longue, celles-ci seraient plus aptes à acheter des jouets de ce type d’où la plus grande responsabilité auprès du jouet. Le phénomène engendre, dans le monde entier, plusieurs incidents de dépendance, et une certaine panique morale, avec des enfants qui fondent en larmes et montrent des signes de dépression à la mort de leur animal de compagnie virtuel, ce qui représente la première manifestation d’un effet portant désormais son nom, le Tamagotchi Effect,. Le Tamagotchi de Bandai est un pionnier du succès instantané, dont la durée a été très brève,. Cette retombée en quelques mois s’explique tout d’abord par ce qui a conduit au succès, le phénomène de mode. Les acheteurs de l’objet sont plus séduits par l’innovation et la nouveauté que par l’objet en lui-même ce qui cause une rapide perte d’intérêt pour ce dernier.

Logo des DigiMon de Bandai.

Pour redynamiser les ventes au Japon lors du développement de la seconde génération de Tamagotchi, des discussions sont entamées sur la création d'un Tamagotchi à destination des jeunes garçons,, et dans cet esprit, « qui peut se battre »,,. Ainsi, la franchise Digimon naît de ce phénomène des animaux de compagnie virtuels avec le Digital Monster (デジタルモンスター), le 1er virtual pet Digimon directement dérivé du Tamagotchi et développé par le même département de chez Bandai, durant l'année 1996 puis présenté officiellement au Tokyo Toy Show en mars 1997,. Les principaux acteurs du développement de ce gadget sous un pseudonyme commun, « Akiyoshi Hongo », sont Makoto Kitagawara et Kenji Watanabe de la société WiZ et Ayumu Horimura de Bandai,.
Le premier modèle du Digital Monster est déployé le 26 juin 1997 au Japon. Devant les bonnes ventes du premier modèle, il devient question de développer la marque comme une entité distincte avec la production successive de cinq déclinaisons (dites « versions », Digital Monster Ver. 1 à Ver. 5) : identiques et dotées des mêmes fonctionnalités, elles contiennent chacune différents monstres avec des digivolutions elles aussi différentes. Le jouet est similaire aux Tamagotchis qui l'ont précédé, à ceci près que ce dérivé introduit la fonction d'interconnexion aux Tamagotchis,, qui leur permet de communiquer les uns avec les autres avec la connexion « Clic' n Claque », ou Dock 'n Rock (plus tard Battle Connect) en anglais — il s'agit du 1er animal de compagnie virtuel capable de se battre contre d'autres créatures, d'un jouet à un autre jouet Digimon. Le nom de ce nouveau jouet est successivement dans son développement BoyGotchi (おとこっち, Otokotchi) en référence au Tamagotchi, puis Capsule Zaurus ; le gadget est finalement retravaillé et baptisé Digital Monster au Japon pour des raisons de compétitivité,. Bandai introduit cette nouvelle marque peu après la sortie de Pocket Monsters: Pokémon (1996), célèbre pour son approche marketing innovante : présenter deux déclinaisons d'un même jeu, incitant ainsi certains clients à se procurer les deux produits et avec au cœur de ce principe, le câble link, permettant d'interconnecter deux Game Boy — l'argument du Digital Monster était une interconnexion similaire sans le besoin d'un câble, un petit tour de force à cette période,,.
Chaque joueur démarre en bas de l'échelle avec une créature Digimon de niveau bébé possédant un nombre limité d'attaques et de transformations, qu'il doit nourrir et entraîner pour l'aider à grandir et devenir plus fort, ; lorsque la créature réussit sa séance d'entrainement elle devient plus fort, mais devient plus faible lorsqu'elle échoue. Cependant, une créature ne peut combattre que lorsqu'elle atteint le niveau disciple.

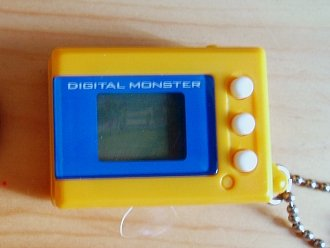
Modèle de Virtual pet Digimon, distribué dans les marchés japonais par Bandai, qui a permis la popularisation de Digimon au Japon, et vendu à 13 millions d'unités dans le monde entier en mars 2004.

Ce gadget est appelé « le Digimon » (stylisé DigiMon,) dans son exportation en dehors d'Asie, il est présenté le 5 décembre 1997 en Amérique du Nord dans les magasins Toys "R" Us. Le jouet Digimon est officiellement déployé en février 1998 dans les grandes enseignes du monde entier, y compris en France. L'objet LCD a une forme évoquant une « cage » avec une chaîne d'attache et est dans un premier temps décliné en quatre couleurs : marron, gris, bleu et vert fluo. À l’international, Bandai repense entièrement sa stratégie marketing afin de proposer un univers plus marqué, à commencer par les emballages, mais aussi par une localisation plus distinctive accentuant des caractéristiques engageantes, combatives et futuristes; l’objectif est de se démarquer du champ lexical axé sur le dressage de créatures, hérité du Tamagotchi, ainsi que des copies qui apparaissaient alors en masse — près de quarante concurrents étaient déjà recensés en 1997,,,. Dans cette optique, il est également décidé de s'émanciper des suffixes « -mon », un gimmick venant du « -chi » du Tamagotchi, et de donner aux créatures des dénominations basées sur leurs aspects, comme Dinosaure (Greymon), Dragon (Airdramon), Limace (Numemon) ou Masque Noir (Devimon).
Ces créatures de départ n'ont pour la plupart aucun lien thématique entre elles ; l'équipe derrière conçoit simplement des créatures et choisit quel monstre se transformerait en quoi à la volée,. Ces Digimon sont créés par le designer japonais Kenji Watanabe, les Digimon adoptent alors des formes rondes et aisément lisibles pour le petit écran du jouet LCD, ; le directeur marketing de Bandai pousse à la création de dinosaures pour séduire les enfants, et le premier monstre de ce jouet est donc Tyranomon.
De nombreux lieux comme les métros et cours de récréation abritaient ces combats virtuels entre joueurs ; le virtual pet est cependant banni de certaines écoles asiatiques car considéré par les professeurs et parents d'élève comme trop bruyant et violent,. Le premier modèle de DigiMon s'est vendu à un million d'unités en un mois au Japon et a atteint 13 millions d'unités vendus par la suite,. À la fin des années 1990, le produit est exporté et introduit pour la première fois en Occident et enregistre plus d'un million de ventes hors de l'Archipel en mars 2004. En 2005, plus de 24 millions de virtual pet Digimon se sont vendus dans le monde,.

### Expansion
Le concept des Digimon prend une nouvelle ampleur dans le contexte qui suit le jeu vidéo Pokémon Rouge et Bleu de Nintendo, écoulé à plus de six millions d'exemplaires au Japon, et entraîne l'avènement du phénomène de société de la « Pokémania », lequel prend de multiples formes — série télévisée, mangas, cartes, produits — en une année seulement, dès le printemps 1997,, ; la compagnie Tecmo dévoile peu après, en juillet 1997, la série de jeux vidéo Monster Rancher pour la PlayStation et une série animée pour TBS avec des mécanismes qui reposent également sur les animaux de compagnie virtuels,. La jeune marque de Nintendo s'impose toutefois en termes de popularité.
Peu à peu, Tamagotchi et DigiMon disparaissent des rayons, supplantés par Pokémon dont les produits, à la fois abordables et largement disponibles sur le long terme, répondent au goût des consommateurs de la frénésie des Tamagotchi,,,. En concluant des accords de production et de licence avec diverses entreprises japonaises et internationales, Nintendo met soudainement en place un écosystème de produits interconnectés qui domine le marché entre 1996 et 2000, loin d'être un simple succès ponctuel à la manière de Dragon Ball Z ou du Tamagotchi, consommé par des clients spécifiques à l'étranger, Pokémon développe un nouveau mode de consommation de masse sans précédent qui prend les observateurs de court, le projet DigiMon n'y était pas préparé et ne présente pas le même degré d'élaboration,,.
Bandai doit réinventer sa jeune marque et l’objectif devient de transformer son jouet « DigiMon » en un projet multimédia comparable — d'abord, en reproduisant l’impact de la collaboration entre Pokémon et le magazine CoroCoro Comic, qui a redéfini les stratégies de lancement transmédiatique dans l'industrie — la compagnie de jouet sollicite l'éditeur Shūeisha pour des publications publicitaires sur son produit dès septembre 1997, ce qui est une initiative encore « inhabituelle » auprès de ces magazines de prépublication de mangas,,,. Les auteurs de ces courtes publicités en BD livrent leur propre interprétation de cet univers balbutiant en prenant appui sur la pixellisation des monstres du 1er virtual pet et sur les croquis de Kenji Watanabe et dans le même mois, dans le magazine Akamaru Jump, est publié le one shot intitulé C'mon Digimon: The Capering Monster Bun,.
Le second axe de la franchise, celui des jeux vidéo, se met en place entre 1996 et 1997 peu avant que le phénomène Tamagotchi n'émerge, à un moment où Bandai est affaiblie par le déclin de plusieurs de ses produits phares,. Une absorption avec la compagnie Sega est alors annoncée, mais le succès soudain du Tamagotchi pousse finalement Bandai à se retirer de cet accord; bien cette fusion annulée, les deux entreprises s’entendent sur un partenariat pour le développement multimédia de jeux 32 bits et des « spin-off » liés aux Tamagotchis ; Bandai négocie pour qu'une priorité soit accordée aux DigiMon sur Sega Saturn,,. Ainsi paraît, le 23 septembre 1998, l'introduction de Digimon et du concept d'animal de compagnie virtuel sur console de salon avec le soft Digital Monster Ver. S: Digimon Tamers développé par la société japonaise TOSE pour la Sega Saturn,. À cette même période, un CD-ROM au système de jeu similaire, intitulé DigiMon et compatible avec Windows 95, est développé par Rapture Technologies.
Les bonnes ventes du gadget DigiMon incite Bandai à lancer, à l’automne 1998, une seconde gamme de jouets LCD exclusivement au Japon , : le Digimon Pendulum, une nouvelle itération qui s’accompagne d’une communication plus décalée, à la fois à la télévision et dans les magazines spécialisés,,,. Le Pendulum prend un aspect se voulant plus « high-tech » et divers gimmicks sont étudiés pour permettre aux utilisateurs de prendre une part plus active dans les combats : les digivolutions y sont plus systématiques et dans sa production, le Pendulum répartit ses Digimon en différents thèmes ou familles (nature, aquatique...), ce qui permet la création de designs plus faciles à différencier les uns des autres. Celui-ci introduit une sixième étape de la digivolution, le méga, qui excède le niveau de croissance maximale d'un simple Tamagotchi,.
Entre-temps, Bandai tente d'imposer ses créatures dans le paysage des jeux de cartes et les produits dérivés autour du gadget DigiMon, comme des jouets et des peluches, se multiplient dans les grandes surfaces locales, mais ne rencontrent alors pas le succès prévu au Japon,,. Rapidement exportés à l’étranger dès le printemps 1998, ces produits peinent également à séduire le public hors du Japon, et leur lancement est globalement perçu comme un échec,,. En contraste à sa popularisation progressive, de nombreux articles de presse soulignent une certaine similitude avec Pokémon, qui mène à une grande rivalité entre partisans des deux franchises, à une importante concurrence commerciale, et à des divergences dans l'opinion publique générale,,,,,,.

### Animation et jouets

Évolution du nombre d'hébergeurs internet de 1992 à 2006.

Au début d'année 1998, Bandai ambitionne également de développer sa franchise de jouets LCD en une production animée, ; L’objectif est de présenter Digimon à la Toei Anime Fair, un salon dédié à la promotion des nouvelles productions du studio Toei Animation,. L’univers de DigiMon étant encore peu développé à ce stade, l’idée initiale s’oriente vers un court-métrage de vingt minutes, pensé comme une comédie à l’esthétique rétro inspirée des années 1960,,,. Cependant, cette idée ne convainc pas Toei Animation qui projette la diffusion de ce projet pour le printemps 1999 face à deux films de monstres (dits de Kaijū). Le studio impose alors une nouvelle direction, celle d’un court-métrage accessible, centré sur des combats de monstres : Le développement du court-métrage connaît une première phase de finalisation en tant que projet unique, quand elle se scinde avec une série d'animation pour la télévision,,. C'est en février-mars 1998 que Bandai soumet un dossier au studio Toei Animation pour un dessin-animé en partant d'une proposition semblable au jeu vidéo Digimon World, alors en pré-développement, avant de s'orienter dans une direction différente après discussions,.
C’est ainsi qu’un mois et demi après la mise en route dudit court-métrage, débute la production de Digimon Adventure, une série animée destinée à la chaîne Fuji Television. Une stratégie de franchise multimédia est mise en place et ces deux projets, le court-métrage et la série, évoluent visuellement pour s'aligner avec le style graphique d'un futur manga dérivé de la franchise, Digimon Adventure V-Tamer 01, dont la publication doit avoir lieu à la fin de l’année 1998 dans le magazine V Jump. Pour assurer une cohérence publicitaire, le court métrage et la série animée doivent alors illustrer le personnage du manga : Tai Kamiya.

À partir de 1997, Toei Animation est en difficulté avec une baisse brutale de ses recettes en une année. Son modèle économique évolue, combinant production massive de dessins animés, exploitation des droits d'auteur et réduction drastique des coûts avec la période Digimon.

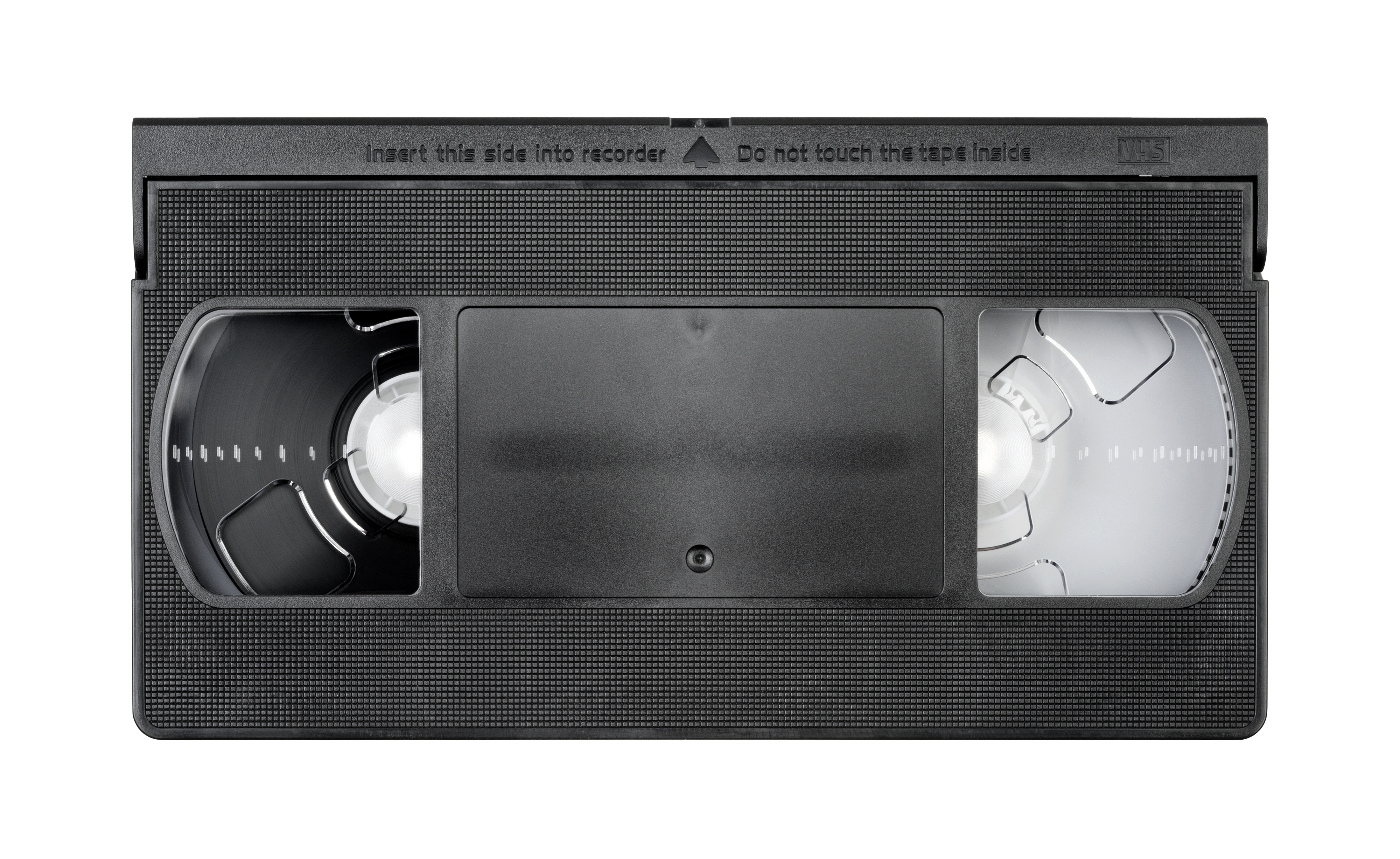
Digimon connaît une longévité en France et dans les pays francophones, entre 2001 et 2011, avec de multiples rééditions en VHS et DVD par TF1 Video et LCJ Éditions.

Le court métrage est finalisé avant les décisions définitives concernant la série télévisée — par exemple, il n'était pas décidé de s'ils parleraient ou non dans la future série télévisée, ou si les Digimon étaient amis ou ennemis — et est soumis à diverses exigences des exécutifs du projet multimédia Digimon,; il fait l'objet de nombreuses retouches de dernières minutes lorsqu'il est enfin décidé de l'orientation de l'anime TV,. Le script du court métrage n'est approuvé qu'au début du mois de novembre 1998 et les storyboards devaient être bouclés pour le jour de l'an 1999, imposant à l'équipe une véritable pression sur les délais. Ce court métrage promotionnel n'avait pas un « budget convenable pour travailler » selon son réalisateur; il utilise le Boléro de Ravel comme unique partition, une bande sonore entrée dans le domaine public au Japon dix ans plus tôt.
Le développement de la série d'animation — vitrine de ce qui se vendait à l'époque — doit suivre les normes de Bandai et de WiZ et représenter les créatures et les produits dérivés qui étaient en cours de développement à ce moment-là. Makoto Kitagawara et Kenji Watanabe de Bandai participent aux premières étapes de la production, Kitagawara décide des créatures à faire apparaître dans ce dessin-animé et conçoit le design du « digivice », une réplique enfantine des bipers que disposent au quotidien certains adultes, ainsi que la conception de ce gadget fictionnel en jouet. Dans ce type de projet, le réalisateur Hiroyuki Kakudō n'est pas le seul décisionnaire de l'œuvre, il est engagé en cours de processus en août 1998 par Toei Animation et doit s'adapter pour intégrer ces éléments en fonction des plans de commercialisation des produits,. L'histoire se déroule dans un monde futuriste proche, surfant sur l'émergence d'Internet à cible du grand public — un gimmick que beaucoup de producteurs ont alors comme marotte pour se relancer. Entre 1999 et 2000, le nombre de personnes utilisant l'internet dans le monde a plus que doublé, passant d'environ 150 millions à 407 millions.
Cette direction cible les enfants japonais sans connaissances des ordinateurs, des mots-clés tels que file, folder, server, digital — suffisamment « futuristes » pour les plus jeunes de cette période selon l'équipe, sont intégrés dans la fiction. Cependant, ce « jargon inintelligible » et ces concepts d'ordinateurs ne sont pas encore entrés dans les mœurs des gens, à commencer par ceux des membres de l'équipe derrière ce dessin animé. Bandai propose l'intégration de « l'île des Fichiers Binaires » du jeu vidéo, la revisite conceptuellement pour en faire un jouet et rapidement, le concept de terres adjacentes à celles du « monde réel » s'impose, les superviseurs de Toei Animation ont pour responsabilité de rendre ce contenu compréhensible pour le jeune public et suffisamment clair pour les équipes,,. Le projet doit comporter une variété d'épisodes allant du sérieux au comique.
La production est limitée par le budget de Toei Animation, qui refuse de déléguer des services tels que son nouveau département d'images de synthèse, et celle de la sonorisation est soumise au volume alloué et à l'intégration de titres musicaux, : avec le label NEC Interchannel, Toei Animation vise une économie complémentaire avec Digimon qui surfe sur le marché florissant du disque à son plus haut niveau historique en 2000 au Japon,, avec la parution et surtout les multiples rééditions de CD, de compilations commerciales (pour Noël, le printemps, les anniversaires) et al.

### Concurrence et intensification de la production
Au Japon, la principale préoccupation dans le développement de la série d'animation Digimon Adventure est Pokémon, une franchise qui s'est massivement développé en l'espace d'un an et qui occupe une place majeure à la télévision, et dans l'imaginaire des enfants,,,. Le réalisateur engagé pour ce court-métrage de commande, Mamoru Hosoda, est l'une des premières personnes à s'amuser de la proximité conceptuelle entre Digimon et Pokémon lors de ses échanges avec Hiromi Seki, productrice prolifique connue pour ses productions largement inspirées des tendances en circulation — Toei Animation veut avec son événement Toei Anime Fair faire un pied de nez aux sorties de films « à la Godzilla » qui appartiennent à la concurrence. Au moment de la réalisation de l'anime télévisé, Hosoda suggère de recentrer le développement de Digimon dans son ensemble pour faire face au succès de Pokémon en télévision, plutôt que de simplement considérer les films pouvant être diffusés face à l'événement Toei Fair.
Lors du lancement, Hiromi Seki présente Digimon au public comme étant la « relève de Pokémon ». Digimon Adventure tire parti de son retard de quelques années avec Pokémon pour attirer des jeunes âgés de deux à trois ans de plus que leur cible démographique — des enfants ayant commencé par Pokémon et pouvant potentiellement se tourner vers Digimon, en fonction des différences impératives à apporter tant sur le plan marketing que légal. « Nous ne nous contentons pas de reproduire un programme populaire, nous choisissons d’inviter les enfants qui l'ont regardé. C'est une astuce que j'ai déjà mise en pratique : Quand Sailor Moon était au sommet de sa popularité, j'ai produit Marmalade Boy, un anime qui répondait à l'évolution de leur jeune public ». La version originale n'attribue pas d'anniversaire ou de groupe sanguin aux personnages humains, les enfants se présentent alors ou sont présentés uniquement par leur année scolaire, à savoir comme des écoliers de la 2e à la 6e année du cycle primaire japonais.

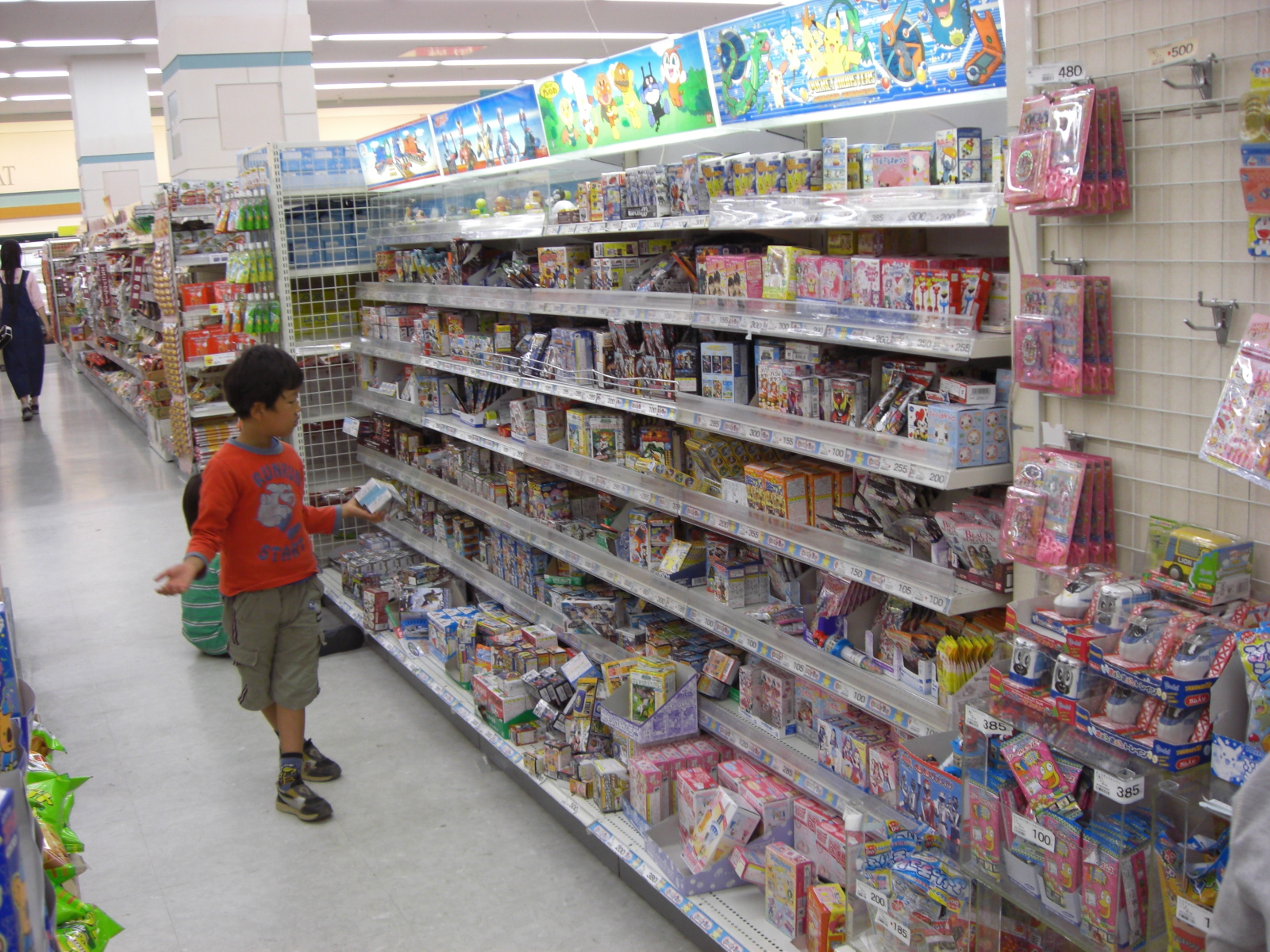
Au Japon, le concurrent tentaculaire Pokémon pèse en août 1999 plus de six milliards de dollars et prend un envol mondial exponentiel,. Le succès et les codes définis par ce rival sont sans précédent.

Une des priorités est également de créer une identité visuelle distinctive pour les Digimon. Kenji Watanabe, le concepteur des digi-monstres, propose une esthétique prononcée avec de gros contours et de grands yeux, influencée par les bandes dessinées américaines du moment — qualifiée de « terrifiante » par certains superviseurs de Toei Animation, l'esthétique prononcée de Palmon en particulier fait impression aux équipes. Toei perçoit cet aspect délibérément repoussant des Digimon comme quelque chose de « suffisamment grossier pour en devenir cool », tout en considérant que ce style peut être à la fois un atout, et une faiblesse au moment de les montrer à la télévision. L'exigence devient de s'écarter de la tendance de la mignonnerie japonaise et plus spécifiquement, de « l'adorable Pikachu », cependant, il n'y a pas de règles strictes pour la conception d'une créature Digimon et si nécessaire, de nouveaux monstres sont commandés par l'équipe de production et produits par l'équipe responsable de la planification des jouets. Il est ensuite décidé de leur donner la faculté de parler. Plus de deux cent soixante-dix-neuf digi-monstres seront produits,. Le processus est bien plus intense que celui de Pokémon, qui revendique six ans de développement pour ses 151 créatures.
Le gros des éléments, tels que les personnages humains et leurs acolytes, figurait dans le dossier de candidature envoyé par Bandai et est créé par son service de planification de la compagnie de jouets. Dans un contexte concurrentiel et pour se démarquer des œuvres existantes, Bandai veut inclure au moins cinq humains en personnages principaux dans ce dessin-animé, chacun avec son propre Digimon. Le business plan de Toei Animation et Bandai consiste à inonder le marché avec ces créatures, avec des ressorts commerciaux éprouvés dans leurs produits pour petits garçons,, mais aussi d'espérer faire deux fois plus de ventes que leurs concurrents en présentant des protagonistes féminins et attirer ainsi les petites filles en valorisant le travail d'équipe plutôt que sur les combats,. Toei Animation propose de faire abstraction de certains principes du jouet DigiMon pour contrer le concurrent Pokémon et notamment, son principe de « l'évolution » de ses monstres, la « digivolution » d'une créature dans l'anime Digimon n'est alors plus permanente et est dans la mouvance des miniaturisations et des métamorphoses de leurs super sentai ou encore, des Transformers, ; Wiz et Bandai s'y opposent dans un premier temps, cette caractéristique particulière du programme dans les négociations conduit à l'élaboration de figurines transformable avec la condition que l'anime expose à la fois une forme de base et une forme transformée : un seul monstre peut alors prendre des aspects radicalement différente,.
La production de cette série d'animation est confirmée à l'automne 1998. Les parties engagées dans ce projet ne sont pas totalement optimistes, et l'équipe de Bandai se refuse à élaborer la gamme de produits dérivés qu'impose les décisions soudaines pour la série animée en moins de six mois, ce qui entraîne des tensions avec le studio producteur Toei Animation,. Cette première série est produite dans l'éventualité où elle serait annulée, et pouvait s'achever au bout de 12 ou 13 épisodes,. Ainsi, lorsque l'anime commence à être diffusé en mars 1999, c'est sans produits liés à la diffusion dans les rayons, mais avec des invendus des années antérieures à l'anime,,. Audit des trois mois de mise à l'épreuve, une scène commerciale se concrétise avec pour cible les enfants en maternelle et en école primaire,.
Au passage de l'an 2000, au plus fort de la popularité de Digimon en termes de ventes (16 milliards de yens), Toei Animation espère que les ventes florissantes de Digimon dépasseraient celles des Pokémon au Japon, sans toutefois parvenir à un tel résultat,,. Les différentes créations de la marque, élaborées indépendamment les unes des autres, prennent soudainement des proportions massives,,,,. Une deuxième saison est lancée et les différentes parties prenantes de la franchise demandent une cohérence entre les différents médias de la marque, y compris les jeux vidéo, et une intégration de personnages de ces derniers dans la série animée,, ; l'univers Adventure ne se prolonge pas avec une troisième saison devant ce contexte. Alors que Pokémon, puis Yo-Kai Watch une décennie plus tard, s'imposent comme de véritables phénomènes culturels au Japon grâce à leurs performances commerciales uniques et à leurs succès au box-office, l'engouement pour Digimon dans son pays d'origine s'estompe rapidement et la frilosité dans les moyens déployés ne permettent pas un grand essor sur la durée,,.
Les deux séries Digimon Adventure atteignent une audience moyenne de 11% sur Fuji TV. Les chiffres de la franchise qui déclinent à partir de là, restent cependant inférieurs à ceux de la série Pokémon qui, après plus de trois saisons et 200 épisodes, maintient en moyenne 13% de part d'audience et près de 50% d'enfants chez le diffuseur concurrent TV Tokyo,. Digimon et ses personnages féminins, conçus de manière ciblée, ne réussissent pas à séduire le public de petites filles que cela visait dans les ventes. La franchise Digimon n'atteint pas ses objectifs.

### Succès international

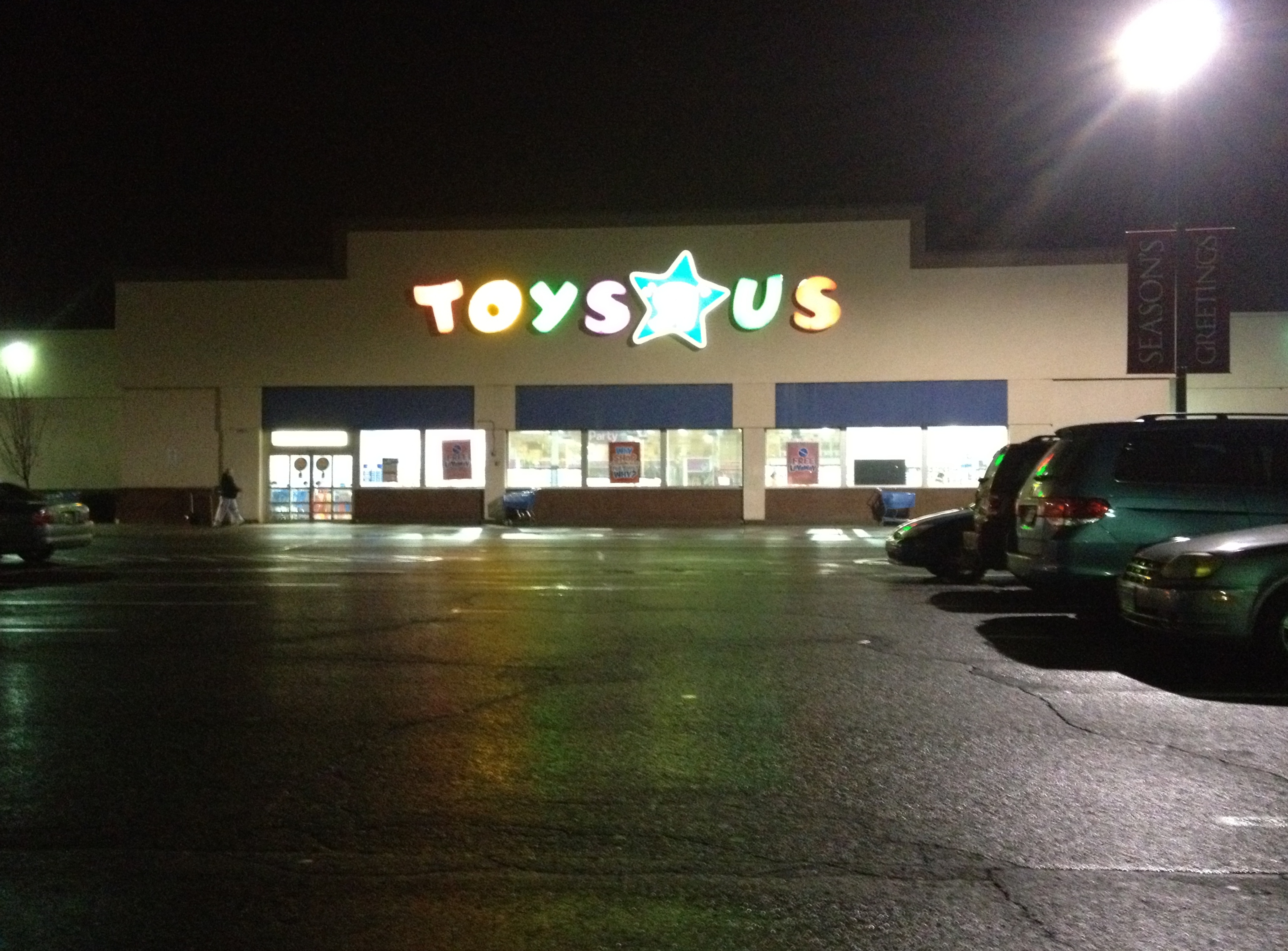
Aux États-Unis, les magasins Toys “R” Us vendaient de nombreux produits Digimon, dont les stocks s'épuisaient très rapidement au début des années 2000.

Un an après son lancement aux États-Unis, l'audience de Pokémon sur Kids' WB est massive et ne montre aucun signe de fléchissement. Les audiences des dessins animés des chaînes concurrents en souffrent et cela condamne des productions de super-héros telles que Batman, X-Men, Spider-Man, Pokémon fait même de l'ombre au phénomène des Power Rangers. Avant sa diffusion au Japon, Digimon est présenté aux investisseurs internationaux, mais la franchise n'est pas perçue comme une évidence et peine à convaincre, elle suscite des réserves en raison de sa trop grande similitude avec Pokémon, de ses lacunes dans sa production et des doutes de son diffuseur, Fuji Television, sur la viabilité à long terme du programme. Cette franchise se présente avec des chiffres de vente très faibles au Japon - tant pour la vente des jouets que pour le jeu vidéo Digimon World de la Playstation avec moins de 250 000 exemplaires vendus dans son pays,,. Digimon World est un « flop » comparé aux six millions de Pokémon, ou aux 600 000 exemplaires vendus au Japon de Monster Rancher. Les jeux commercialisés sur la console portable WonderSwan représentent environ 30 000 ventes. Digimon leur apparaît comme un échec en devenir face à son concurrent implanté; le manque de préparation autour du merchandising et l'absence d'une stratégie de marque surprend notamment, la synergie étant radicalement différente de la manière dont les cartes, l'anime ou le gadget sont représentés.
Bandai présente alors Digimon au réseau de télévision Fox Kids et au producteur Haim Saban, qui souhaite allouer plus de moyens à la chaîne. L'une des complications est que, dans son état, le produit à visée transmédiatique de Bandai ne se prête pas à un déploiement qui répondrait aux critères requis par différents pays,,, ; les épisodes sont retravaillés de manière à assurer un certain rythme et à répondre aux normes et pratiques de la télévision. Une identité complète se construit à travers une écriture plus nerveuse que la version originale imprégnant les dialogues et les personnages d'un esprit épigrammatique, avec une terminologie et des expressions propres, une nouvelle partition musicale de Shuki Levy (Cités d'or, Ulysse 31) et un humour, qui, conscient de la nature très codifiée de la série, n'hésite pas à jouer de l'absurde et du burlesque présents à l'écran; cette adaptation est produite conjointement avec les ayants droit japonais, les services juridiques de Fox et de Bandai et, contrairement à Pokémon et à d'autres, elle préserve la majorité de ses éléments narratifs japonais,. Certaines caractéristiques sont modérées ou éliminées, telles que les blagues fécales typiquement japonaises, qui constituaient l’un des premiers reproches formulés par la presse occidentale à l’égard de Digimon World. Le style de ces équipes fédère et résiste aux multiples changements de gestion du Japon dans les projets ultérieurs. L'une des préoccupations est de ne pas répéter les erreurs commises avec les dessins animés qui ont sombré face à Pokémon, en d'autres termes d'être une production de trop sur un marché saturé, et pour donner à Digimon une chance de faire ses preuves, l'équipe veut positionner Digimon non pas comme un rival de front, mais comme un second raisonnablement solide. La diffusion de la série commence sans grand battage médiatique dès le 14 août 1999, quatre mois après le Japon, dans un renouvellement de la programmation où les séries à faible audience sont décalés ou arrêtés. Digimon est rapidement introduit sur le marché grâce à des partenaires qui ne s'étaient pas encore affiliées à Pokémon.

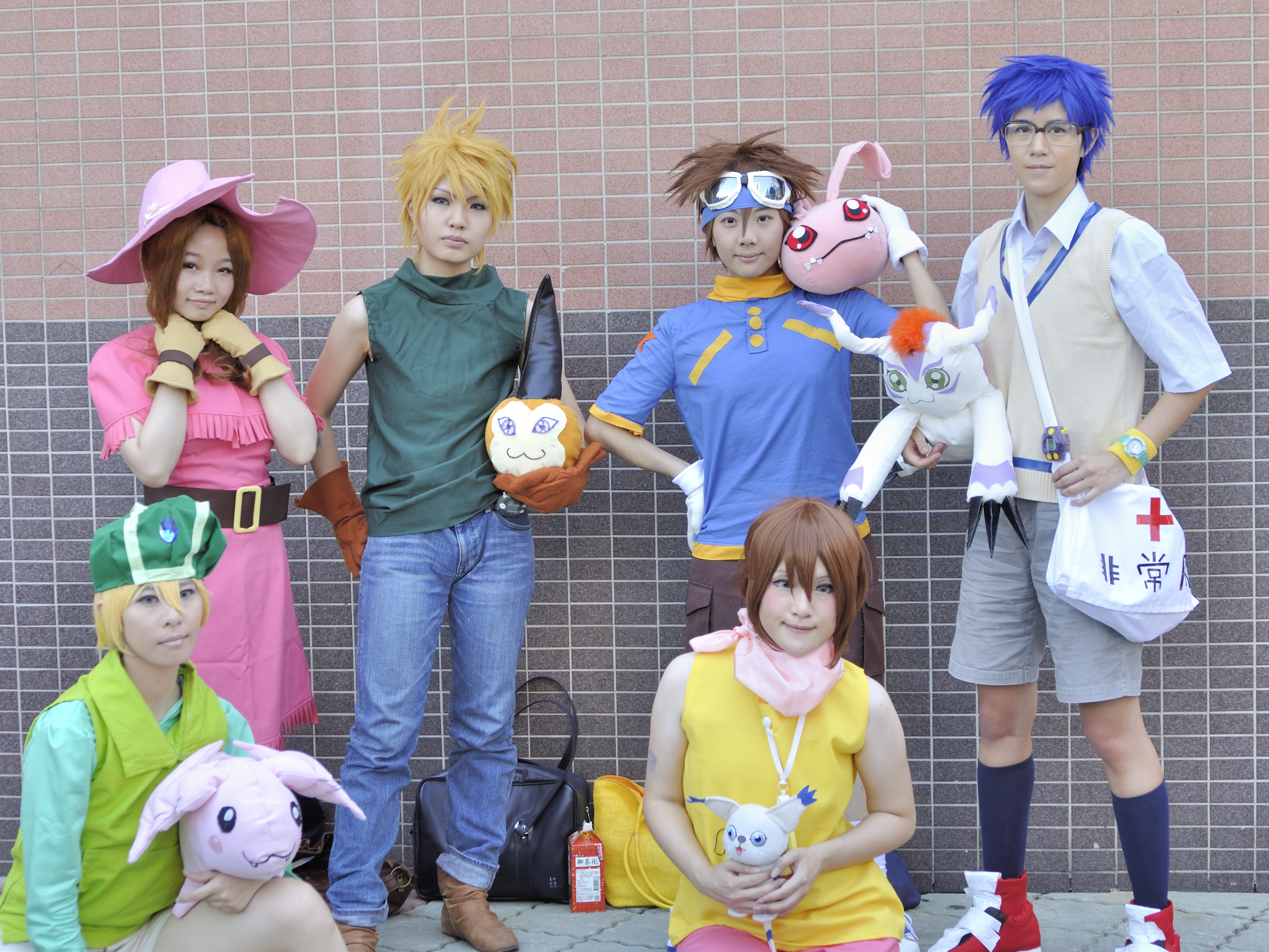
Les traits distinctifs et l'adaptation des huit héros de Bandai pour l'exportation trouvent un fort écho auprès des enfants de différentes origines et classes sociales regardant Fox Kids. Ce succès contribue au lancement international de Digimon Le Film,,,.

À son arrivée aux États-Unis, la série d'animation Digimon remporte un très fort succès chez les téléspectateurs âgés entre 6 et 11 ans, Fox Kids dépassant ainsi ses chaînes concurrentes ABC, Kids' WB, et Nickelodeon. Aux États-Unis, plus de 7 000 magasins des chaînes de distribution dans les jouets ou l'alimentaire telles que Toys “R” Us ou Walmart proposent des articles Digimon à titre d'essai à partir de novembre 1999,,. Les ventes des jouets Digimon atteignent 75 millions de dollars de recettes en six semaines. « Digimon est devenue l'une des importations japonaises dont l'implantation a été la plus rapide » déclare Elie Dekel, de Fox Kids, soulignant qu’elle touche une cible légèrement plus large que certains programmes du diffuseur américain, captant notamment un public féminin, et que cette adoption par le public poussa Fox à réagir rapidement pour répondre à la demande. Six mois après son lancement, Digimon est le programme qui réalise la meilleure audience du réseau Fox Kids aux États-Unis. Le succès de cette exportation et de sa diffusion en Amérique du Nord, lancée et distribuée la même année par la société américaine Saban Entertainment, amène Bandai à revoir à la hausse son objectif de vente en Amérique de 150 % (soit 100 millions de dollars).
Ce succès non anticipé amène également Bandai à repenser sa stratégie pour étendre ses activités à un marché mondial,, « Plutôt que d'être un simple engouement de courte durée, nous avons la conviction que le boom Digimon à l'international fera de ces personnages des incontournables destinés à rester en place pendant longtemps ». Elle s'exporte dans plus de soixante pays. Pokémon et Digimon relancent la demande européenne pour les séries japonaises. En Europe, la société Bandai lance la série d'abord sur les chaînes télévisées britanniques, espagnoles et portugaises, avant de les programmer pour les chaînes télévisées françaises, italiennes, allemandes, et pour les pays scandinaves, respectivement. Les droits de la deuxième saison étaient déjà scellés avec plusieurs chaînes internationales avant sa diffusion. Une machine commerciale forte et « inhabituelle » pour une production de Toei Animation à l’époque, qui surprit les équipes japonaises peu conscientes des enjeux liés à la diversité culturelle dans les stratégies de diffusion à l'international, dont l'impact reste cependant salué plus de vingt ans plus tard au sein du studio et de Bandai,,,. 
Le marché du câble et du satellite étant plus petit dans plusieurs territoires, Digimon est également diffusé en parallèle sur des chaînes nationales. Au Brésil, le réseau TV Globo s'offre Digimon pour 800 000 BRL (équivalent à 615 000 $ en 2022), soit la vente la plus chère de la télévision brésilienne pour un dessin-animé afin de casser les clauses contractuelles imposant une diffusion à partir de septembre, pour contrer le boom Pokémon et sauver ses matinées dès les vacances scolaires de juillet 2000 ; la chaîne double ainsi l'audience moyenne de sa case horaire,,. En Italie, Rai Italia tente également de rivaliser avec le succès écrasant de Pokémon, diffusé par le groupe concurrent Mediaset depuis janvier 2000 et qui fédère jusqu'à 30% de part de marché, Digimon proposé par la Rai ne dépasse néanmoins pas les 13 % d'audience moyenne. Tout comme au Japon, la série est généralement commandée par le diffuseur en concurrence avec celui du programme Pokémon, à la fois en Asie et dans le reste du monde,,.
Le jeu vidéo Digimon World est par la suite commercialisé en juillet 2000 en Amérique du Nord et, après plusieurs mois de reports,,, le 5 juillet 2001 sur le continent européen et en France, en raison d'un travail de localisation complexe, explique Ralph Frefat, chef de produit chez l'éditeur européen Infogrames,. Bandai compte sur un positionnement plus convaincant du jeu lors de son lancement aux États-Unis et mène une vaste campagne promotionnelle pour faire face à la concurrence de Pokémon, ; World se vend post-Saban à un nombre suffisant sur le marché nord-américain pour être certifié Greatest Hits et Platinum (500 000 au cours des six premiers mois de commercialisation,) pour son édition anglaise européenne et française,, en totalisant plus de 1,3 million d'exemplaires écoulés dans le monde.

### Accalmie et désuétude du concept
Près de deux après son lancement, la techno-culture sur lequel surfait Digimon commence à s'estomper au Japon ; la plupart des investisseurs autour de Pokémon vendaient peu à peu leurs actions à découvert, et en 2001, ce phénomène de mode à son apogée était attendu au tournant à travers le monde,.

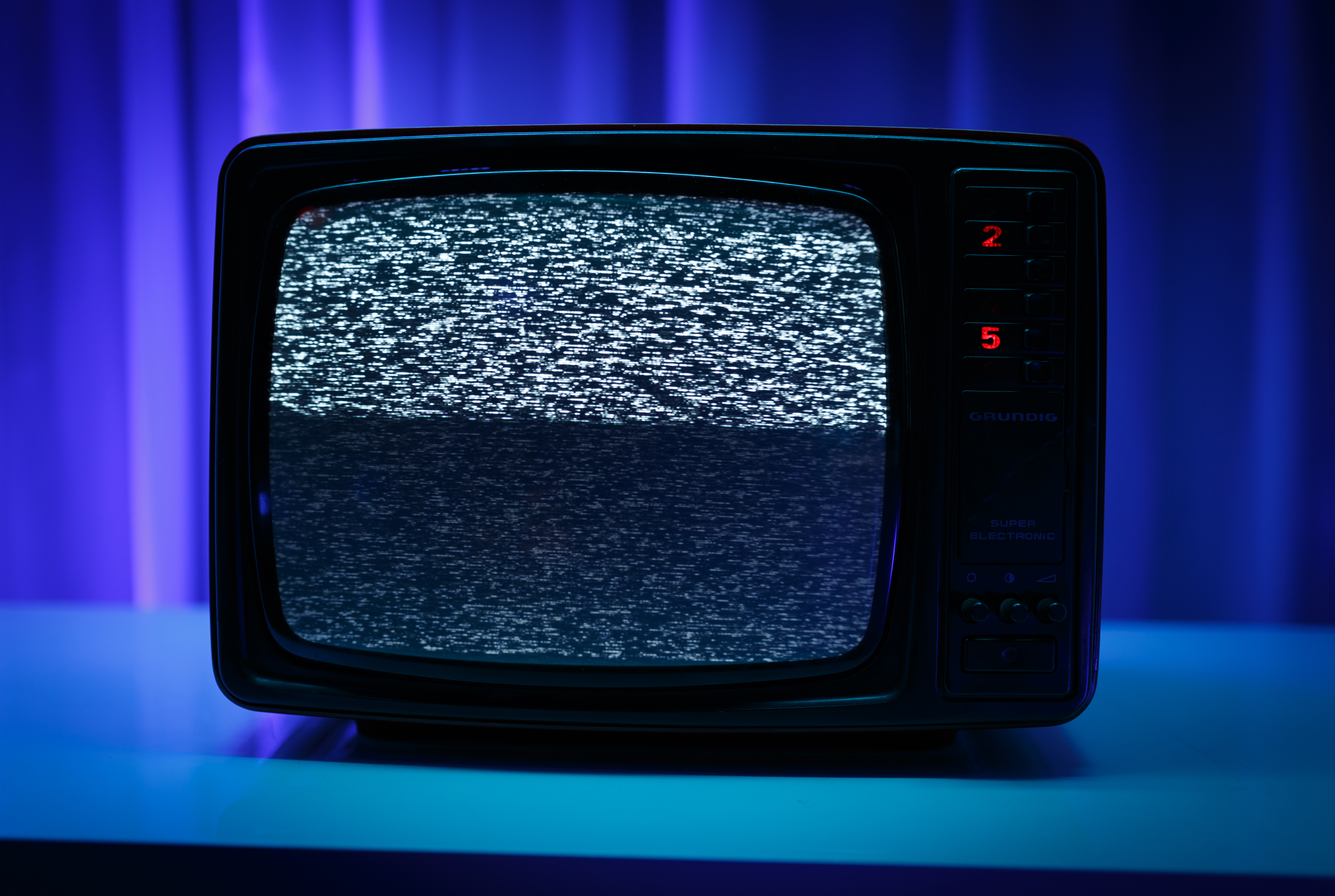
Dès 2001 au Japon, la franchise Digimon devient de moins en moins identifiable et adaptée au marché, tant dans le domaine de l'anime que dans celui du jeu vidéo, ce qui entraîne un statut peu propice au succès à long terme,,.

Cette année-là, l'engouement des médias pour la franchise Digimon tout comme pour la Pokémania tombe et aucun jeu Pokémon majeur ne paraît avant juillet 2003, période à laquelle ce dernier se fait progressivement plus discret bien des produits Pokémon lancés à retardement dans certains pays,,. Une concurrence accrue sur ce phénomène s'est installée auprès des distributeurs et des commerçants, de plus en plus désintéressés par le genre qui attire une clientèle devenue péjorativement marginale,. Pokémon conserve néanmoins une figure statutaire en termes de ventes, et bénéficie d'un « renouvellement permanent » de son jeune public et de son concept grâce à sa stratégie de marque pour sa troisième génération, mais ne représentera plus un phénomène de société,. Un marché entier se renouvelle alors l'année suivante, en 2002.
Au Japon, Digimon Tamers et Digimon Frontier (saisons 3 et 4) se heurtent à un accueil compliqué,,,. En conséquence, ces séries Digimon deviennent de plus en plus difficiles à vendre à travers le monde. Elles s'exportent dans un nombre de pays de plus en plus réduit par rapport aux premières saisons, principalement dans les pays anglophones, germanophones et hispanophones à travers les réseaux de télévision de Disney,. Saban Entertainment se sépare de ses propriétés en 2001 lors de la vente de Fox Family Worldwide à Walt Disney Company. La saison suivante, Digimon Frontier, est vendue en lot avec la troisième saison lors de la cession des droits par Saban Entertainment à Disney, sécurisant ainsi une distribution en Amérique du Nord et dans certains pays hors de l'Europe,. Fox Kids, en France et en Europe, fonctionne indépendamment de l'actionnaire américain Disney.
Au Japon précisément, Bandai capitalise sur Digimon,, avec une multitude de jeux vidéo pour sa console portable WonderSwan, une machine conçue pour combler les pertes de l'entreprise à la fin des années 1990 devant le succès de Pokémon,,. En août 2002, Digimon sur WonderSwan représente un peu plus de 50 millions de yens (400 000 $). En février 2003, l'arrêt de production de la Wonderswan est annoncé. Cette réponse de Bandai à la Game Boy se solde par un déficit de 1,7 milliard de yens (13,3 millions d'euros) au lieu des 200 millions de bénéfices attendus.
La franchise Digimon chute totalement au Japon à cette période. Après quatre ans de diffusion ininterrompue, Digimon est contrainte de quitter Fuji Television et de stopper momentanément la production d'animé. À cette période, 54 % des recettes de la franchise Digimon proviennent alors de l'exploitation hors des frontières japonaises et tandis que la franchise s'essouffle totalement au Japon, elle reste populaire aux États-Unis jusqu'au milieu des années 2000, et continue à être diffusée à la télévision 21 fois par semaine sur ABC Family et Toon Disney en 2005.

### Échecs constants
En 2004, Bandai annonce un nouveau projet de long-métrage d'animation en 3D, diffusé le 3 janvier 2005 sous le titre de Digital Monster X-Evolution,. Annoncé comme étant destiné à une sortie cinéma, ce projet se concrétise comme un téléfilm pour la chaîne Fuji Television.
Dès 2006, la franchise évolue sur la console portable Nintendo DS avec les jeux Digimon Story, le premier totalise 200 000 unités vendues au Japon au bout de six mois, il comptabilise près de 850 000 unités vendues en dix semaines en Amérique du Nord sous la dénomination Digimon World DS. Trois ans après la dernière série animée diffusée en télévision, Toei Animation et Bandai cherchent à s'éloigner du cliché du jeune protagoniste qui manipule un monstre pour combattre, désormais prédominant dans les dessins animés pour enfants de ces années, en visant à concevoir des jouets plus tendance et à produire une série animée qui tente de se démarquer des formats classiques afin d’attirer une tranche d’âge relativement plus large; la cinquième saison Digimon Data Squad sur Fuji Television est cependant un échec,.
Avec l'avènement des téléphones portables et autres objets portatifs chez les plus jeunes, les gadgets de poche caractérisant la franchise Digimon apparaissent comme désuets aux alentours du milieu des années 2000,,,. En 2010, après plusieurs années d'échecs et d'accalmie, une sixième saison intitulée Digimon Fusion (Digimon Xros Wars) est annoncée par Bandai,. Les jouets de cette itération reposent entièrement sur l'élément de transformation de la série,. Contrairement aux digivice dérivés précédents, le « Chargeur Fusion » dispose d'un écran couleur et fait également office de lecteur MP3, avec un objectif de ventes de 200 000 unités d'ici fin mars 2011. Cette itération lance également les « Couronnes-Code », une série de cartes mémoire SD qui permettent de transférer de nouvelles zones et de nouveaux Digimon dans l'objet.
Comme pour les précédentes saisons, les produits dérivés de Digimon Fusion incluent manga, jouets, cartes à jouer, accessoires, CD, confiseries et jeux vidéo. Les principaux canaux de vente sont les magasins de jouets et les rayons des grandes surfaces; le marketing joue sur l'hyper-connectivité avec des codes QR apposés sur ces produits pouvant être lus sur des bornes d'arcades posées dans 200 points de vente à travers le pays, permettant aux utilisateurs de jouer les uns contre les autres en magasin. Après les échecs des tentatives passées auprès de divers cibles d'âges avec les séries animées et les jouets,, cette production revient à une série d'action-comédie archétypale pour les garçons de six à onze ans, avec des protagonistes enfants et préadolescents comme dans la première série animée, tout en présentant un Digimonde revisité et des gimmicks du virtuel adaptés à la nouvelle génération,,. Digimon passe pour la première fois de Fuji Television à un nouveau diffuseur, TV Asahi, notamment en raison de Toei Animation qui préfère miser avec Fuji Television son activité autour de Dragon Ball Z Kai, Digimon peine à trouver sa place dans un environnement économique défavorable de la crise financière de 2008 et la faillite de Lehman Brothers, marquant la chute des ventes de merchandising et du soutien des sponsors.
Après un bon démarrage en taux d'audience au Japon, la première saison connaît ensuite des résultats plus maigres, elle passe d'une visibilité à 19 h 30 en semaine, à un horaire à 6 h 30 le dimanche. Les reports d'épisodes sont fréquents, et avec le nouvel horaire, un mois entier passe sans qu'un nouvel épisode soit diffusé. Une série distincte,, intitulée Toki o Kakeru Shōnen Hunter-tachi et troisième arc de la saison, est diffusée du 2 octobre 2011 au 25 mars 2012,,. En 2013, l'arc est nommé dans la catégorie « Meilleure animation » aux Emmy Kids Awards,. Bandai ne lance néanmoins aucun produit autour de cette série distincte et ultime saison.
Au Japon, l'échec de cette sixième itération plonge la franchise dans une phase difficile dont le budget n'est plus suffisant pour poursuivre le développement de nouveaux projets,. Les jeux de cette itération ont été principalement achetés spontanément par des lycéens et des étudiants, soit en 2010, par des personnes qui suivaient la franchise depuis ses débuts et qui est un public plus âgé que le groupe cible attendu ; ces derniers se sont révélés peu réceptifs aux changements introduits dans le concept. Les jeux Lost Evolution et Super Xros Wars sur Nintendo DS sont des échecs commerciaux.
En 2016, la franchise à petits fantômes Yo-kai Watch, lancée par Level-5 en 2013, est un véritable succès commercial qui dépasse en ventes Pokémon. Toei Animation et Bandai, le fabricant de jouets et de jeux vidéo, souhaitent un projet qui s'inscrive dans l'air du temps des nouveaux jouets en circulation et de ce phénomène. La marque tente alors un soft reboot avec le projet cross-média Digimon Universe: Appli Monsters comprenant une gamme cohérente de jouets, de cartes à collectionner, d'un jeu vidéo sur Nintendo 3DS et d'une série d'animation Digimon Appmon pour TV Tokyo, diffusée en octobre. La structure narrative est confiée à Yoichi Kato, scénariste de Yo-kai Watch, qui transpose certains des codes établis par ce titre concurrentiel, mais en se concentrant sur un concept de monstres nés d'applications mobiles : les Appmon. Des « cartes Appmon » avec codes QR sont développées pour être insérées ou scannées dans le nouveau gadget de la série et dans une gamme d'accessoires annexes,,.
En 2019, la société WiZ à l'origine de la création de Digimon et du Tamagotchi fait faillite et est assimilée par Plex, propriété de Bandai. Cette acquisition modifie fondamentalement l'univers du jouet à l'origine de Digimon et permet à la marque Tamagotchi de s’approprier des avancées technologiques, ainsi que de s'étendre aux montres connectées et autres objets tendances. Digimon tentera de conquérir le public chinois avec divers jeux mobiles et un budget marketing conséquent, sans toutefois rencontrer le succès escompté. Le département japonais de Bandai félicite le succès que Digimon a connu à l'étranger au début des années 2000 et des plans sont officiellement formulés pour permettre un jour à la franchise de se redévelopper en dehors de ses frontières.

### Bref essor commercial (2020)
En 2015, la franchise rencontre un succès encourageant avec le 1er OAV de Digimon Adventure tri. (230 millions de yens de recettes en diffusion limitée) qui intervient après l’échec de la période Fusion auprès du jeune public japonais, cette proposition plus adolescente a été motivée par l'engouement inattendu sur cible rencontré par le jeu vidéo pour la Playstation Portable Digimon World Re:Digitize en 2012 et le public recherché de cette relance de Adventure devient ainsi une niche de fans dans la vingtaine,. Deux projets d'animation entrent en développement autour de la marque Adventure,. D'abord en 2017, celui d'un premier long métrage véritablement destiné à une exploitation cinéma standard au Japon : Last Evolution Kizuna, une conclusion à la première saison télévisée pour son vingtième anniversaire et indépendamment de ce projet, Toei Animation désire le retour de Digimon sur Fuji Television le dimanche matin, un créneau prisé alors occupé par la série Dragon Ball Super. Ces deux projets se concrétisent en 2020.
Cependant, au cours du développement de ces deux projets, la série des six OAV Adventure tri. est violemment accueilli par la critique et le public, « la résonance a été moindre et la concurrence rude sur cet univers » avec un fort affaissement des recettes sur la durée : jusqu'à 130 millions de yens en moins après son premier opus,. Les ventes vidéo connaissent une trajectoire similaire. La franchise confirme son essoufflement et ne constitue plus la marque phare qu'elle était à la fin des années 1990 pour certains observateurs du secteur, Toei Animation présente le projet aux professionnels du secteur plusieurs années de suite, sans toutefois parvenir à le vendre à d'autres marchés,,,. « C’est une tentative de ressusciter une série qui a beaucoup marché à une époque mais qui depuis ne survit plus que grâce à ces jeux » décrit le journal français Le Monde. Parallèlement, cette période marque aussi le succès de la rediffusion de Digimon en anglais sur les plateformes vidéo comme Hulu, ce qui joue un rôle déterminant dans l'exportation de ces nouvelles productions aux États-Unis ; pour Joshua Seth (Tai), « sans le soutien [des fans], les producteurs n'auraient jamais investi du temps, de l'argent ou des ressources pour de nouveaux Digimon » ; ce point de vue est rejoint par les fabricants de jeux vidéo, c'est le soutien américain qui rend possible l'exportation du titre Digimon Story: Cyber Sleuth hors des frontières asiatiques (plus de 800 000 ventes provenant principalement du public américain et européen).
Sorti en 2020, le long métrage Last Evolution Kizuna prend ses distances avec la série d’OAV qui l'a précédé, s'affirmant comme une tentative à la fois de rallier à nouveau son public et d’élargir son audience; celui-ci sort en février au Japon, dans le contexte croissant de la pandémie de Covid-19 — le paysage japonais se retrouve moins disputé, et présente alors des difficultés moins radicales que d'autres pays touchés par cette crise sanitaire,. Il tire profit de la vague que suscite la réouverture des salles de cinéma liée à la pandémie dans différentes régions d'Asie,, avec une prédominance de ses entrées venant de Chine, Kizuna est le film étranger (non américain) de 2020 le plus lucratif du box-office général chinois et totalise 24,2 millions de dollars de recettes mondiales en 2020,,. Last Evolution Kizuna connaît un succès fortement plus modéré hors des frontières asiatiques avec moins de 40 000 entrées en Europe ; prévu initialement en Amérique du Nord, la sortie est annulée en raison de la pandémie et de son impact sur les cinémas. Ce long métrage passe inaperçu auprès des critiques de cinéma, il reçoit des retours majoritairement positives de la part d'une presse de pop culture, notamment nord-américaine ; la presse européenne cinéphile et plus générale est cependant plus rude.
En 2020, Digimon fait son retour à cette période sur Fuji Television deux mois après le film Last Evolution Kizuna avec un reboot homonyme de la première saison. Bandai ambitionne à terme une nouvelle expansion de la marque à l'étranger, avec pour cible les fans de la première heure, mais aussi la nouvelle génération d'enfants et les amateurs d'anime en général. Digimon Adventure: (2020) est diffusée en simulcast en version originale. Le reboot de la marque revendique sous une même structure créative un nouvel anime, un nouveau jeu de cartes et des jouets,. Néanmoins les acteurs du marché restent frileux à l'égard de cette franchise : depuis plusieurs années, la Toei Animation rencontre des difficultés dans sa demande de proposer à nouveau Digimon sur Fuji Television dans son créneau horaire historique, et l'une des attentes relatives à une éventuelle exportation internationale était déjà de réaliser un nombre raisonnable de ventes au Japon.
Si la série Digimon Adventure: (2020) ne connaît pas un accueil favorable de la critique et du public de Crunchyroll, géant mondial du streaming, sur son approche stylistique et de sa violence,, elle redynamise l'activité commerciale de la franchise avec une hausse significative des ventes de ses produits dérivés, particulièrement en Amérique du Nord et à l’international, marquant un nouvel essor de la marque. Cela s’illustre particulièrement avec Digimon Card Game, la relance des cartes à jouer dérivées qui séduit un public américain en 2021,,,. En septembre 2021, le reboot télévisuel Digimon Adventure: prend fin et est suivi, pour la première fois depuis 2002 au Japon, d'une nouvelle série : Digimon Ghost Game.

### Désengagements et réorganisation
Au Japon, la série d'animation Digimon Ghost Game s'achève le 26 mars 2023 et la franchise Digimon n'est pas reconduite avec une nouvelle production télévisée après trois ans de diffusion. Avec un marché de l'animation japonaise plus développé qu'auparavant et fortement plus concurrentiel, les audiences de ce retour sont restreintes avec un parcours qui ne fédère pas suffisamment en moyenne sur Fuji Television. Le merchandising général de Digimon, et de ses premiers personnages, ne parvient pas à séduire les jeunes générations en ce début de décennie,,,. Cette relance est un échec auprès des enfants nippons, le groupe cible commercial visé, ; l'exigence de résultat exprimé par les importateurs n'est pas atteinte.
En mars 2021, Bandai lance au Japon le Vital Bracelet Digital Monster, une nouvelle gamme du jouet LCD Digimon sous forme de montre de sport connectée : la progression de l'utilisateur permet celle d'une trentaine de créatures connectées via des « cartes DIM » (pour Digimon Identified Memory). Contrairement aux gadgets électroniques DigiMon et aux Tamagotchis, il n'implique pas la responsabilité de nourrir et de nettoyer sa créature virtuelle. Les ventes au Japon du Vital Bracelet se font auprès d'une bulle de fans, le public ne manifestant que peu d'intérêt pour ce type de produit. Bandai ne positionne pas Digimon sur le long terme dans les rayons jouets au Japon, préférant sa stratégie de commercialisation reposant sur des stocks restreints disponibles par l'intermédiaire de leur service Bandai Premium et en laissant aux importateurs le choix de les distribuer,. Ghost Game est remplacé par l'anime Run For Money: The Great Mission, de la Toei Animation, qui fait également la promotion du Vital Bracelet. En juillet 2022, le gadget est lancé en Amérique du Nord sous la marque Vital Hero et vendu exclusivement dans les magasins Walmart; le manque de réalité commerciale au Japon de cette franchise freine une exploitation internationale plus importante,.
La franchise se tourne vers des projets de moindre envergure comme le webnovel Digimon Seekers publié sur le site internet de la franchise en japonais, chinois et en anglais dès le 3 avril 2023, pour assurer la promotion de divers produits dérivés et du gadget Vital Bracelet,. Le manga Digimon Dreamers, qui était publié à l'origine dans le bimensuel Saikyō Jump de Shueisha, passe à une publication exclusivement en ligne sur le site officiel de la franchise,. Il est suivi d'un autre manga l'année suivante, Digimon Liberator, centré sur la promotion du jeu de cartes de la franchise alors en perte de vitesse au Japon et est uniquement publié sur Internet,. Les concepteurs de Bandai se détachent de Digimon avec le nouveau modèle de leur montre connectée Vital Bracelet BE, alors propriété exclusive de Digimon, pour en faire un produit mettant en vedette des personnages d'autres franchises comme My Hero Academia ou Demon Slayer au début de l'année 2023,.
Dans la foulée, Kazumasa Habu est démis de ses fonctions de producteur des jeux vidéo Digimon après treize années de collaboration, à la suite d'une restructuration chez Bandai Namco; cette décision fait suite aux quatre années de reports et de retards sur les projets Digimon Survive (qui ne se vend qu'à 43 000 unités au Japon,) et d'un nouveau Digimon Story, Time Stranger, encore en développement après sept années,,,,. Le Vital Bracelet disparaît dans l'anonymat à l'automne 2024,,. Alors qu'elle reste populaire hors de ses frontières, cette franchise ne vend plus dans son pays d'origine,,. En 2024, la franchise Digimon connaît une absence manifeste de produits au Japon, Toei Animation annonce aux actionnaires de la franchise ne plus souhaiter produire certains titres Digimon en vidéo physique pour le marché japonais. En période de Covid-19, la marque est également entachée par une controverse à retentissement international, avec une lecture conspirationniste de l'un de ses auteurs, Chiaki J. Konaka, lors d'un événement organisé par Toei Animation et diverses sociétés comme Bandai,.

#### Expansion aux États-Unis
Du côté des États-Unis, Digimon Card Game s'impose comme l'un des jeux de cartes les plus actifs de ces dernières années,,,. Porté par de bonnes relations établies avec les fans, l’éditeur Discotek sort en Blu-ray les versions originale et américaine des 1res séries produites par Saban Entertainment dès juillet 2023, ainsi que Digimon, le film — le projet cinématographique le plus rentable de la franchise, dont la popularité reste pérenne auprès du grand public en réalisant la moitié des ventes d'un blockbuster commercial comme Joker : Folie à Deux ; en contraste avec des performances cantonnées à la catégorie animation du classement Oricon au Japon, ces sorties nord-américaines installent les films de la franchise parmi les meilleures ventes généralistes du pays en Blu-ray à chaque lancement,,,,. L'éditeur américain Shout! Studios, sous l'impulsion de la stratégie distincte du président Masayuki Endo à la tête de Toei Animation USA, se réjouissent du succès que leur catalogue Digimon rencontre depuis près d'une décennie auprès des fans et des familles aux États-Unis,, : Last Evolution Kizuna rencontre un franc succès et se place en troisième position des ventes nationales avec plus de 30 000 copies Blu-ray vendues en une semaine (95 % de part de marché),. Cette forte popularité de Digimon contribue au démarrage en force du jeu vidéo Digimon Survive aux États-Unis après son échec au Japon et bien une mise en circulation discrète,,,, ce roman vidéoludique s'écoule à plus de 500 000 exemplaires dans le monde sur consoles de huitième génération et sur PC, soit un résultat positif pour l'éditeur,,. L'exportation doublée de la série Digimon Adventure 2020 en dehors de l'Asie se concrétise en anglais pour une diffusion sur le Microsoft Store le 14 avril 2023, plus d'un an après son annonce, et sur la plateforme Hulu en période estivale.

#### Fin discrète de l'èreAdventure
Trois ans après le succès de Last Evolution Kizuna, le long-métrage Digimon Adventure 02: The Beginning sort dans les salles de cinéma au Japon le 27 octobre 2023. Le succès est néanmoins bien moindre que celui de son prédécesseur ; au Japon, le film quitte le top 10 du box office général en deuxième semaine d'exploitation et en Chine, The Beginning ne reproduit pas les performances de Kizuna, en enregistrant une chute de 90 % des entrées par rapport à ce premier film,. Toei Animation souhaite une large diffusion à l'international et joue la carte de l'immédiateté avec des sorties quasi-simultanées en Asie, en Amérique et dans les pays anglophones, l'Espagne et l'Allemagne,,,. Le film a un parcours commercial confidentiel et s'est surtout distingué dans les ventes vidéos américaines.
Au bout d'un cycle, dixit le producteur Hiroyuki Kakudo, l'exploitation de l'univers de Digimon Adventure prend fin de manière définitive avec la diffusion d'une séquence animée éponyme publiée sur Youtube en février 2025. Celle-ci boucle la chronologie des films récents et de leurs personnages, et est utilisée comme vitrine promotionnelle pour une campagne de crowdfunding lancée par Toei Animation dans un but de financer une opération d'affiches publicitaires pour la marque avec des contreparties échelonnées entre une vingtaine d'euros à plus de 1 500 euros (soit de 3 500 yens à 250 000 yens), allant d’un carton dédicacé à un walkman estampillé Digimon,,.

### Calendrier stratégique
Début 2025, Digimon confirme ses fortes performances en dehors du Japon comme principale source de profit, dans le rendement de ses anciennes productions audiovisuelles et dans les droits de merchandising liés au studio Toei,,. La production de la franchise est reprise par Yu Kaminoki, cadre marketing ayant supervisé la commercialisation de Last Evolution Kizuna, qui identifie comme caractéristique majeure de la marque le fait que « plus de la moitié de ses fans se trouvent en Amérique et en Europe » et tandis que les projections commerciales visent une possible revitalisation au Japon, l'international est désormais considéré comme un axe stratégique majeur avec une équipe de production multipliée « par cinq » pour répondre à cette nouvelle orientation,,,,.
Pour 2026, alors que la franchise Digimon semblait jusque-là accepter de rester dans l’ombre du « géant intemporel qu'est devenu Pokémon » comme l’analyse la RTBF, « Digimon semble une nouvelle fois s'attaquer directement au marché de Nintendo ». Au printemps 2025, Bandai annonce un simulateur free-to-play pour smartphones de son jeu de cartes, Digimon Alysion, s'inspirant du grand succès rencontré par le concurrent Pokémon avec une application du même type six mois plus tôt,. En octobre 2025, un nouveau RPG Digimon Story: Time Stranger arrive sur le marché seulement quelques jours avant la sortie d’un nouveau jeu des Pokémon.
Près de trois ans après la fin de la dernière série animée diffusée, Digimon Beatbreak s'annonce pour une diffusion à partir du 5 octobre 2025 sur Fuji Television,.

## Monde francophone

### Succès commercial
Le 24 mars 2000, Fox Kids Europe acquiert les droits exclusifs de Digimon auprès de Toei Animation pour notamment le Royaume-Uni et la France. En France, la série d'animation Digimon a su s'imposer dans un paysage audiovisuel où l'animation nippone avait totalement disparu depuis 1999. Initialement, la chaîne télévisée hertzienne TF1 ne veut initialement plus d'anime et de dessins animés violents sur son antenne et souhaite, avec TF! Jeunesse (1997), se démarquer des années Dorothée — dont les programmes étaient souvent accusés, par plusieurs instances, d'être ultra-violents ; cette nouvelle émission fait alors place aux productions feel-good, portées par des programmes majoritairement européens et rencontre un succès immédiat. Néanmoins, le succès médiatique de la « Pokémania » émerge en période de Noël 1999 en France et TF1 révise son jugement en diffusant la série japonaise animée Pokémon en janvier 2000, où le bloc atteint alors son apogée en audience.
En septembre 2000, Digimon est la 2de série japonaise qui intègre TF! Jeunesse grâce à ce phénomène, et rassemble les trois quarts de l'audience télévisuelle, le samedi matin avec un volume horaire de plus de dix heures en 2000, le dessin-animé Digimon connaît le plus fort taux de croissance en 2001 sur la première chaîne d'Europe, avec un volume horaire de plus de quarante-deux heures pour 115 diffusions en une année ; un niveau horaire atteint comparable à celui observé en 1996 avant la disparition du Club Dorothée pour de l'animation japonaise. Sur Fox Kids France, Digimon passe jusqu'à trois fois par jour et ponctuellement, plusieurs épisodes sont diffusés successivement avec une rediffusion de ces blocs le lendemain matin.
Cette série d'animation en France rassemble 70 % à 75 % des audiences sur la chaîne télévisée hertzienne TF1 et du câble et satellite Fox Kids dès septembre 2000. Digimon est le troisième dessin animé le plus suivi sur TF1 en 2001, avec une audience moyenne fédérée de 74,1% (17 millions de téléspectateurs en une année). Pour la période 2000-2001, le magazine Animeland nomme Donald Reignoux septième meilleur comédien de doublage de l'année lors du 8e Anime Grand Prix français, organisé sur la base de 1 700 bulletins de vote mentionnant notamment sa prestation en tant que Tai Kamiya dans Digimon. Le Monde parle rétrospectivement d'un « dessin animé cher au cœur des enfants des années 1990 » avec un générique français de Claude Vallois aux paroles naïves mais identifiables par la plupart des enfants qui succèdent à la « génération Club Dorothée ». En novembre 2001, le chiffre d'affaires de Digimon en France s'élève à plus de 130 millions de francs (20 millions d'euros).
Des sociétés comme Kellogg's, Bonux, Candia, Chupa Chups, Lutti, Oasis, La vache qui rit ou les goûters LU exploitent la popularité de la série en achetant la licence pour en faire usage dans leurs produits ; Magicbox, Majorette, Lansay, Ravensburger, Pogs, Joustra, Gallimard ou encore Panini proposent également leurs jouets. En juillet 2001, la société McDonald's France propose des jouets Digimon dans ses menus Happy Meal.
Le Digivice est mis en vente en France en octobre 2000, avant d'être rapidement épuisé jusqu'à son réapprovisionnement au début de l'année 2001. Les figurines transformable et les peluches de Digimon remportent également leur succès en France, mettant en difficulté les valeurs sûres du marché à cette période, dixit Le Monde, comme Action Man « que ses promoteurs ont dû relancer à grand renfort de publicité ». Par la suite, les digivice « D-3 » sont commercialisés en cinq versions par Bandai, dès la rentrée 2001 en France avec d'autres jouets dérivés de cette 2de série d'animation. Le Digivice « D-Power » est lancé à la rentrée 2002 en France ; à cette période, alors que les ventes commencent à se tasser, les figurines transformables continuent à obtenir de très bons résultats sur la durée en France, et plusieurs produits dérivés accompagnent les années de rediffusions de la franchise (publications de magazines, BD, jeux vidéo).
Le jeu de cartes Digimon connaît également son succès dans les cours de récréation françaises. Face à la demande, la production française d'Upper Deck prend une longueur d'avance à la fin de l'année 2000 et met en circulation les « cartes Booster 3 » en France dans une même continuité graphique que les précédentes cartes en circulation, les faisant ainsi devenir une spécificité française : Au même moment, Bandai reprend la production outre-Atlantique avec le « Booster 3 » après avoir cessé sa collaboration avec Upper Deck, dans un style graphique résolument différent — que la France connaîtra avec les cartes de l'extension 4 et du Mega Pack.
En 2002, la franchise connaît une baisse de succès au Japon, et après le transfert des droits de Saban à Disney aux États-Unis, Digimon Frontier (saison 4) obtient une diffusion assurée en Amérique sur les chaînes du groupe. En France et en Europe, Fox Kids fonctionne indépendamment de l'actionnaire Disney. En janvier 2004, Fox Kids Europe et Disney-ABC Cable Networks Group unissent leurs activités, permettant à Digimon Tamers de poursuivre tardivement sa diffusion en France au-delà de son 25e épisode après ses premières diffusions en 2002,,,,. Digimon ne passait alors plus en télévision au Japon.
Les trois premières saisons (Digimon Tamers et les deux premières séries Adventure) sont multi rediffusées pendant près d'une décennie jusqu'au tournant des années 2000 sur les antennes des chaines du câble Fox Kids, Jetix et de Tfou TV,. Les cassettes vidéo et DVD sont éditées par TF1 Vidéo dès 2001 et commencent à être rééditées en de nombreux DVD, unitaires et en coffrets, par LCJ Éditions au milieu des années 2000 jusqu'en 2011.

### FusionetAppmon
En juillet 2012, Toei Animation Europe annonce la diffusion de la sixième saison en Italie sous le titre Digimon Fusion Battles pour une diffusion à partir du juin 2013 sur Rai 2, l'adaptation produite à partir de la version originale est déprogrammée en catastrophe en août 2013,. Par la suite, Toei Animation cède son catalogue et le projet d'exportation de la sixième saison devient international, dirigée par Saban Brands pour la première fois en treize ans,, après avoir acquis les droits de la franchise le 25 septembre 2012,, Digimon Fusion est présenté en octobre à Cannes pour vendre ce produit à de futurs distributeurs et/ou diffuseurs. Elle est programmée sur les chaînes The CW et Nickelodeon en septembre 2013, dans les dernières années des dessins animés diffusés le samedi matin à la télévision (en), les enfants représentant une part de plus en plus réduite de l'audience télévisuelle américaine,,,. L'ayant droit international mise également sur une diffusion VOD sur la plateforme Netflix,.
En France, Digimon Fusion de Saban Brands est acquis par le groupe Lagardère en décembre 2014 pour une diffusion sur la chaîne jeunesse du câble Canal J à partir de janvier 2015, et devient, avec plus de 1 700 diffusions, une marque phare et multi diffusée du diffuseur (contre 150 pour Sailor Moon Crystal et 990 pour Saint Seiya Omega, les deux autres événements animés de la chaîne),. Il s'agit de la première saison Digimon diffusée en français en l'espace de dix ans depuis la troisième saison Digimon Tamers en 2002, elle retrouve une adaptation qui adopte le ton des trois premières saisons et qui est composée de certains doubleurs historiques de la franchise. Saban Capital Group redistribue la plupart des propriétés de Saban Brands en 2018 et ferme la division en juillet de la même année — la série quitte les plateformes Netflix et GulliMax après cinq ans de diffusion, en décembre 2019,. Toei Animation devient progressivement le principal ayant droit et distributeur de la franchise.
En octobre 2016, Toei Animation présente la série d'animation Digimon Appmon à Cannes pour vendre son produit à de futurs distributeurs et/ou diffuseurs. En 2017, le groupe Turner en acquiert les droits pour une exploitation sur les territoires francophones et présente également cette production qui ne connaît pas de version retravaillée pour le marché international à plus de quarante pays, dont le Royaume-Uni, l'Espagne et l'Allemagne ; le client français est, avec le Portugal, l'unique vente en Occident,. En France, elle est la 1re série Digimon directement produite de la version japonaise par l'importateur Toei Animation Europe,. Cette série est diffusée sur Boing, lequel a initié le succès en France de Yo-kai Watch chez les 4-12 ans,, la série est alors visible comme produit d'appel dans diverses campagnes promotionnelles et publicités télévisées sur différentes chaînes autour de Boing et de sa case horaire commune avec Yo-kai Watch et Yu-Gi-Oh! Arc-V (Chasse aux monstres) en fin d'année,,. Appmon est retirée de sa diffusion quotidienne en France après trente-neuf épisodes et disparaît de l'antenne de la chaîne jeunesse privée un mois après sa conclusion, cette série animée est déstockée deux ans plus tard dans une diffusion nocturne à raison de quatre épisodes, du 31 août 2020 au 3 janvier 2021, à 2 h 35 chaque nuit. Aucune gamme de jouets n'est développée en dehors de l'Asie.

### Last Evolution Kizunaet SVOD

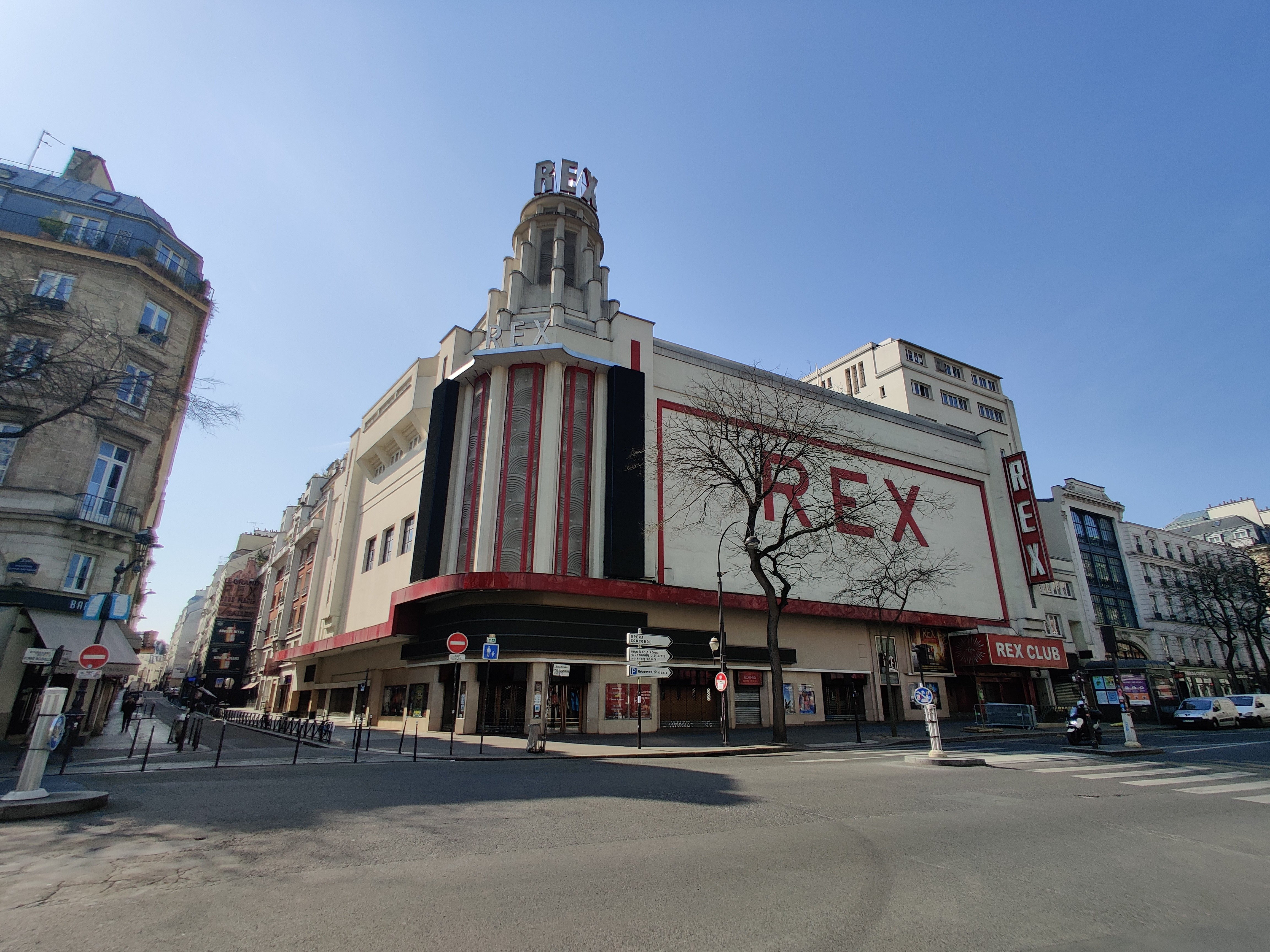
À l'avant-première de Last Evolution Kizuna au Grand Rex, Toei Europe fait part de sa volonté de pousser les nouvelles propositions de la franchise en France si l'accueil y est favorable ; de nombreux projets commerciaux sont ensuite avortés ou freinés dans leur élan,,.

En août 2018, Bandai Namco Europe annonce que le jeu vidéo en production Digimon Survive sera commercialisé en France avec une traduction française à sa sortie, en alignement avec les ambitions européennes de Toei Animation pour ses animes,. En 2020, la relance en France est officiellement actée. Digimon Adventure: (2020), la nouvelle adaptation télévisée des aventures de Tai est proposée en simulcast sur Anime Digital Network, Crunchyroll, et ce simulcast connaît une exposition à la télévision spécifiquement en France sur la chaîne J-One. La France affiche de fortes ambitions en proposant la réexploitation en vidéo à la demande sur ADN des trois premières saisons en version française et d'un inédit, les six OAV Adventure tri. (2015-2018), en version originale à partir de février 2020.
Dans la continuité de la redistribution des droits à Toei France depuis Digimon Appmon, ces nouvelles diffusions se caractérisent par leur littéralité (génériques japonais sur la version française, version japonaise sous-titrée sans terminologie française, doublages plus conventionnels), sans tenir compte des particularités locales de la franchise ou des adaptations qui peuvent être nécessaires. Dans ce contexte, la sortie francophone de Digimon Adventure: Last Evolution Kizuna est annoncée le 24 août 2020 et la France est le premier pays à diffuser le film sur l'ensemble de son territoire après l'Asie,. Pendant trois grandes journées d'exploitation « événementielle » du 24 septembre 2020 au 27 septembre 2020, le film est projeté dans 160 salles avec une à deux séances par cinéma, par le distributeur CGR Events,.
Bien la pandémie de Covid-19 et des régions non-couvertes par cette exploitation,, le film enregistre en trois jours des chiffres de fréquentation supérieurs à ceux de l'Italie et du Portugal en première semaine (près de 4 000 entrées),,, un bilan positif pour le distributeur entre deux confinements avec un déficit des entrées de moins 70%,. Le film fait l'objet de quelques projections supplémentaires dans l'Hexagone,.

#### L'échec de Toei France: tentative de purisme et abandon
La communication de Last Evolution Kizuna suit la dynamique en vigueur de la marque avec une bande-annonce déployée principalement en japonais accompagnée du générique japonais Butter-Fly. Le 22 septembre 2020, une avant-première s'organise au cinéma du Grand Rex de Paris (en version originale sous-titrée) avec distribution de cadeaux devant un parterre de fans et de « dizaines d'influenceurs », incluant des blogueurs et des sites mineurs d'une sphère « manga » qui publient des avis dithyrambiques autour du film à la sortie, avec des notes très élevées qui contrastent sensiblement avec les évaluations plus modérées observées à l’échelle européenne. L'événement est en présence de l'animatrice Kayane et de Ryuji Kochi, président européen de Toei Animation. La stratégie de ce type de sortie exceptionnel vise aussi à évaluer, sur une courte période, la relation de confiance qui peut s'établir avec une communauté de fans identifiée ; celui-ci permet une distribution du film sur d'autres supports dans des délais plus réduits que ceux imposés sur une vraie diffusion par la chronologie des médias,. Cependant, cette démographie de blogueurs et de spectateurs venus pour cet événement en version originale renvoie une image peu propice à la poursuite de l'exploitation commerciale; sur la scène du Grand Rex, le PDG de Toei Animation Europe apparaît déconcerté par cette audience qui peine à saisir les enjeux économiques de la franchise ainsi que l’importance, soulignée dans son propos liminaire, de soutenir ces diffusions; le film est également affecté par le téléchargement illégal le mois précédant sa sortie française,.

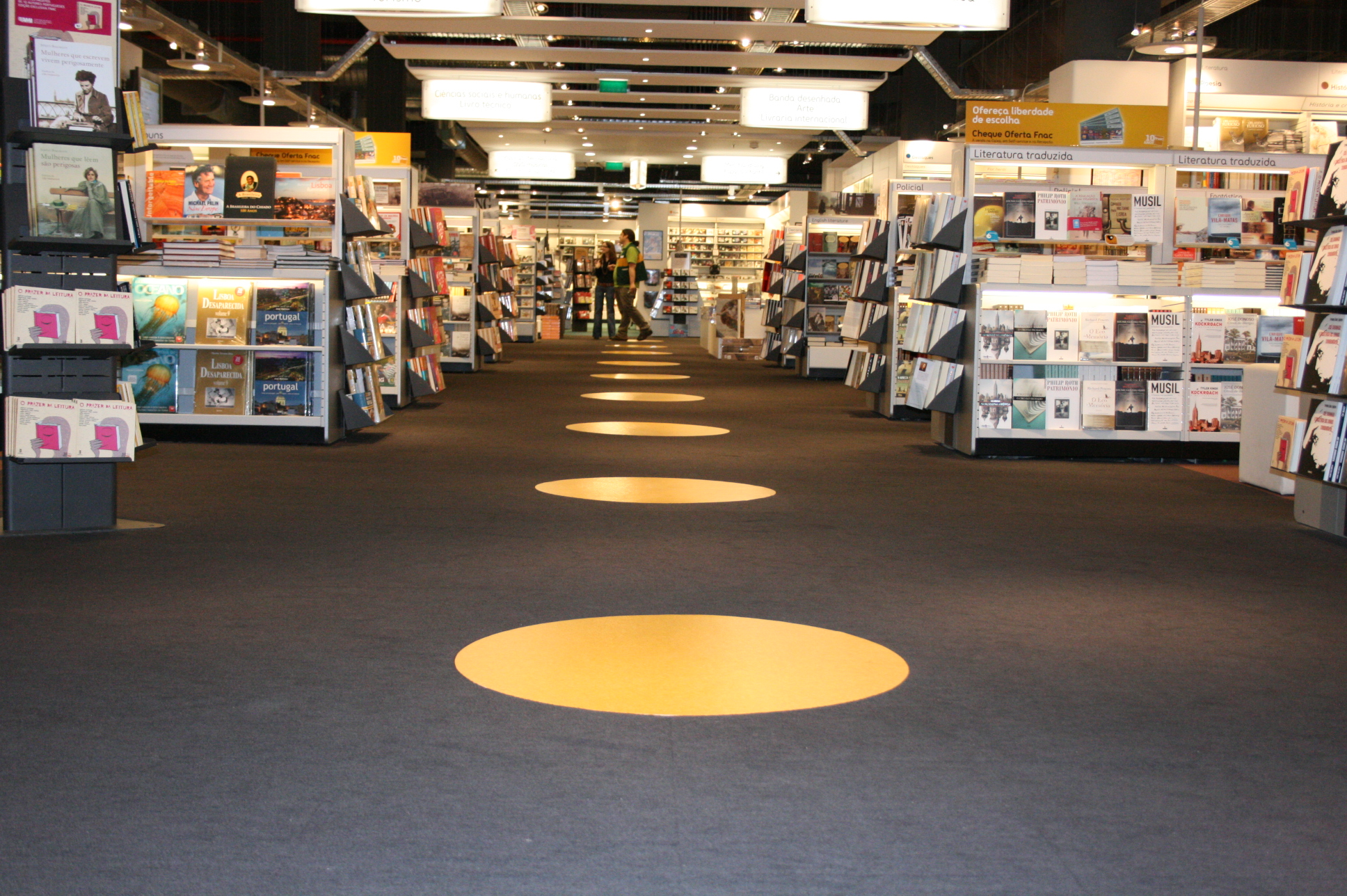
Bien un soutien spontané du public en France pour Last Evolution et Survive,, leur dynamique commerciale ne génère pas de retours assez positifs pour permettre la poursuite d'une exploitation optimale de ces nouveaux produits.

Deux jours plus tard lors de sa diffusion nationale en version japonaise et en une version doublée en Belgique, la sortie divise le public français et ne rencontre pas les faveurs de son cœur de cible. Le doublage de Last Evolution Kizuna ne maintient ni une continuité avec les séries diffusées en France ni une cohérence vocale pour le public visé : « ceux qui ont grandi avec Digimon ». Une approche à contre-courant de celle adoptée par la plupart des pays qui ont exploité la production par la suite. En l'espace de quelques semaines, l'éditeur Toei Animation prend la décision radicale de ne pas exploiter Last Evolution Kizuna ni cette première adaptation doublée sur d'autres supports — en DVD ou en vidéo à la demande,. Ballon d'essai pour le territoire, ce lancement échoue à convaincre les investisseurs. Dans le prolongement de la sortie en salles, du simulcast et de la distribution VOD, Crunchyroll propose à l'échelle européenne la version japonaise dite « intégrale » des deux premières saisons avec, notamment, des sous-titres français le 21 janvier 2021, gratuitement et en accès libre pendant plus d'une année. En 2021, le simulcast se poursuit avec une nouvelle production, Digimon Ghost Game, qui est valorisée localement par plusieurs partenaires d'ADN,. Si l'enjeu cible principalement un public enfant pour ses actionnaires, en l'état, Digimon Adventure: (2020) et Digimon Ghost Game ne sont pas adaptés aux normes jeunesse de la télévision française et sont donc accompagnées d'une signalétique d'avertissement sur la chaîne spécialisée J-One, et sur la plateforme ADN en avril 2022 pour Ghost Game, après quelques mois de diffusion,.
Malgré les attentes élevées et ciblées par cette initiative de relance plus puriste envers la proposition japonaise et en net décalage avec ce qui avait été proposé jusqu'ici dans le pays, l'engouement n'est manifestement pas au rendez-vous chez ces fans. Ces diffusions ne semblent également pas avoir un grand effet sur la vaste audience qu'attire ces plateformes et ces chaînes. Trois années confidentielles se succèdent sur le territoire et la diffusion de ces nouveautés s'achève en mars 2023 dans l'indifférence, et au plus bas sur ADN,. « Si cette nouvelle mouture de Digimon a un réel défaut, c'est de ne pas reprendre le terme de digivolution si cher aux fans », déplore Anime News Network, un terme consacré de la version française remplacé par une terminologie plus générique (« J'évolue »). En parallèle, avec une activité reprenant à la hausse aux États-Unis, la division française de Toei Europe perd successivement la main sur les nouveautés de la franchise après le faible écho des deux sorties post-Asie sans ajustements pensées pour un public français et les acteurs commerciaux internationaux : Digimon Appmon (2017) et Last Evolution Kizuna (2020),,.
Entre 2020 et 2024, c'est une dizaine de productions qui s'ajoutent à ces catalogues VOD en version originale sous-titrée, couvrant l'essentiel des productions animées Digimon qui puissent être proposées à l'exclusion des films, et de Fusion avec Appmon, les deux dernières séries animées diffusées sur les chaînes jeunesse françaises. L'opération ne suscite que peu d’intérêt auprès des spectateurs : sur une période de cinq ans, seule la version française parvient à figurer dans le classement général des animés les plus regardés de la plateforme ADN, tandis que l’ensemble du catalogue en version originale se situe à terme derrière des séries peu populaires (comme Code Lyoko Évolution ou la série Donkey Kong Country),,.
Cette période Toei France est marquée consécutivement par une série d'annulations ; sept ans après l'attribution des droits à Toei France, la franchise est commercialement morte,,.

### Pérennité d'un catalogue historique, nouvelle relance par Bandai

Après les échecs de Toei Europe en 2020, c'est Bandai France qui mène trois ans plus tard une nouvelle tentative pour relancer commercialement la marque, autour d'objets rétro et issus des premiers dessins animés en grandes enseignes, ainsi qu'avec des jeux vidéo.

En 2021, le lancement de plusieurs jouets et gadgets Digimon censés apparaître sur le marché en France est annulé. En 2022, après quatre années d'attente, la branche commerciale Bandai Namco France choisit arbitrairement de ne pas produire l'édition physique du jeu vidéo Digimon Survive, un projet initialement présenté avec la promotion du film Last Evolution Kizuna (2020). Ces décisions concernant ces deux produits événements impliquent uniquement la France. Avec ce long-métrage au placard et en l'absence de confiance sur l'indicateur cible pour un pari commercial, le jeu n'est sorti que dans un certain anonymat à la surprise des fans,.
Digimon Survive entièrement traduit, localisé et teinté d'un style reprenant les codes « anime » des productions de cette marque parvient à se hisser 11e des ventes françaises du Nintendo eShop et 14e sur la plateforme Steam en première semaine. Le roman vidéoludique, commercialisé à une cinquantaine d'euros, se classe également 11e en Belgique la semaine suivant sa commercialisation sur Steam. Le soft suscite cependant la déception de ce public français spontané et de la critique locale à sa sortie,; la localisation du jeu mise sur un certain exotisme qui s'inscrit dans une continuité (SVOD, Appmon, Kizuna) avec des dialogues traduits de manière littérale depuis le japonais, une approche accueillie de manière mitigée, les textes sont jugés comme étant peu naturels et sans dynamisme,. New Game Plus parle d'une production qui se prend trop au sérieux « dépeignant des adolescents clichés […] l’histoire s’enlise dans un marasme de lenteur et de stéréotypes rendant le récit ennuyant. […] Un constat bien triste, pour une licence ayant pourtant de quoi se renouveler tant sa matière est riche ».
À l'été 2022, le back catalogue des 3e séries animées en version française, distribué à l'origine pour promouvoir Last Evolution Kizuna, est reconduit sur ADN et est acquis par Pluto TV (Paramount) pour une diffusion en continu, sur lequel son canal dédié prend son essor en quelques mois. En automne 2022, Bandai France mise sur un nouveau produit d'appel déployé en grande distribution, un virtual pet « rétro » (le « Digimon X ») comparable aux modèles du gadget lancés en France vingt-cinq ans plus tôt. En octobre 2022, le journal Ouest-France fait état de six années de nouvelles sorties Digimon en France, « aussi irrégulières que discrètes ». À l'occasion de l'intérêt médiatique, plus fort que de coutume, généré par Digimon Survive, la presse en général décrit un positionnement moins affirmé que dans les 1res années de la marque en France; une récurrence dans la critique de ces nouvelles productions importées est qu'elles manquent « d'âme »,.
En janvier 2023, la version française de Digimon est l'un des programmes jeunesse les plus regardés du catalogue d'ADN, ; après trois ans d'indécision et une mise sur le marché avortée, la branche française de Bandai relance la marque Digimon: Digital Monsters avec une gamme de jouets articulés en grande distribution, dérivée de ces premières séries : les Anime Heroes. Divers produits dérivés officiels font également leur apparition dans les rayons des supermarchés et des boutiques spécialisées. Le diffuseur ADN se fait le relais sur deux années de la campagne d'annonces annuelles de la marque au Japon (Digimon Con), toutefois faute de réalité commerciale au Japon, le rendez-vous repose sur des perspectives de projets et sur de la publicité; dans ce contexte, ADN publie à intervalles variables les anciennes saisons animées jusque-là inédites en France dans une logique plus complémentaire avec le catalogue et l'adaptation française de Bandai France,,. Last Evolution Kizuna et sa suite ne suscitent aucun véritable intérêt médiatique durable en France; ces projets restent dans une politique du silence de la part des détenteurs de la licence qui lancent néanmoins, en 2023, la commercialisation officielle du merchandising liés à ce long métrage dans les grandes surfaces françaises, et ce, malgré l’absence totale sur ce marché de cet élément central promu par ces produits.
Une commercialisation physique est également retentée en France avec la réédition du jeu Digimon World: Next Order, le 22 février 2023, contrairement à Digimon Survive qui avait précédé quelques mois plus tôt, avec des précommandes dans certaines enseignes,,. Le fabricant Funko introduit pour la première fois sa collection Digimon à la rentrée 2023 dans les grandes surfaces françaises, les figurines Funko Pop de la première salve (2018) n'ayant pas été commercialisées en France, celles de Patamon et Gomamon du dessin-animé ouvrent donc cette distribution.
Le service de vidéo à la demande ADN mène plusieurs opérations autour de la franchise au fil des années, parmi lesquelles : le marathon spécial Digimon,, un événement de vingt-trois heures ininterrompues sur la plateforme Twitch destiné à la diffusion des 54 épisodes de la première saison Digimon en version française, du 19 jusqu'au 20 septembre 2020, ce « Marathonmon » est un succès en rassemblant près de 400 000 spectateurs uniques,,. Après quatre ans de diffusion en 2024, ADN continue de porter activement la franchise en la mettant à l'honneur dans sa communication et sur sa plateforme principale pour son 25e anniversaire,. Fin 2024, Digimon est valorisé lors de la Paris Games Week avec Game One (du groupe des diffuseurs J-One et Pluto TV) et est également acquis par la plateforme belge de la RTBF, Auvio, depuis décembre 2024 avec comme partenaire ADN. En février 2025, Bandai confirme le premier jeu Digimon Story traduit en français avec Time Stranger, une nouvelle tentative commerciale incluant des éditions physiques et divers opérations de communication,.

## Saisons
Les épisodes, toutes saisons confondues, sont produits et réalisés aux studios de Toei Animation. En 2012, la société américaine Saban Brands acquiert les droits internationaux de Digimon, à l'exception du Japon, ; une entreprise fermée le 2 juillet 2018. À la suite de la redistribution de leurs propriétés, c'est Toei Animation qui distribue Digimon notamment en France.
Chaque série comporte environ une cinquantaine d'épisodes. Un épisode classique se déroule ainsi : un des digisauveurs se retrouve confronté à un problème (généralement personnifié par le monstre de l'épisode ou l'ennemi de l'arc, et ses caractéristiques propres), mais grâce à ses qualités (ou parfois malgré ses défauts), il vient à bout de ce défi ce qui lui permet de faire digivolver son monstre et de battre l'ennemi. Certains éléments sont ajoutés plus tard dans la série (digivolutions uniques pour les deux protagonistes masculins, accessoires, un nouveau héros, etc.), tandis que d'autres sont parfois oubliés pendant un certain temps avant d'être repris, ce qui autorise une grande diversification bien que l'idée de base reste toujours la même : la lutte entre le bien et le mal. Un méchant peut se révéler moins méchant que prévu, certains personnages peuvent après une prise de conscience, changer de camp, et certaines intrigues sont parfois prétextes à un développement scénaristique relativement plus complexe. La problématique d'un besoin de création constant pour le merchandising, tenant compte des contraintes techniques imposées et budgétaires par leur transposition en jouets et figurines transformable, influence fortement la conception de ces personnages, ainsi que leurs apparitions — ou non — dans l'anime, à l'image de la « méga-digivolution », un stade de transformation que seuls les robotiques WarGreymon et MetalGarurumon atteignent dans la première série,,.
En 2025, la série recense un total de onze saisons qui regroupent chronologiquement Digimon Adventure, Digimon Adventure 02, Digimon Tamers, Digimon Frontier, Digimon Data Squad, Digimon Fusion, Digimon Adventure tri., Digimon Appmon, Digimon Adventure:, Digimon Ghost Game et Digimon Beatbreak.

### Tableau d'ensemble
| No.   | No.                  | Titres des séries         | Épisodes     | Diffusion initiale | Diffusion initiale | Chaînes     |         |
| No.   | No.                  | Titres des séries         | Épisodes     | Début              | Conclusion         | Chaînes     |         |
| ----- | -------------------- | ------------------------- | ------------ | ------------------ | ------------------ | ----------- | ------- |
|       | 1                    | Digimon Adventure (1999)  | 54           | 7 mars 1999        | 26 mars 2000       | Fuji TV     |         |
| 2     | Digimon Adventure 02 | 50                        | 2 avril 2000 | 25 mars 2001       |                    | Fuji TV     |         |
|       | 3                    | Digimon Tamers            | 51           | 1er avril 2001     | 31 mars 2002       | Fuji TV     |         |
|       | 4                    | Digimon Frontier          | 50           | 7 avril 2002       | 30 mars 2003       | Fuji TV     |         |
|       | 5                    | Digimon Data Squad        | 48           | 2 avril 2006       | 25 mars 2007       | Fuji TV     |         |
|       | 6                    | Digimon Fusion            | 79           | 6 juillet 2010     | 25 mars 2012       | TV Asahi    |         |
|       | 7                    | Digimon Adventure tri.    | 26 (Int.)    | 21 octobre 2015    | 5 mai 2018         | Crunchyroll | [ 535 ] |
|       | 8                    | Digimon Appmon            | 52           | 1er octobre 2016   | 30 septembre 2017  | TV Tokyo    | [ 453 ] |
|       | 9                    | Digimon Adventure: (2020) | 67           | 5 avril 2020       | 26 septembre 2021  | Fuji TV     |         |
|       | 10                   | Digimon Ghost Game        | 67 (+ 1 SP)  | 3 octobre 2021     | 26 mars 2023       | Fuji TV     | [ 536 ] |
|       | 11                   | Digimon Beatbreak         | /            | 5 octobre 2025     | /                  | Fuji TV     |         |
| Total | Total                | Total                     | 544 épisodes |                    |                    |             |         |

### Digimon Adventure

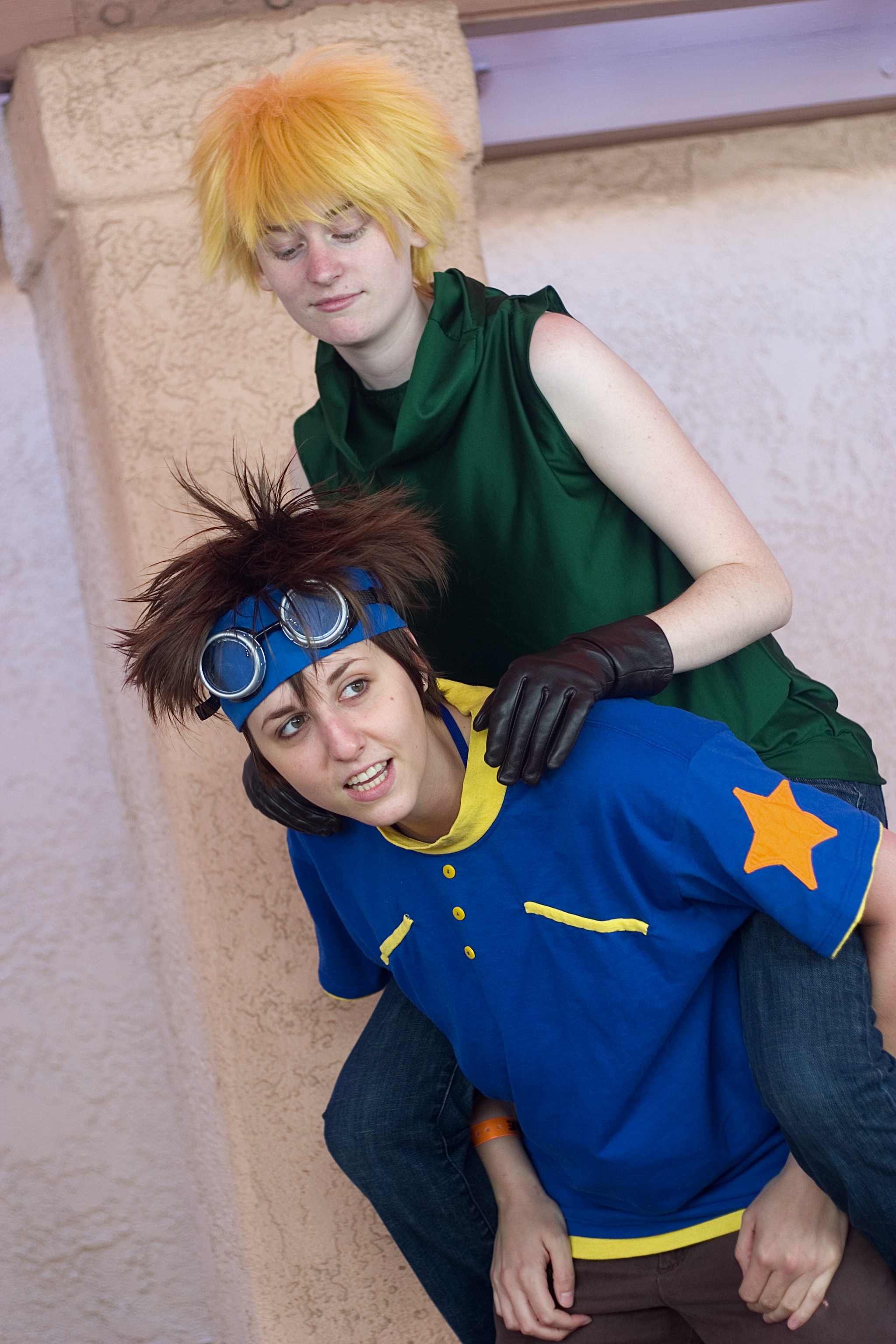
Costumes de Tai Kamiya (bas), et de Matt Ishida (haut), deux des principaux protagonistes de la première saison.

La toute première saison de la franchise est initialement diffusée à la télévision japonaise du 7 mars 1999 jusqu'au 26 mars 2000,, et est composée d'un total de cinquante-quatre épisodes. Digimon Adventure relate les aventures des digisauveurs : Tai et Agumon, Matt et Gabumon, Sora et Biyomon, Izzy et Tentomon, Mimi et Palmon, Joe et Gomamon, et T.K. et Patamon, transportés dans le digimonde, pour combattre diverses forces maléfiques — allant du Digimon maléfique Devimon jusqu'à un groupe de puissants antagonistes appelés Maîtres de l'ombre. Le court-métrage d'animation homonyme sort le samedi 6 mars 1999 à l'occasion de l'évènement '99 Spring Toei Anime Fair pour promouvoir la diffusion de cette série d'animation sur la chaîne japonaise Fuji Television le lendemain matin, et qui contribue principalement à la popularité de la franchise Digimon,.
Les voix d'Agumon et de Tai, les personnages principaux, sont présélectionnées avant les auditions afin de donner un point de départ aux producteurs et de faciliter le casting du reste de la distribution ; en raison de la base peu développée de la franchise et du grand nombre de personnages, il est impossible pour le réalisateur d'expliquer à chaque comédien son rôle, seule une personnalité de base est indiquée lors de l'audition puisqu'il était probable que ces personnalités changent radicalement en fonction de l'évolution de l'intrigue, et demande à entendre toutes sortes d'interprétations, ; dans cette série, la « bizarrerie » est embrassée et les interprétations sont laissées libres aux comédiens, qui jouent en fonction de l'image qu'ils découvrent et de l'apparence des Digimon et des nombreuses digivolutions parfois étonnantes de ce dessin-animé (cactus, robots, formes plus masculines pour un Digimon alors perçu comme féminin par les doubleurs) ; des accents sont improvisés et encouragés par le réalisateur, et certains comédiens de doublage doublent plusieurs personnages et parfois même leurs partenaires.
Les équipes de Toei Animation n'ont aucune idée de ce qu'étaient concrètement un Digimon et de l'intérêt de chaque gimmick comme la digivolution, et les interrogations des doubleurs ne reçoivent à l'époque aucune réponse satisfaisante de la part du réalisateur Hiroyuki Kakudō. Pour contrer le concurrent Pokémon, la digivolution telle qu'elle est représentée dans l'anime n'est pas permanente ; du point de vue du dessin et de la mise en scène, il est également délicat de faire se promener en permanence un monstre en forme évoluée comme dans la logique du jouet. La possibilité de séquences prêtes à être réutilisées pour maximiser la rentabilité est retenue dans les discussions, celles-ci sont insérées et répétées dans chaque épisode, notamment pour les transformations de Digimon. Les positions dominantes sont reprises par des figures masculines, avec dans cette première série Tai et Agumon en tête dans la configuration, tandis que les filles incarnent des positions secondaires dans lesquelles ressortent des propriétés classiquement associées au sexe féminin comme l'amour ou l'innocence,, ; dans les premiers produits Digimon et le 1er jeu vidéo, les disparités de genre entre les Digimon n'étaient pas présentes — avec la série animée et le fait que ces créatures soient désormais douées de parole, et de fait, susceptibles d'être perçues comme masculines ou féminines, une accentuation sur les rôles de genre se fait observée sur les différentes productions qui en découlent,,,.
Elle intronise par la suite un huitième enfant, Kari, la petite sœur de Tai, accompagnée de sa partenaire Gatomon,,. Bandai suggère la production des « symboles », des jouets que l'on peut accrocher autour du cou comme des pendentifs, et qui sont également introduits dans l'histoire. Les jouets de la série animée sont officiellement lancés sur le marché à cette période, en juillet 1999, « Avec huit types de peluches, de jouets électroniques et d'autres jouets associés aux huit monstres de chacun des huit personnages principaux, on obtient une cinquantaine de types de produits Digimon qui peuvent être placés en rayon » dès le lancement, décrit un détaillant coréen à propos de cette stratégie conçue pour cibler les enfants des écoles maternelles et primaires.

### Digimon Adventure 02
Une continuité directe intitulée Digimon Adventure 02 est initialement diffusée au Japon du 2 avril 2000 au 22 mars 2001 sur la chaîne Fuji Television. Cette seconde saison, de nouveau produite par Bandai et la même équipe, est composée d'un total de cinquante épisodes; bien que les ventes de jouets ne répondaient pas encore pleinement aux attentes, cette deuxième saison est envisagée dès septembre 1999. Le réalisateur Hiroyuki Kakudō souhaite néanmoins se libérer des contraintes de la première saison et écrire une histoire plus légère.
Il prend place trois ans après les événements de la première saison avec une nouvelle génération de digisauveurs — composée de Davis et Veemon, Yolei et Hawkmon, Cody et Armadillomon, T.K. et Patamon et Kari et Gatomon — sont destinés à sauver une nouvelle fois le digimonde de divers antagonistes dont l'Empereur des Digimon avec son partenaire Wormmon, et MaloMyotismon,,. Elle emploie des éléments similaires à la précédente saison tels que les aller-retours entre digimonde et monde réel et les altercations humoristiques entre personnages, notamment. Cependant, la production est marquée par des conflits internes sur la direction à suivre.

### Digimon Tamers
Une troisième saison, intitulée Digimon Tamers, est initialement diffusée au Japon en un total de cinquante et un épisodes, du 1er avril 2001 au 31 mars 2002 sur la chaîne Fuji Television. La saison marque une grande différence de concepts stylistiques et scénaristiques par rapport aux deux précédentes saisons,. Après la fin de la deuxième saison de Digimon, la franchise est conduit à assumer des visions, et des univers multiples,,. Lors de la planification, l'idée est d'installer Digimon Tamers dans un univers méta avec Digimon Adventure,,, ses personnages perçoivent « Digimon » comme une franchise commerciale à succès représentée par de nombreux produits dérivés dont les cartes à jouer et les D-arc, principalement,,.
La saison intronise de nombreux nouveaux protagonistes humains et Digimon, les principaux étant Takato et Guilmon, Rika et Renamon, et Henry avec Terriermon,. Digimon Tamers n'est pas liée aux événements des deux précédentes saisons animées, les aventures de Tai et Davis sont connus des personnages de Tamers comme étant ceux d'une série télévisée, et l'action se déroule principalement dans le monde réel. Les protagonistes se confrontent d'abord à une organisation gouvernementale secrète de lutte anti-Digimon, appelée Hypnos, avant de parvenir plus tard à accéder au digimonde dans lequel ils y rencontrent les Digimon souverains et découvrent l'existence d'un virus informatique d'éradication.
En raison de ses différences avec les deux premières séries, cette itération avec un univers distinct connaît un accueil mitigé des premiers spectateurs et la franchise Digimon fait face une érosion de popularité à partir de cette période,,, la production doit être accélérée et le développement d'une nouvelle série est commandé en parallèle,.

### Digimon Frontier
Digimon Frontier est initialement diffusée du 7 avril 2002 au 30 mars 2003 sur la chaîne Fuji Television en un total cinquante épisodes,. Elle est produite par Fuji TV et Yomiko Advertising. En février 2002, la série d'animation Digimon Frontier est commandée en marge de la diffusion de Digimon Tamers avec le pressentiment que cette 4e saison peut être la dernière,,, pour un lancement planifié pour le mois d'avril. Le scénario donne la capacité de se transformer en Digimon à six nouveaux digisauveurs humains d'âges différents — Takuya, Koji, Junpei, Izumi, Tomoki et, plus tard, Koichi —, accompagnés de leurs deux guides Bokomon et Neamon, afin de combattre diverses menaces dont l'antagoniste Cherubimon.

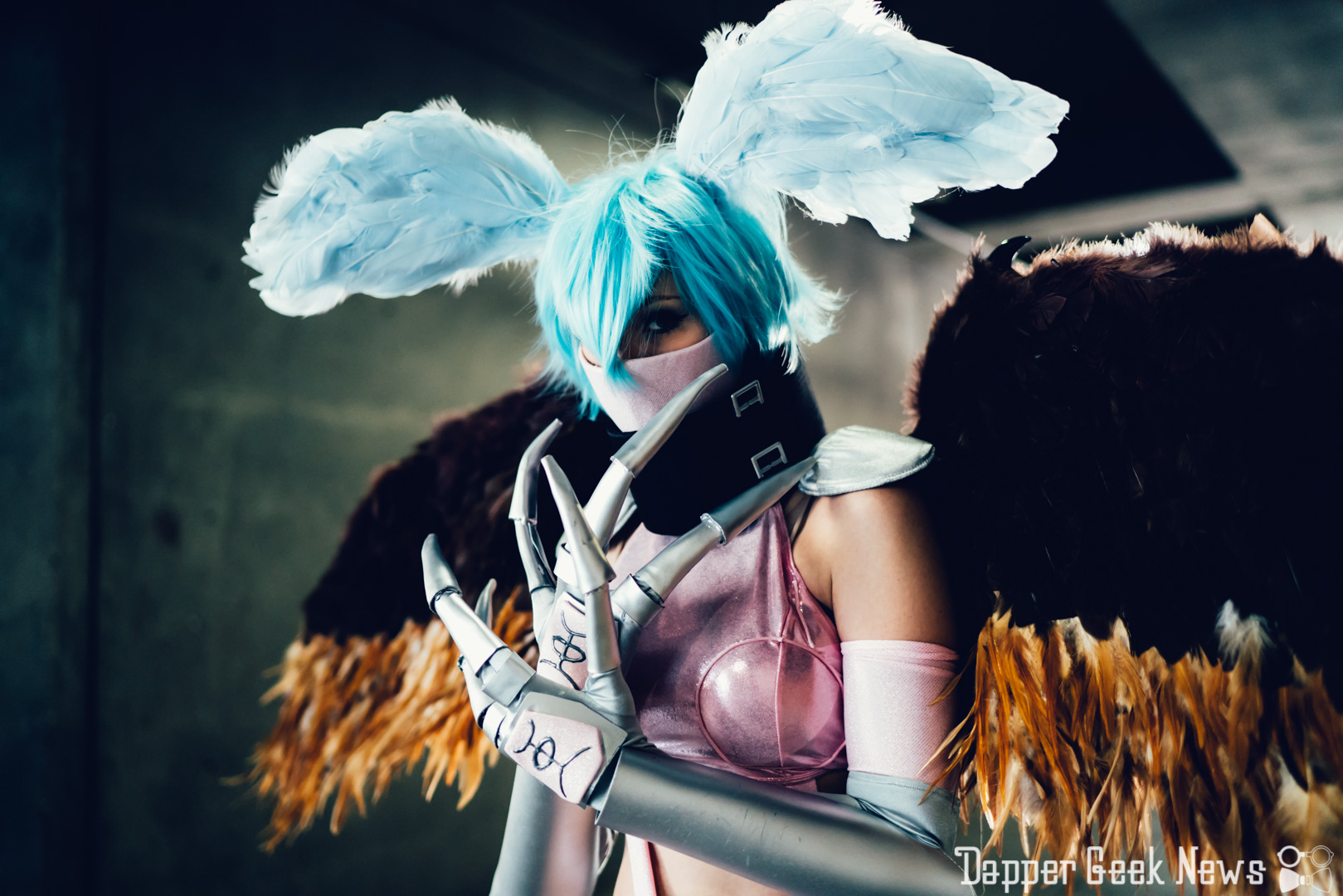
Certaines scènes impliquant une objectification sexuelle de Izumi Orimoto, une petite fille de 10 ans, ont été censurées dans la version américaine de la quatrième saison Digimon Frontier.

Elle revient à des bases scénaristiques d'enfants embarquant pour le digimonde, cette saison enregistre néanmoins des taux d'audiences et des ventes des merchandising très faibles,. Le court-métrage de l'itération réalise un fiasco au box-office japonais,. Près de vingt ans ont été nécessaires pour que la fin d'une nouvelle série de Digimon soit suivie du début d'une autre. La production de la première gamme du jeu de cartes cesse en 2001 et une nouvelle itération appelée Digimon D-Tector est commercialisée aux États-Unis.

### Digimon Data Squad
Digimon Data Squad est initialement diffusée du 2 avril 2006 au 25 mars 2007 sur la chaîne Fuji Television en un total de quarante-huit épisodes. Elle se concentre principalement sur un adolescent nommé Masaru, et de son partenaire Digimon, Agumon, employés de la DATS (Digital Accident Tactical Squad), une organisation spécialement conçue dans le but d'arrêter toute menace en provenance du digimonde sur Terre, accompagnés de deux autres membres nommés Thoma et Yoshino, et de leurs partenaires Lalamon et Gaomon. Un quatrième et plus jeune membre du groupe, Ikuto et son partenaire Falcomon, les rejoint par la suite.

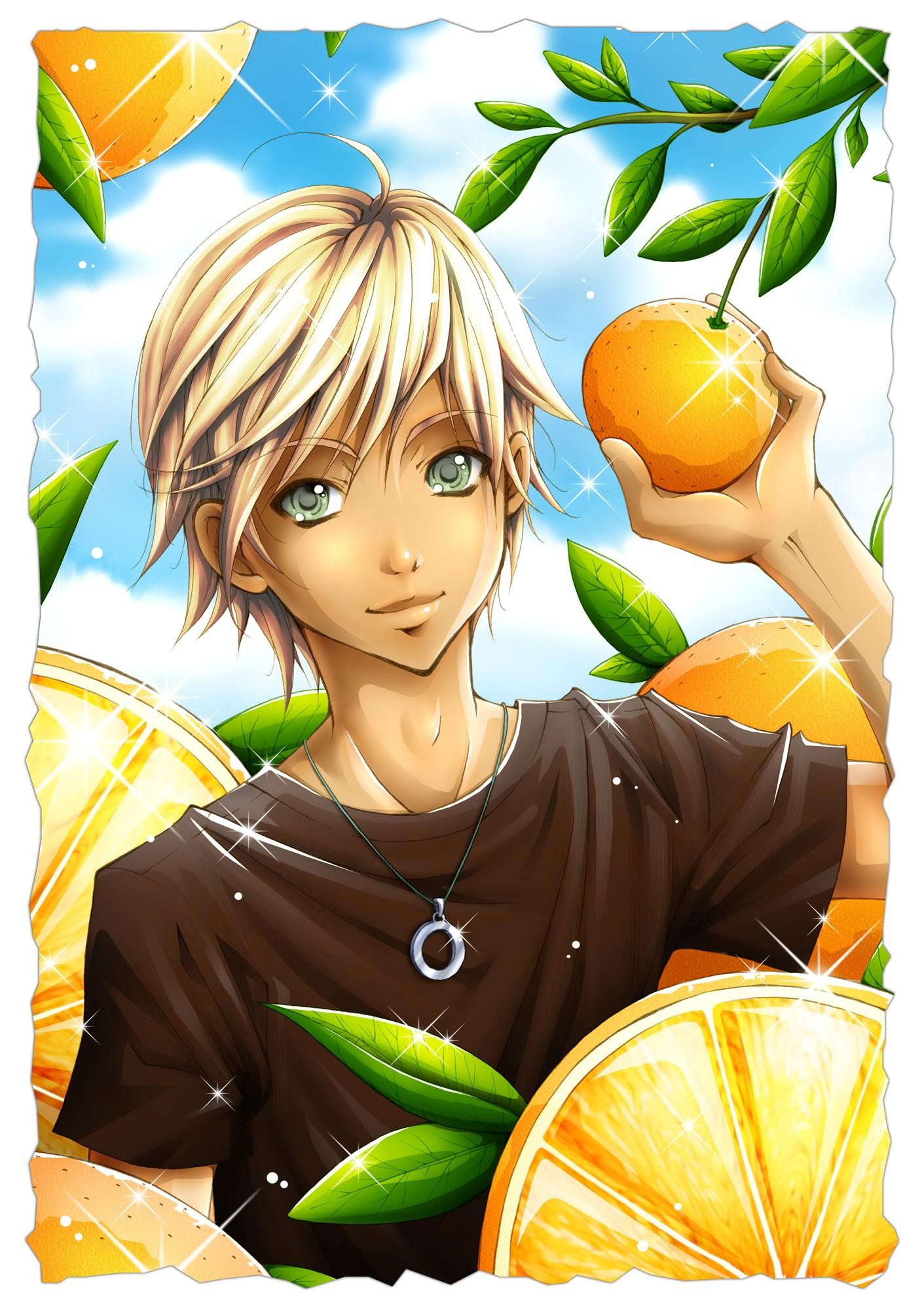
Exemple de l'esthétique bishōnen, un virage tenté avec la série animée Digimon Data Squad en 2006.

En 2005, Bandai espère relancer les virtual pet Digimon après des années de vaches maigres pour cette branche de la marque. Le but est également l'éventail des joueurs potentiels ciblés par sa relance — des lycéens aux étudiants qui auraient pu jouer au gadget original lorsqu'ils étaient au collège ou au lycée — avec le modèle Digimon Mini en 2005, avec une ambition d'1 million d'unités d'ici mars 2006. Cette relance commerciale au Japon est néanmoins un échec,,, entraînant la stagnation des gadgets et des cartes de jeu de la marque pendant plusieurs années.
L'année 2006 marque un nouveau lancement commercial de Digimon au Japon après trois années d'accalmie. La société Toei Animation décide de lancer une nouvelle saison, Digimon Data Squad, qui se doit d'être nettement différente de ses prédécesseurs avec l'idée d'attirer un public relativement plus âgé et plus large, ainsi que de tenter de plaire à une audience féminine,, ; les producteurs décident de prendre une orientation scénaristique et graphique qui diffère très radicalement, après les ratés des deux séries précédentes, et d'y inclure Agumon, le Digimon emblématique connu des premiers adeptes de la série.
Cette saison est néanmoins considérée comme un échec. Par rapport aux séries précédentes, elle est moins présente dans les magazines et le développement des jouets et des produits dérivés a été moins important ; il n'existe pas d'intégrale DVD, la série n'est disponible que sur dix-sept DVD unitaires au Japon. Pour le scénariste, cette rupture stylistique était prématurée, cette franchise parvenant difficilement à devenir intergénérationnelle dans sa globalité. Comme la précédente série, le manque de succès signifie qu'un nouvel anime ne serait pas réalisé à la suite. La diffusion d'une nouvelle série Digimon sur l'antenne de Fuji Television ne se réalise qu'en 2020, avec un reboot de la première génération de Digimon. À cette période, le développement d'un jeu vidéo Digimon pour la console Nintendo Wii est avorté.

### Digimon Fusion
Digimon Fusion (Digimon Xros Wars) est initialement diffusée du 6 juillet 2010 au 25 septembre 2011, en un total de cinquante-quatre épisodes, sur la chaîne TV Asahi près de cinq ans après la diffusion de la cinquième saison. Cette sixième saison revient dans une proposition similaire aux quatre premières saisons, cette saison en deux actes suit les aventures des « Combattants Fusion » avec à sa tête Mikey Kudo, un jeune garçon sportif et insouciant, et ses amis, Angie Hinomoto et Jeremy Tsurgi, accompagnés d'un groupuscule de Digimon ayant la capacité de fusionner ensemble pour tenter de restaurer l'ordre dans un digimonde fragmenté par l'antagoniste et son armée, le Lord Bagra.

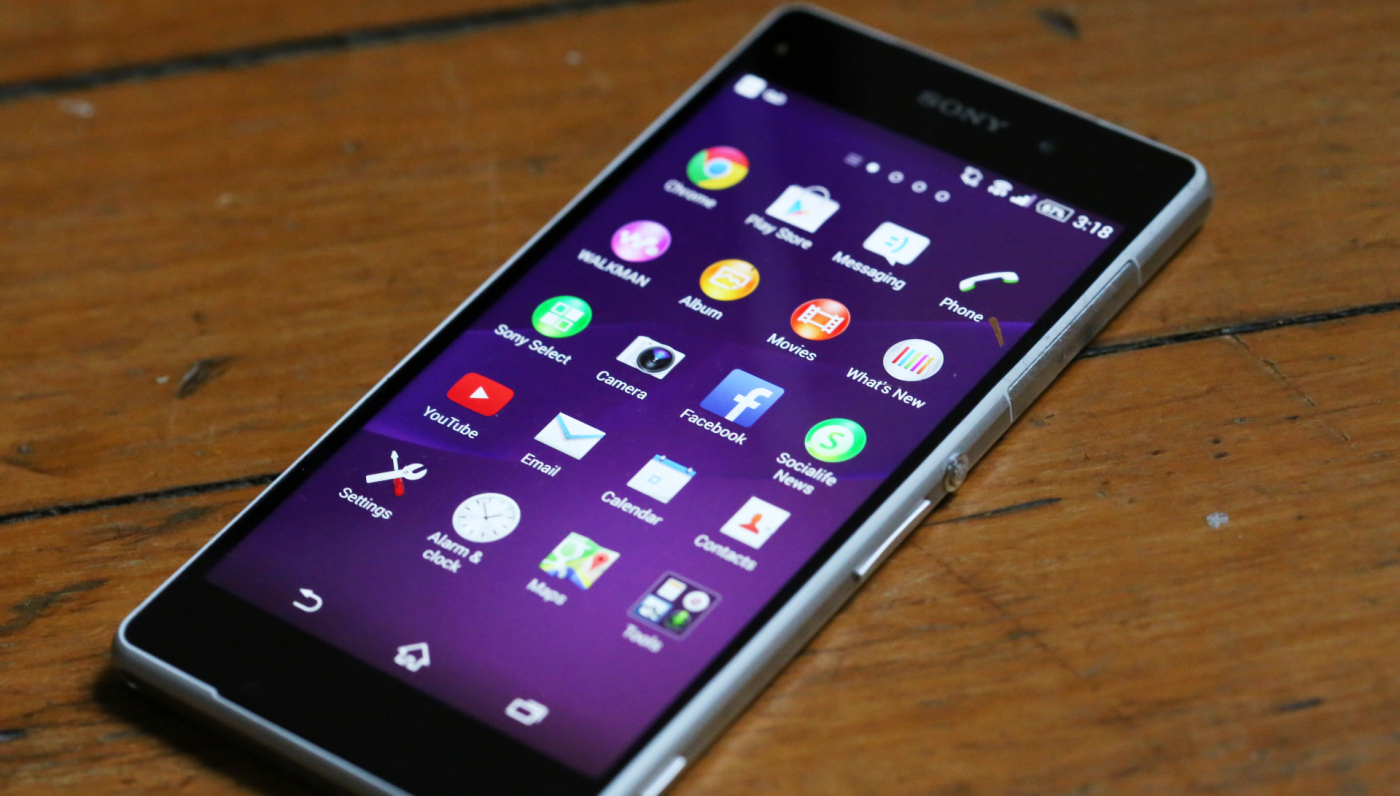
Dès Digimon Fusion, Saban Brands mise sur une distribution en vidéo à la demande et sur des applications mobiles. La production japonaise s'adapte elle aussi à son temps avec le projet Appmon en 2016.

Un troisième acte distinct diffusé du 2 octobre 2011 au 25 mars 2012 au Japon met en scène Tagiru Akashi qui s'associe à Gumdramon pour devenir « chasseurs » de Digimon égarés dans un monde intermédiaire, le DigiQuartz, avec Mikey Kudo et Ewan Amano, accompagnés de leurs partenaires Shoutmon — désormais roi du Digimonde — et Damemon. L'enjeu de cette chasse est de déterminer le meilleur candidat pouvant combattre aux côtés de héros légendaires — les protagonistes des cinq premières saisons — contre Quartzmon qui représente une menace pour tout un multivers.

### Digimon Adventure tri.
Pour le 15e anniversaire de la première saison d'animation de Digimon, six OAV dérivée paraissent au Japon avec Digimon Adventure tri.. Le premier épisode, intitulé Retrouvailles, est sorti le 21 novembre 2015 et le dernier, Notre avenir, le 5 mai 2018. Ces OAV sont une suite mettant en scène les principaux protagonistes, désormais âgés de dix-sept ans et fréquentant le lycée. Il est dirigé par Keitaro Motonaga, écrit par Yuuko Kakihara et avec un chara-design d'Atsuya Uki. Plus adolescent dans son marketing et ses histoires, il présente un style graphique avec des physionomies plus réalistes et verse dans une objectification davantage décomplexée de ses personnages,,.
Ces productions sont distribuées en sortie limitée pendant trois semaines dans une dizaine de mini-cinémas à travers le territoire, en tirage limité Blu-ray et en achat digital, et à la fois, diffusées simultanément en dehors du Japon — à l'exception de la France, de l'Allemagne, de l'Italie et du Royaume-Uni — en version originale sous-titrée le jour même de leur sortie japonaise nationale, par la plateforme Crunchyroll, sous un format épisodique en quatre ou cinq épisodes chacun, ; ce découpage inscrit Adventure tri. comme étant la septième itération de la franchise. Au Japon, une économie subsidiaire se fait avec des ventes limitées de goodies et des événements éphémères, dont dix représentations d'une pièce de théâtre jouée en août 2017,,.
Ces OAV sont localisés avec un doublage anglais et allemand, à des fins événementielles ou d'exploitation direct-to-video, et aux États-Unis ce retour de Digimon avec Tri. est testé une première fois lors d'un événement d'une nuit en version originale sous-titrée. Le président de Toei Animation, Masayuki Endo avec l'éditeur Shout! Factory, misent ensuite sur un déploiement stratégique avec de légères différences avec la direction et le marketing japonais : le projet garde le lien avec le doublage original de Saban Entertainement et réunit notamment une partie des comédiens de doublage établis de la série télévisée, pour permettre à une génération de téléspectateurs de renouer avec la franchise,. Il est choisi est de relancer cette dynamique sur une cible plus intergénérationnelle et familiale qu'au Japon. Le succès et la loyauté manifeste des fans, ainsi qu'un degré de bienveillance dans les relations, renforce la confiance des décisionnaires pour de nouveaux projets à long terme sur ce marché,,.

### Digimon Appmon

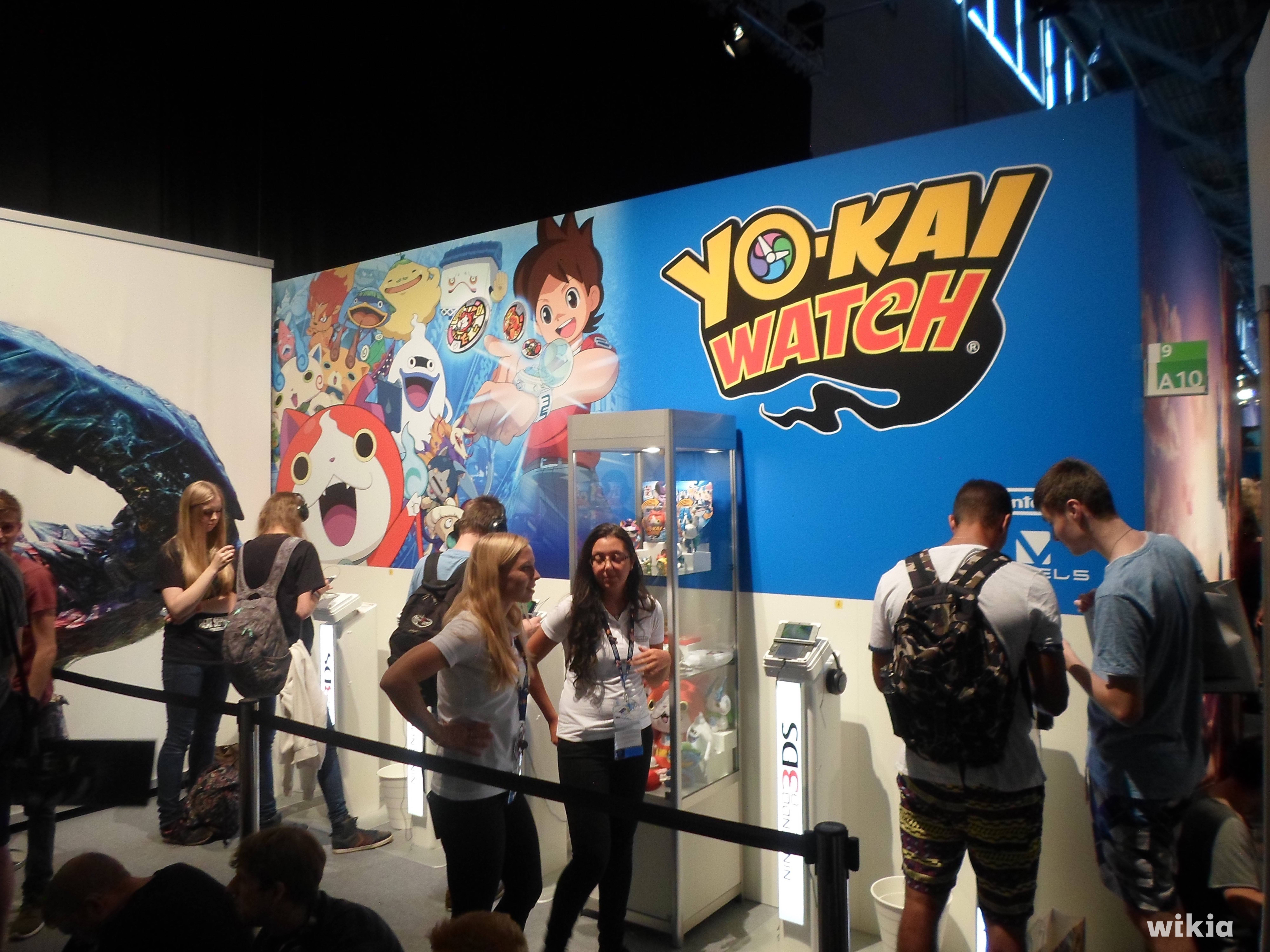
En 2016, Yo-kai Watch s'impose comme le concurrent le plus redoutable des Pokémon de ces dix dernières années. Avec ses « Appmon », Digimon suit le pli esthétique et conceptuel de cette nouvelle entrée sur ce marché.

La question de la cyber révolution et des gadgets de poche — qui a marqué les débuts de la marque — tombe en désuétude et un projet en adéquation avec l'époque est lancé, avec comme mot d'ordre de dé-digimonifier (脱・デジモン) les dessins-animés dérivés de la franchise, un soft reboot avec pour objectif de plaire aux enfants et aux parents qui étaient autrefois fans de Digimon. En 2016, ce projet multimédia est lancé avec la série d'animation Digimon Appmon. Celui-ci repose sur un concept de monstres d'applications mobiles. Le développement d'objets accessoires exploré avec la précédente itération est repris.
Cette huitième saison est initialement diffusée en cinquante-deux épisodes sur les chaînes du réseau TV Tokyo du 1er octobre 2016 au 30 septembre 2017. Elle est produite par les sociétés Bandai, Bandai Namco Entertainment et Toei Animation. Digimon Appmon suit les aventures des Appli Drivers, trois écoliers — Haru, Eri et Astra — confrontés à divers phénomènes insolites, par des créatures infectées par un virus propagé par l'antagoniste, Léviathan. Le thème et les origines des créatures fictionnelles Appmon tournent autour de la singularité technologique et de l'intelligence artificielle, et des dangers de la technologie lorsqu'elle est mal utilisée,.

### Digimon Adventure: (2020)

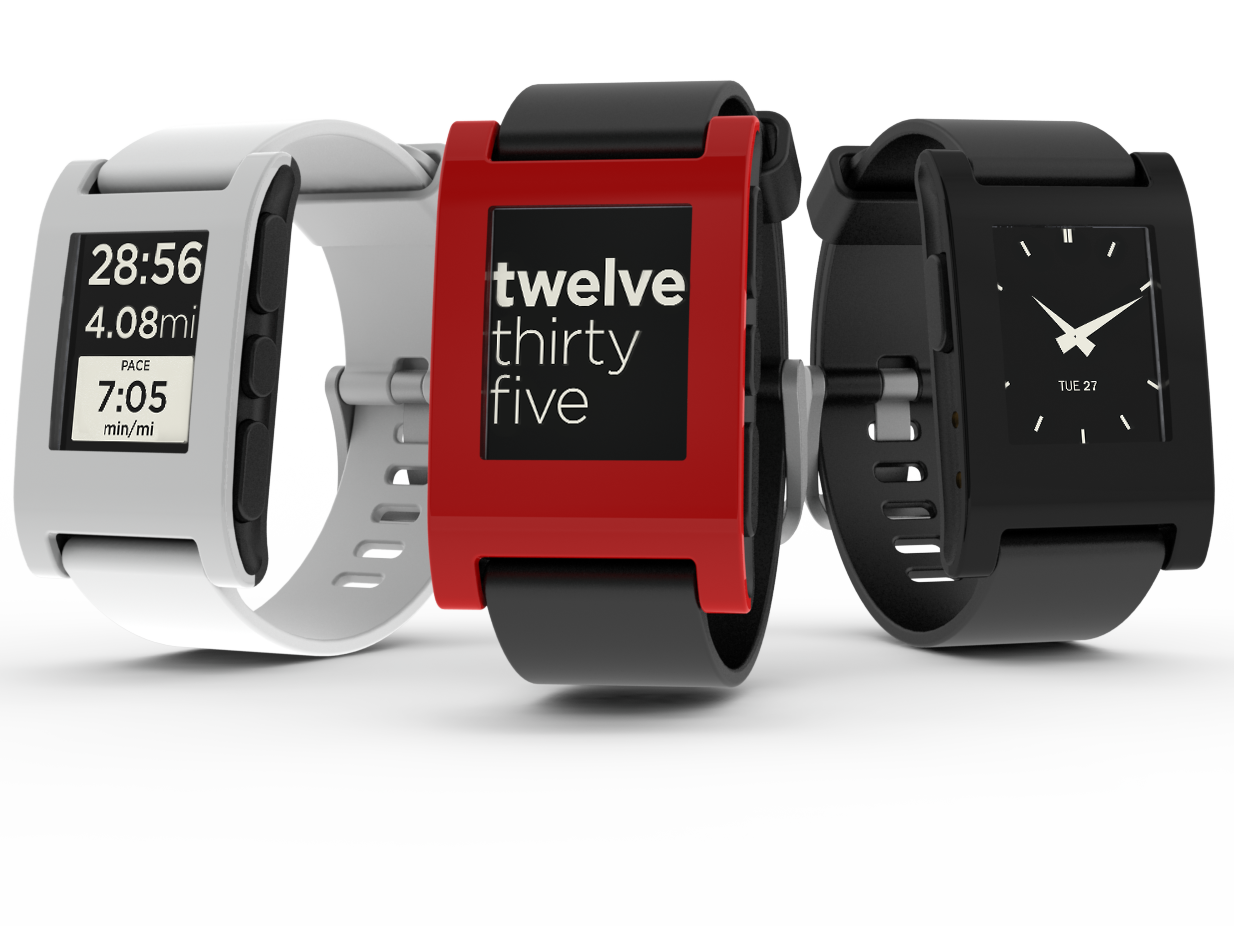
Exemples de montres intelligentes, nouvelle source d'inspiration pour les gadgets Digimon dans le début des années 2020.

Cette neuvième saison, intitulée Digimon Adventure: (2020), est initialement diffusée en soixante-sept épisodes du 5 avril 2020 au 26 septembre 2021 sur Fuji Television. Ce reboot de la première génération de Digimon avec Tai, Agumon et les premiers digisauveurs initie la franchise pour la première fois à une diffusion mondiale en simulcast dans une multitude de pays,,. Digimon Adventure: (2020) suit les digisauveurs dans de nouvelles aventures contre Millenniummon et des antagonistes qui infectent les réseaux de communication des humains.

### Digimon Ghost Game
La dixième itération, Digimon Ghost Game, implique ses héros dans différentes affaires horrifiques et est diffusée du 3 octobre 2021 au 26 mars 2023 sur Fuji Television sur le même créneau horaire que son prédecesseur. L'équipe d'auteurs de cette production tente de s'adapter aux conséquences des nouveaux médias, aux normes et à l'attention des enfants d'aujourd'hui, en la concevant pour un format épisodique. Le simulcast mondial continue également sur Crunchyroll.

### Digimon Beatbreak
Digimon Beatbreak est révélée en mars 2025, et prévue pour une diffusion en octobre 2025 au Japon. Selon msn.com, la onzième itération  « utilisera les Digimon de manière à répondre aux émotions humaines, cette sensibilité émotionnelle étant carrément consommé par les Digimon. Cela suggère automatiquement la formule suivante : un personnage humain se confronte à un drame, et un Digimon particulier apparaît pour tirer parti de ce problème ou le résoudre. »

### Diffusions internationales

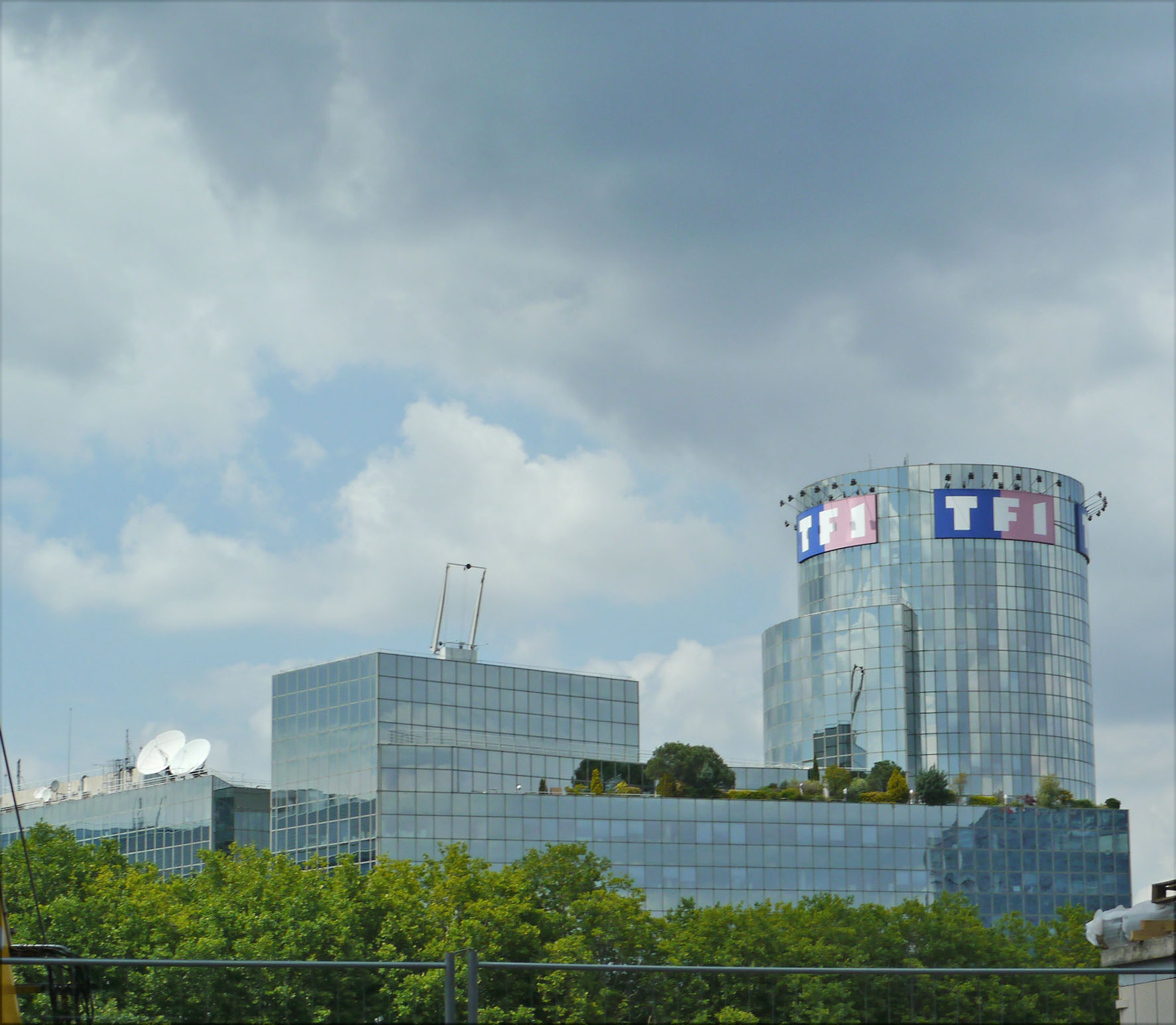
En France, TF1 est l'une des premières chaînes télévisées à avoir diffusé Digimon Adventure,.

Hors des frontières japonaises, la série est diffusée à l'international, à commencer par le continent asiatique et des pays tels que Hong Kong, Taïwan, les Philippines, Singapour, l'Indonésie et la Corée du Sud. En Inde, ce sont des chaînes de télévision telles que Cartoon Network, et Spacetoon Kids TV qui diffusent la série. Aux Philippines, la série est diffusée sur Cartoon Network et ABS-CBN Amazing Morning. En Océanie, la série est diffusée en Australie sur les chaînes Network 10 et Go.
Sur le continent nord-américain, plus précisément aux États-Unis, la première saison est initialement diffusée le 14 août 1999 sur le réseau Fox. Adaptée et éditée par Saban Entertainment pour l'audience américaine,,, la série, toutes saisons confondues, est diffusée sur de nombreuses chaînes télévisées dont Fox Kids,, UPN, ABC Family, Jetix,, Toon Disney/Disney XD, Cartoon Network, Nicktoons,, et CW Television Network. Au Canada, la version américaine éditée par Saban est diffusée sur YTV, et Family Channel ; dans la province de Québec, seules les deux premières saisons ont été diffusées sur Télétoon.
Sur le continent sud-américain, la série est diffusée en globalité par la chaîne télévisée Cartoon Network, qui acquiert les droits de diffusion pour Digimon Fusion en 2014,. Au Brésil, la série est diffusée sur RedeTV!,, TV Globo,,, Disney XD, TV Kids, et Fox Kids. Dans les pays hispanophones du continent, la série est diffusée sur des chaînes télévisées telles que Fox Kids au Mexique, Televen au Venezuela, Televicentro au Honduras, Ecuavisa en Équateur, et Caracol Televisión en Colombie.
En Europe, la société Bandai lance la série d'abord sur les chaînes télévisées britanniques, espagnoles et portugaises, avant de les programmer pour les chaînes télévisées françaises, italiennes, allemandes, et pour les pays scandinaves, respectivement. Au Royaume-Uni, la série est diffusée sur quelques chaînes dont Fox Kids, KIX, et ITV,. En Espagne, ce sont les chaînes TVE, Fox Kids, FDF, Boing, et Disney XD qui diffusent la série. Au Portugal, les saisons sont diffusées sur TVI, SIC, et Canal Panda ou Panda Biggs. En Italie, elle est diffusée sur la chaîne télévisée Rai 2. En Allemagne, la série est diffusée depuis sa première parution en 2000 sur la chaîne télévisée RTL2,. Aux Pays-Bas, elle est diffusée sur Fox Kids. En Norvège et en Suède, ce sont les versions norvégienne et suédoise de TV3 qui diffusent pour la première fois la série dans ces pays. En Pologne, elle est diffusée sur TV4, Fox Kids, Jetix, et TV6. Au Moyen-Orient, la série est doublée en arabe, éditée au studio syrien Venus Production, renommée Digital Heroes, puis diffusée dans le continent sur la chaîne télévisée Spacetoon.
En France, Digimon est diffusée dès septembre 2000 sur Fox Kids et TF1 dans le bloc de programmes TF! Jeunesse, ; trois saisons sont diffusées Fox Kids, Jetix, ainsi que sur Tfou TV. Dès 2015, Digimon Fusion est diffusée sur la chaîne privée Canal J,. D'octobre 2017 à mai 2018, Digimon Appmon est diffusée sur la chaîne privée Boing et en disparaît peu après cette diffusion initiale ; cette exploitation se limite à la France et au Portugal.

## Jeux vidéo

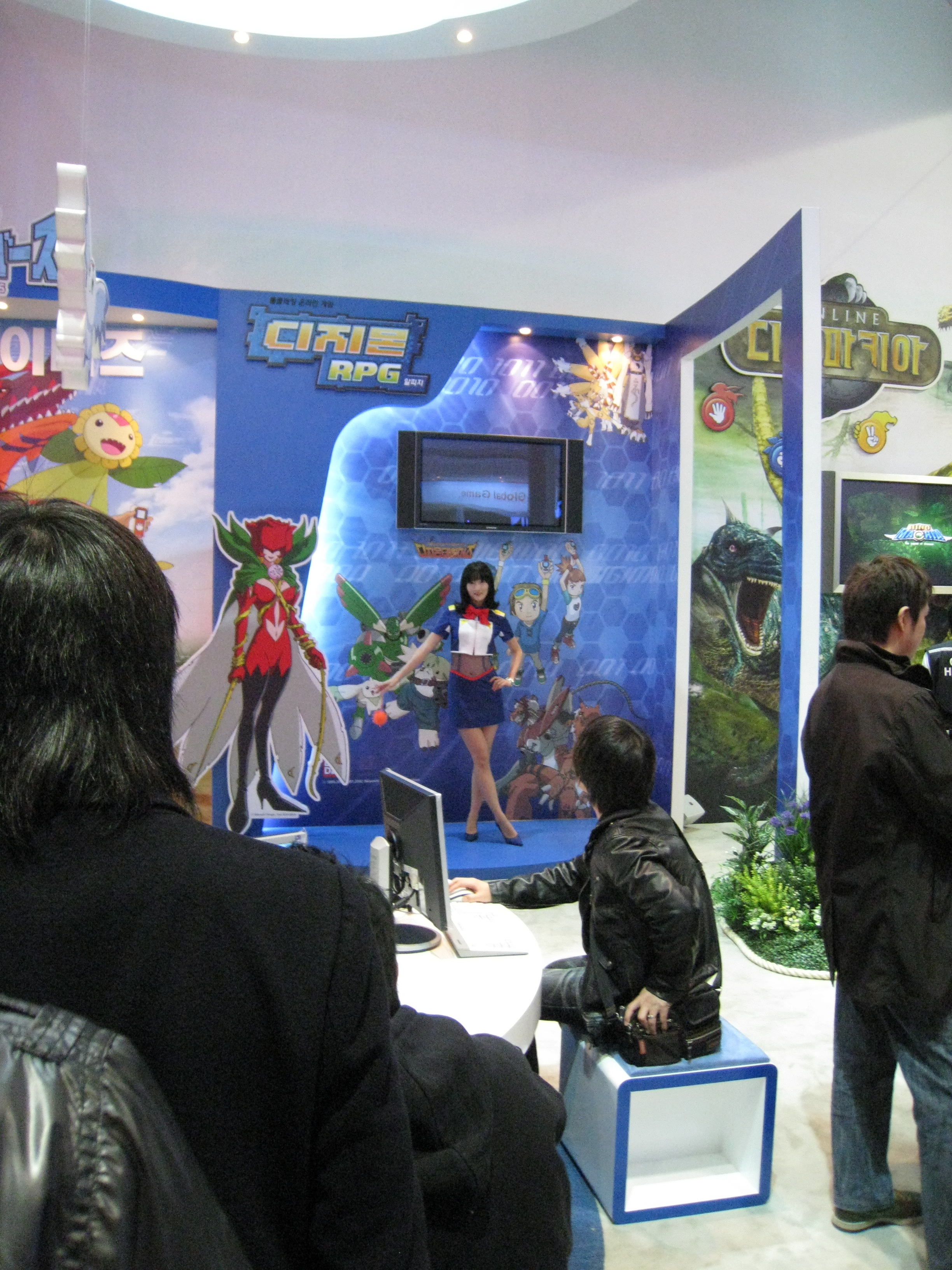
Présentation du jeu Digimon RPG et promotion de l'anime en Corée du Sud.

Les jeux vidéo Digimon, originaux ou dérivés des séries d'animation, se déclinent en une grande variété de genres incluant action, aventure, combat, course, cartes, jeux interactifs sur PC, plateformes, RPG, simulation, simulation de vie, de roman ou encore de la stratégie.
Évoluant principalement sur PlayStation, la franchise est d'abord introduite sur Sega Saturn avec Digital Monster Ver. S: Digimon Tamers (1998) puis a évolué sur WonderSwan exclusivement au Japon, avant de s'étendre pendant un temps sur les consoles Nintendo. On trouve la série de jeux de rôle Digimon World ou encore la série Digimon Story (2006), qui connaissent toutes deux de nombreuses suites et reboots,. Il y a aussi Digimon Rumble Arena, Digimon Battle Spirit,, et Digimon All-Star Rumble, des jeux de combat dans la veine des Super Smash Bros. sur consoles de salon ou de poche. Ainsi que plusieurs jeux mobiles comme Digimon Linkz suivi par Digimon ReArise, une adaptation homonyme à la 1re série animée, ou encore un MMORPG gratuit, Digimon RPG (2002), inspiré de la troisième saison Digimon Tamers,.
À partir de Digimon Story : Cyber Sleuth (2016) et du roman vidéoludique Digimon Survive (2022), les éditions des jeux couvrent toutes les plateformes des consoles de leur génération.

### Digimon World

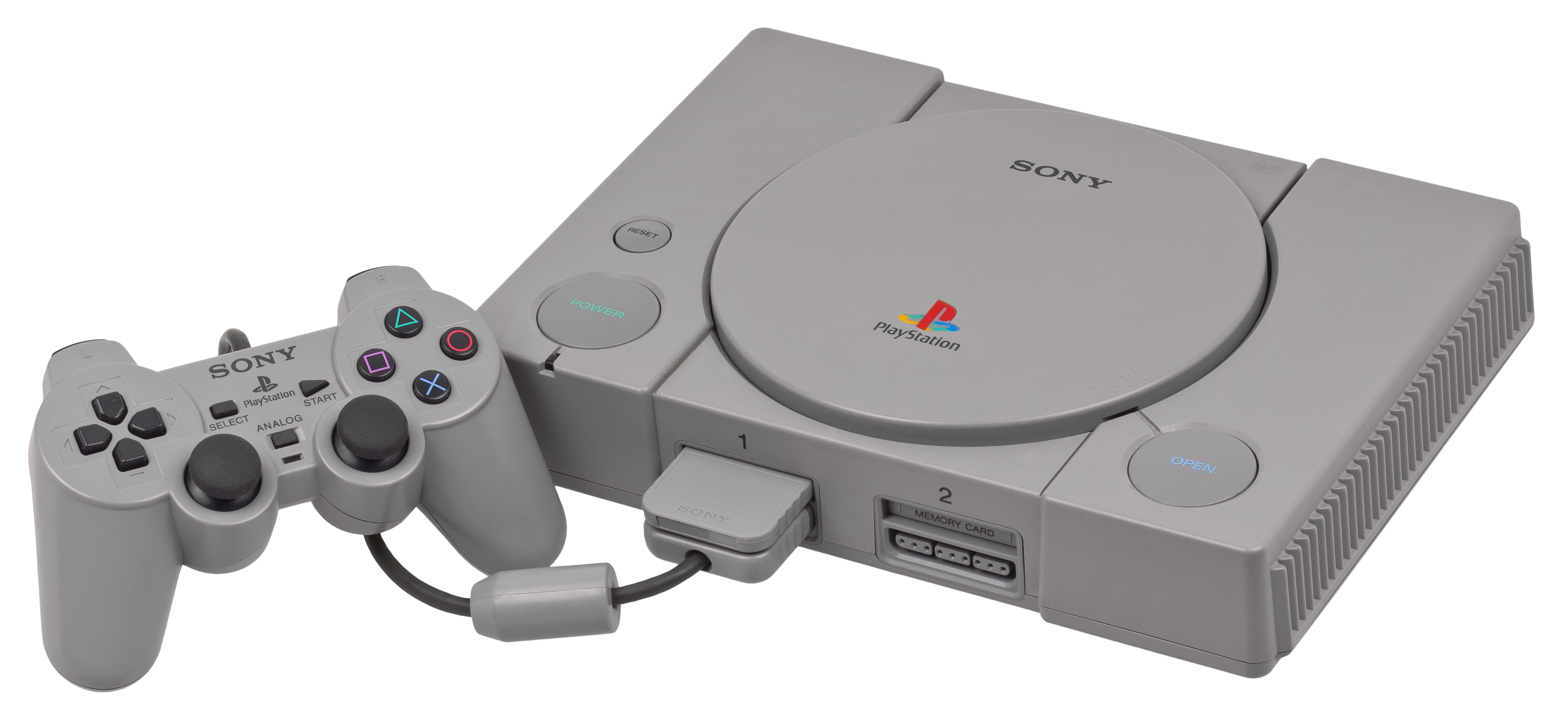
Digimon s'installe sur Playstation avec la série Digimon World, offrant aux joueurs une expérience plus complexe qu'avec les virtual pet Digimon, son 1er opus se fait connaître pour sa difficulté et son ambiance.

Sur console PlayStation, Bandai riposte le 28 janvier 1999 avec le jeu vidéo intitulé Digimon World, un jeu de rôle en exploration semi-ouverte,. Avec un total de 246 862 exemplaires vendus au Japon en 2000, les partenaires commerciaux nippons évoquent une commercialisation à perte,,. Le jeu est développé avant la sortie du Digimon Pendulum, et apporte plusieurs éléments comme l'île des Fichiers Binaires en toile de fond. Ce premier Digimon World est développé pour promouvoir la simulation d'élevage du gadget virtual pet de la franchise, avec des monstres se caractérisent par des cris d'animaux ou des grognements,,.
Digimon World est accueilli d'une manière mitigée par l'ensemble de la presse spécialisée, qui la compare bien souvent aux premiers jeux vidéo de la franchise Pokémon, notamment pour son système d'élevage de monstres, et qui estime qu'il est surtout destiné aux inconditionnels de la franchise Digimon,,. En 2000, Bandai sort au Japon puis en Amérique du Nord un deuxième opus de cette marque sur PlayStation intitulé Digimon World 2, un jeu qui est inédit en Europe et qui ne reprend pas le système de jeu de son prédécesseur et est davantage un jeu vidéo de rôle plus traditionnel, ; après le lancement des dessins-animés, il apparaît difficile de répéter le système de jeu initial et les trois jeux World suivants sont conçus pour être plus faciles à développer,,. Le troisième et dernier opus de la série de jeux World pour la PlayStation sort en 2002 en fin de vie de la console, Digimon World 2003, avec encore une nouvelle orientation.

### Période WonderSwan
Dans les années 1990 et au début des années 2000, Bandai tente de conquérir le marché du jeu vidéo, notamment en rivalisant avec la Game Boy de Nintendo, ainsi qu'avec la franchise Pokémon,,. La réponse de Bandai au monopole de Nintendo sur les consoles portables est la WonderSwan, une console monochrome plus abordable que sa concurrente. Elle est commercialisée quatre mois après la sortie de la Game Boy Color,, le 4 mars 1999, juste avant les vacances scolaires de printemps.
La console est conçue en 1998 pour combler les pertes de l'entreprise, et Digimon est au premier plan parmi les jeux annoncés lors du lancement de la console,, avec des bundles vendant la console avec des jeux tels que Digimon Adventure : Anode Tamer et Cathode Tamer, qui, à l'instar des Pokémon, sont deux versions distinctes d'un même jeu, ; les ventes combinées en font le troisième jeu le plus vendu sur cette console avec 212 466 unités, derrière les portages des Final Fantasy sur cette console.
Pour faire face à Pokémon, Bandai capitalise sur Digimon,, avec une variété de jeux sur WonderSwan et développe une dynamique avec les gadgets DigiMon. Le Digimon Connector permet, par exemple, de connecter les petits gadgets à la WonderSwan. À l'image de Pocket Monsters Stadium (1998), la Wonderswan se connecte à la première PlayStation avec la WonderWave, un communicateur issu d’un partenariat avec Sony, permettant d'envoyer des données via la PocketStation et ainsi, d'échanger entre les deux consoles avec des jeux comme Digimon World 2 ou Pocket Digimon World. La WonderWave est proposée dans des packs qui associait l'accessoire à des jeux comme Digital Partner, Tag Tamers (34 142 exemplaires vendus trois semaines après parution) ou D1 Tamers (14 459 exemplaires une journée après parution en 2000). Un autre adaptateur portable fourni avec le jeu Digital Monster Ver. WonderSwan permet de mémoriser la progression des jouets LCD, ce qui est particulièrement utile dans le jeu Digital Partner et son mode Grand Prix.
En août 2002, Digimon sur WonderSwan représente un peu plus de 50 millions de yens (400 000 $). En février 2003, l'arrêt de production de la Wonderswan est annoncé. Cette réponse de Bandai à la Game Boy au Japon se solde par un déficit de 1,7 milliard de yens (13,3 millions d'euros) au lieu des 200 millions de bénéfices attendus.

### Digimon Rumble Arena
Le jeu vidéo de combat Digimon Rumble Arena est distribué à cette période, qui reprend le concept de Super Smash Bros. édité sur Nintendo 64 en 1999 et se veut être plus accessible et moins rebutant qu'un jeu comme Digimon World,. Il entre en Amérique du Nord, dans la gamme Greatest Hits, en 2003. Selon les estimations du site web VG Chartz, le 28 septembre 2013, Digimon Rumble Arena compte approximativement 200 000 exemplaires vendus dans le monde, l'Amérique du Nord représentant une part plus importante avec 55,6 % des ventes, suivie de l'Europe avec 37,8 %. Il est suivi d'un deuxième volet, intitulé Digimon Rumble Arena 2, publié deux ou trois années plus tard sur consoles PlayStation 2, GameCube et Xbox. En mars 2001, 1 million de jeux vidéo Digimon se vendent dans le monde, dont 400 000 au Japon.

### Relances (Digimon Story,World), loteries sur mobile
Pendant la période Digimon Xros Wars (2010), dans une démarche pressante visant à relancer les ventes de la franchise au Japon, Bandai relance un Digimon World à destination de ce public plus vieillissant sur console portable PlayStation Portable avec Digimon World Re:Digitize, commercialisé en 2012 et qui reprend les principes du premier jeu original initialement sorti en 1999 sur console PlayStation ; la franchise Digimon se trouve dans une situation financière si délicate que l'équipe de développement ne dispose d'aucun budget de développement et doit alors largement puiser dans les ressources de Digimon World Data Squad, un jeu sorti sur PlayStation 2 en 2006,. À cette époque, aucun document ou matériel du premier Digimon World n'est disponible,. Malgré les problèmes financiers et les critiques concernant les faiblesses du jeu, Re:Digitize rencontre un relatif succès commercial ; la version améliorée adaptée pour la Nintendo 3DS, une console particulièrement appréciée par les jeunes, est commercialisée sous le nom Digimon World Re:Digitize Decode le 27 juin 2013. Re: Digitize se vend à environ 85 000 unités pendant sa semaine de sortie, pour atteindre un total de 153 980 unités et son portage sur 3DS écoule environ 35 000 unités pendant sa première semaine, pour atteindre un total de plus de 70 000 unités.
En 2011, la franchise fait également son entrée dans le monde des jeux mobiles de loterie gacha avec Digimon Collectors, qui dépasse largement alors les attentes en termes de rentabilité. En 2012, l'application de cartes à jouer pour iPhone, Digimon Crusaders est lancé,. Un second jeu sur PSP, Digimon Adventure, est commercialisé le 13 janvier 2013 et retrace les épisodes de la première saison homonyme,. En 2013, Digimon recense plus d'une centaine de distributeurs à travers le monde. En Europe, la franchise s'installe sur mobiles avec les jeux de loterie gacha Digimon Linkz (2017) et Digimon ReArise (2019).
En 2015, Digimon Story: Cyber Sleuth sort sur PlayStation Vita au Japon et est le cinquième volet de la série Digimon Story, il se vend à 76 760 unités en première semaine sur la console portable de Sony. C'est le premier jeu de la série à sortir en Europe. Lors de son développement, les distributeurs étrangers ne sont initialement pas ouverts à l'idée de localiser ce jeu Digimon, pour des raisons de popularité, des pétitions permettent néanmoins une distribution avec une traduction anglaise sur PlayStation 4. En 2017, sa suite, Digimon Story: Cyber Sleuth - Hacker's Memory, déçoit avec un peu plus de 20 000 unités vendues en première semaine au Japon sur Playstation 4 et sur Playstation Vita. En juillet 2019, un portage de ces deux jeux sur Nintendo Switch et PC sort le 18 octobre 2019, sous le nom de Digimon Story Cyber Sleuth: Complete Edition. En octobre de cette période, Bandai Namco annonce que la série Cyber Sleuth dépasse les 1,5 million de ventes, en tirage physique et en achat digital.
En mars 2016, Digimon World: Next Order sort au Japon sur PlayStation Vita avec un gameplay similaire à celui de Digimon World, Re:Digitize, et Decode, à ceci près que le joueur possède un second partenaire Digimon à nourrir et à élever. Un portage pour console de salon sur PlayStation 4 sort à l'international dont en France le 27 janvier 2017 après des années d’absence de la marque en Europe, en édition physique et en achat digital avec un doublage anglais intégrale et notamment, une traduction française. Une réédition du jeu Digimon World: Next Order suit le 22 février 2023 sur PC et sur Nintendo Switch.

## Médias
Après la parution du virtual pet, la franchise s'établit sous forme de nombreux jouets et produits dérivés à la fin des années 1990 ciblant principalement un public enfant, incluant jeux vidéo, jouets,, mangas,, films d'animation,, cassettes vidéo, DVD, singles, compilations musicales, magazines, comics, vêtements, chaussures, peluches, figurines, cartes à jouer, ballons de sport et applications mobiles.

### Films
En 2024, Digimon compte un total de vingt-et-un films, qu'il s'agisse de courts ou longs métrages, sortis au cinéma ou diffusés à la télévision japonaise. Les premiers métrages Digimon sont produits et distribués pour la Toei Anime Fair, des événements au Japon destinés aux enfants consistant en un double ou triple programme de courts métrages d'animation pendant deux semaines afin de promouvoir les animés Toei du moment, produits par différentes entités et avec diverses considérations liées à la promotion des jouets,,. Comme le premier court métrage, Digimon Adventure, qui sort le 6 mars 1999 pour l'événement '99 Spring Toei Anime Fair afin de promouvoir la série télévisée homonyme diffusée le lendemain matin en télévision,,,.
Le deuxième court métrage promotionnel, Bokura no Uō Gēmu! sort le 4 mars 2000 pour la Toei Animation Spring 2000,, et propose une « histoire simple, accessible aux enfants, où il suffit de se laisser porter »,,. Ce court-métrage est rétrospectivement considéré comme le « prototype »,, des futurs longs métrages plus sophistiqués du réalisateur : Summer Wars (2009) et Belle (2021), réalisés sans l’influence d'un studio et des investisseurs d'un produit de franchise comme Digimon,. Il est suivi de Chōzetsu Shinka!! Ōgon no Digimental en juillet, centré sur les héros de la deuxième saison télévisée et qui est commandé au réalisateur Shigeyasu Yamauchi ; Toei Animation rejette un scénario considéré comme sinistre et manquant d'action pour l'événement estival Toei Animation Summer 2000, une dizaine de propositions de remplacement sont rapidement élaborées ; le film ne reçoit pas l'accueil escompté des fans et des critiques,.
Quatre autres courts-métrages dérivés sont sortis au Japon entre 2001 et 2002,,, marquant ensuite la fin de ces diffusions promotionnelles en raison du manque de succès pour Toei Animation,. Ces réalisations qui sont conduites en peu de temps et avec des budgets serrés n'ont pas, contrairement aux concurrents, la portée réelle d'une exploitation individuelle au box-office pour cette marque,,. Hors Toei Fair et films de présentation, la 1re exploitation à ambition cinématographique de la franchise est internationale avec Digimon, le film en 2000,,. Entre 2005 et 2009, Digimon se frotte sporadiquement à des films d'animation en 3D, comme Digital Monster X-Evolution, un hors-série réalisé aux studios Imagi Animation pour la chaîne Fuji Television le 3 janvier 2005,. Deux autres courts-métrages en 3D stéréoscopique sont diffusés lors du Tobidasu 3D! Toei Animation Festival.
Entre 2015 et 2018, six OAV Digimon Adventure tri. sortent au Japon avec une distribution limitée à dix copies et simultanément disponibles en VOD. À l'occasion du 20e anniversaire de la franchise, le film Digimon Adventure: Last Evolution Kizuna, ultime volet de l'histoire de la 1re série animée, sort le 21 février 2020 au Japon et est le second film à bénéficier d'une exploitation exclusive au cinéma, suivie de petites sorties en salles à l'international. La suite directe, Digimon Adventure 02: The Beginning, sort en 2023.

#### Digimon, le film

Digimon, le film est le projet cinématographique le plus rentable de la franchise,.

En juin 2000, la productrice de Toei Animation se réjouit dans la presse japonaise de la popularité de Digimon aux États-Unis et souhaite tenter une exploitation cinématographique sur ce marché. Le studio n'avait produit que des courts métrages pour une présentation pendant deux semaines pour la Toei Anime Fair — un épisode pilote, Bokura no Uō Gēmu! et Chōzetsu Shinka!! Ōgon no Digimental,, — respectivement de 20, 40 et 60 minutes et ne projette alors pas de produire un long métrage de plus grande envergure pour sa franchise (jusqu'à Last Evolution, vingt ans plus tard). Certains observateurs spéculent le souhait de la Fox de proposer également un long métrage pour Digimon. En juillet 2000, Toei Animation essuie les premières critiques et l'échec du troisième film au Japon,. Pour coller à une durée d'un long métrage de 85 minutes, la production rassemble les trois courts métrages indépendants en un seul récit homogène dans le ton, les dialogues et l'intrigue,,,. Au cours de discussions entre Saban, Fox Family, 20th Century Fox, Toei Animation et le fabricant de jouets Bandai, l'obligation d'utiliser les trois films était établie, le troisième volet pouvant toutefois être considérablement réduit,.
Le 6 octobre 2000, Digimon, le film est distribué dans 1 700 salles de cinéma aux États-Unis par 20th Century Fox,, ce long métrage américano-japonais, sort en France le 4 avril 2001 d'une distribution UFD. Le film est un succès au box-office et en vidéo, en rapportant plus de 16 millions de dollars dans le monde pour un budget de production de 5 millions de dollars. En France, il devient le 8e film d'animation japonais à licence dans le box office français. Digimon, le film est accueilli plus positivement des fans et du public que des critiques, et a depuis acquis un petit statut de film culte,,,.

### Cassettes, DVD, VOD
Au Japon et en Amérique du Nord, la série animée Digimon Adventure et des premières saisons paraissent en cassettes vidéo et en DVD dès 1999. En France, les premières séries de cassettes vidéo et DVD éditées par TF1 Vidéo paraissent dès 2001, et avec de nombreux DVD unitaires et coffrets des trois premières saisons édités par LCJ Éditions, de 2007 jusqu'au tournant des années 2010.
Au début des années 2010, en plus de la version doublée qui trouve rapidement un nouvel essor sur les plateformes nord-américaine, les versions originales sous-titrées en anglais sont brièvement proposées sur Hulu, Netflix, FUNimation, Crunchyroll, Amazon ou encore Direct2Drive,,,. Plusieurs rééditions DVD de la série en anglais se sont succédé dans les pays anglophones à partir de 2013,,,. Leur succès sur ce marché conduit à la production et à la réédition de la série en haute définition par l'éditeur Discotek.
En France, Digimon intègre pour la première fois les catalogues à la demande avec sa sixième itération Digimon Fusion, sur la plateforme Netflix en mars 2015, et de GulliMax en février 2015. En 2017, Digimon Appmon est à retrouver sur le service de vidéo à la demande Boing Replay. Les trois premières saisons intègrent le catalogue de la plateforme Anime Digital Network, dès février 2020 en version française et les deux premières, de Crunchyroll en VOSTFr dès janvier 2021. La première saison française fait l'objet d'une diffusion de vingt-trois heures ininterrompues sur la plateforme Twitch, du 19 septembre jusqu'au 20 septembre 2020 par l'agence de communication EveryOne avec ADN,. ADN distribue Digimon Data Squad (2006) pour coïncider avec la sortie de Digimon Survive (2022), et en 2024 avec Digimon Frontier (2002),.
Dès 2020, Digimon est pour la première fois diffusée en simulcast à échelle mondiale avec Digimon Adventure: et Digimon Ghost Game à travers la plateforme Crunchyroll en France et en Europe, ainsi qu'en Amérique du Nord, en Amérique centrale, en Amérique du Sud, aux Caraïbes, en Australie, en Nouvelle-Zélande, en zones MENA et CEI et en Afrique du Sud avec des sous-titres anglais, espagnol, français, portugais, arabe, italien, allemand et russe. En France, ces deux séries sont également dans une dynamique française, sur la plateforme Anime Digital Network et diffusées à la télévision sur J-One ; le reboot en version originale est diffusée sur ADN TV+, un canal linéaire proposé sur les télévisions connectées et différents services, dès mars 2022,. Les trois premières saisons sont diffusées en français sur Pluto TV, dans un canal dédié, dès juin 2022. Digimon intègre également le catalogue de Prime Video (via ADN) le 30 janvier 2023,.

### Cartes à jouer

Logo des cartes à jouer Digimon.

La franchise Digimon intronise sa première série de cartes à jouer et à collectionner au Japon en 1999. Cette première série de cartes est publiée sous le nom de Digital Monster Card Game, puis importée à l'international sous le nom de Digi-Battle Card Game ou Cartes à jouer Digimon en français.
Digimon doit une part de sa popularité à ces cartes à jouer qui s'avèrent être les mieux vendues dans les marchés japonais et américains au début des années 2000,, principalement ciblées par les enfants âgés entre 7 et 12 ans. À cette période, des jeux vidéo tels que Digimon World 2 et son successeur, font d'ailleurs la promotion de ces cartes. Aux États-Unis, les figurines et cartes Digimon se vendent significativement en 1999. En Occident, la première saison Digimon Adventure fait la promotion de multiples produits dérivés dont les cartes de la franchise. Les cartes Digimon sont également présentes dans une bonne partie des jeux vidéo et des séries d'animation de la franchise.
Durant l'année 1999, les cartes à jouer Digimon sont censées être lancées en Amérique du Nord, cependant l'éditeur Bandai privilégie une approche « tout à l'anglais » qui ne répond pas aux exigences de l'article 54 de la charte de la langue française, interdisant au Québec les jeux qui nécessitent l'utilisation d'une langue autre que le français dans son fonctionnement, ce qui entraîne le bannissement commercial du jeu dans la province,. À ce moment-là, il n'était pas encore certain que Digimon, ou même Pokémon, s'exporterait et s'établirait en France. Une version française des cartes Digimon est néanmoins produite dans le courant de l'année 1999 et le jeu est finalement mis sur le marché en février 2000.
La franchise s'essouffle au Japon vers 2002 et échoue sa relance commerciale vers 2005,,, ce qui entraîne la stagnation de ce volet de la marque pendant plusieurs années.
Après plusieurs années d'accalmie, le jeu de cartes à jouer Digimon est relancé dans une nouvelle itération, Digimon Card Game, le 24 avril 2020 au Japon et le 12 février 2021 en Occident. Profitant du lancement d'un reboot de la 1re génération animée Digimon, Bandai lance sur le marché six premiers starters et deux extensions de cette nouvelle itération, aux effigies du reboot. Le jeu Digimon Card Game est en rupture de stock dès sa sortie internationale en février 2021 et enregistre en décembre 2021, quatre fois plus de ventes en Amérique du Nord et en Europe qu'au Japon. Le groupe cible commercial principalement visé reste les enfants, ce sont plutôt des adultes nostalgiques qui se manifestent dans la vente de ces produits,,. En France, ces cartes sont introduites en anglais par Abysse Corp dans une poignée de détaillants spécialisés et connaissent une distribution dans le magazine Maniak! comme cadeaux promotionnels vers 2022.

### Musique
Kōji Wada était le premier chanteur des génériques originaux de l'anime,. Il mettra, néanmoins, sa carrière en suspens pendant deux ans, de 2011 à 2013, à la suite de complications liées à un cancer,,. Il fait paraître, le 23 avril 1999, le générique de début de la première saison, intitulé Butter-Fly, sous forme de single commercial. Ayumi Miyazaki et la chanteuse Ai Maeda sont également à l'origine de nombreuses chansons issues de l'anime. Le 24 mars 2000, un album en édition limitée recensant les meilleurs hits musicaux de la série, intitulé Digimon Adventure: Best Hit Parade, est commercialisé au Japon et distribué par le label discographique King Records. À partir de 2006, puis définitivement en 2016, différents groupes et artistes leur succèdent.
Paul Gordon et Jasan Radford sont les premiers interprètes de la version occidentale de Digimon. Claude Vallois est l'interprète français. La bande originale de Digimon, le film est commercialisée le 19 septembre 2000, et bien accueillie par AllMusic, avec une note de trois étoiles sur cinq, et présentant « un surprenant mélange de chansons rock modernes, dont The Impression That I Get de The Mighty Mighty Bosstones [...] The Rockafeller Skank de Fatboy Slim, et [...] Allstar de Smash Mouth. La version de Kids in America de Len, One Week des Barenaked Ladies, et All my Best Friends are Metalheads de Less Than Jake font également partie des points forts de cette collection ska-punk-pop buzz. »
Le 1er janvier 2010 paraît le double-album Digimon History 1999-2006 All The Best, composé d'intros, d'outros, et des musiques originales des cinq premières saisons, pour célébrer la dixième année de la série d'animation. En 2010, à l'occasion de la diffusion de Digimon Fusion, des CD maxi tels que We Are Xros Heart!, et Digimon Xros Wars Insert Song: Evolution and Digixros sont commercialisés.

### Jouets

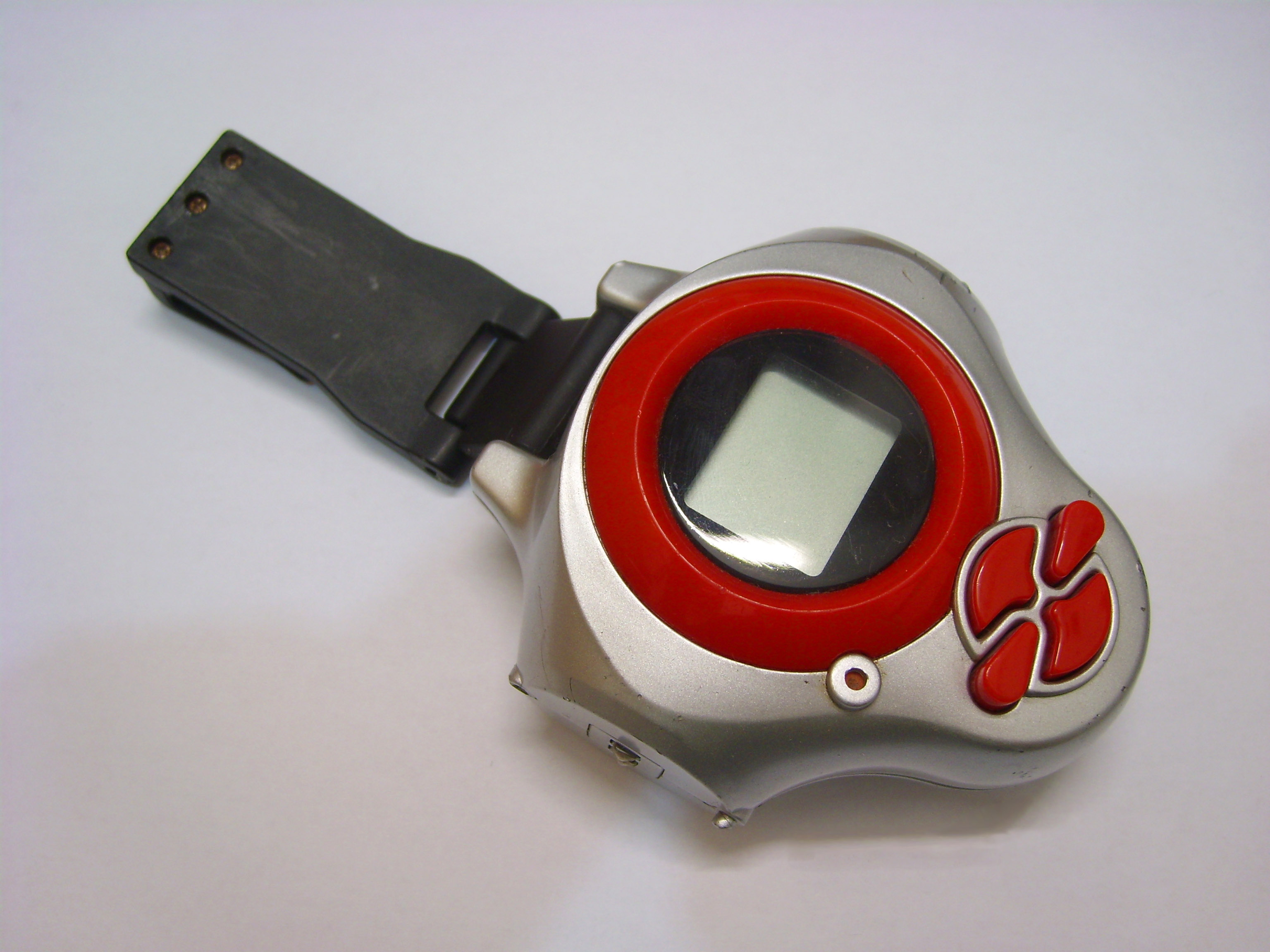
Jouet Digivice D-Power, dérivé de la 3e série.

En janvier 1999, le Washington Post classe Pokémon parmi les tendances en vogue, tandis que les gadgets virtuels du Tamagotchi sont relégués en opposition au rang des dépassés. Le film et la série d'animation sont tous deux conçus pour promouvoir différents produits dérivés,, et relancer les ventes du jouet LCD, ici décliné et commercialisé dans une nouvelle gamme de produits appelée « Digivice », lancée entre fin juin et juillet 1999 au Japon. Ces premiers digivices présentent les Digimon vedettes de la première saison animée. Sept mois après le début de la série d'animation, l'objet dérivé est considéré comme un succès commercial. La caractéristique du Digivice est qu'il n'a pas besoin d'être nourri ou nettoyé, il est équipé d'un podomètre qui fait progresser le jeu — dans le même principe novateur que le Pokémon Pikachu (1998) de Nintendo, qui était l'une des nombreuses imitations du Tamagotchi mais également une réponse aux polémiques de dépendance des gadgets de Bandai,,,,. Le digivice comprend des niveaux avec des ennemis et des boss basés sur les personnages des animes correspondants et ces gadgets peuvent être laissés à la maison toute la journée sans inquiétude et ne nécessitent pas l'attention constante exigée par les Tamagotchis ou les virtual pets Digimon de cette époque ; les gadgets DigiMon originaux étaient compatibles avec les modèles les plus récents du Digivice et pouvaient engager des combats, même si les graphismes différaient entre les deux systèmes.

### Mangas et ouvrages
La franchise Digimon compte des mangas (en séries,, ou en one shot promotionnel,,), publiés dès l'été 1997 par les magazines pour enfants de la Shūeisha ou vendus avec un produit et qui incluent par ordre d'apparition : C'mon Digimon, Digimon Adventure V-Tamer 01, Digimon Chronicle, Digimon Next, Digimon Xros Wars, Digimon World Re:Digitize, Digimon World Re:Digitize Decode, Digimon Story: Cyber Sleuth, Digimon Story: Cyber Sleuth – Hacker's Memory, Digimon Chronicle X, Digimon Appmon, Appmon Gakuen, Digimon Dreamers, Digimon Seekers et Digimon Liberator. Hormis les mangas, des nouvelles, livres commémoratifs, guides touristiques,, et albums illustrés, ont également été publiés au Japon.
Hors des frontières japonaises, les quatre premières saisons de la série animée sont adaptées en manhua par l'auteur chinois Yuen Wong Yu, celui-ci distribué aux États-Unis par la maison d'édition Tokyopop en partenariat avec Disney Publishing Worldwide à partir de fin 2002,. En Amérique du Nord, un comic-book est publié en treize exemplaires par Dark Horse Comics, adapté de la saga Devimon de la série d'animation,. À cette période, les deux premiers tomes du manga japonais V-Tamer paraissent en Allemagne, en Italie et en Espagne avant leur annulation. En Europe, Panini Comics aborde ensuite Digimon de différentes manières selon les pays et l'actualité du petit écran : en Allemagne, Marc Hillefeld et Comicon reprennent la continuité du comic-book avec une adaptation de la deuxième saison, tandis qu'au Royaume-Uni, les numéros de Dark Horse sont réimprimés avant de localiser la production allemande, tout en apportant leurs chapitres dès la rentrée 2001.
En France, cette série de bande-dessinée des 3e saisons est publiée en quarante-six numéros dans les pages du magazine mensuel Digimon, édité par Dino Entertainment, puis par Panini Comics France, entre octobre 2000 et juillet 2004,, à laquelle se succèdent plusieurs albums cartonnés,. La France connaît également l'importation par Dino Panini des cinq tomes de l'anime comic Digimon Anime Manga de Soft Bank dès le mois de mai 2001, dont les derniers tomes poursuivent l'arc Etemon en bande-dessinée.

## Accueil

### Audience générale
En contraste à sa popularisation progressive dans la vague du phénomène inédit de la Pokémania, de nombreux articles de presse soulignent une certaine similitude avec Pokémon dès sa sortie initiale en virtual pet et de la série animée qui suit plus tardivement, ce qui mène à une grande rivalité entre partisans des deux franchises présentant des protagonistes enfants combattant aux côtés de monstres, à une importante concurrence commerciale, ainsi qu'à des divergences dans l'opinion publique au Japon comme à l'international,,,,,,.
Décrit comme « l'autre « mon » » par Juan Castro, rédacteur au site IGN, celui-ci souligne le succès incomparable de Pokémon comparé à Digimon, malgré un public déjà bien large pour ce dernier,. Son collègue, Lucas M. Thomas, explique que la « compétition et la comparaison constante » entre ces deux séries « reposent sur la complexité du mécanisme de l'évolution comparé à celle de la digivolution. » Certaines similitudes conceptuelles et stylistiques entre les deux franchises seraient d'ailleurs notées par certains sites tels que GameSpot.
Digimon devient un phénomène sociétal et culturel chez un public majoritairement jeune,,, et se popularise en grande partie grâce à la diffusion de la première saison adaptée dans plus d'une soixantaine de pays. Digimon se classe d'ailleurs à la 35e place des recherches effectuées sur Lycos en 2000. Néanmoins, le site Common Sense Media accueille la série avec deux étoiles sur cinq, dont les points négatifs concernent la violence et l'incitation à la consommation, des incidents de dépendance ou de violences autour de la franchise sont alors déplorés, et ses produits sont parfois bannis de certaines écoles asiatiques selon l'avis des professeurs et parents,,.
Dans la série d’animation, les éléments comme la petite pointe de violence, des éléments visuels explicites tels que la nudité, ou les aspects relatifs à la consommation sont censurés ou supprimés pour s'adapter aux normes, pratiques ou sensibilités de la télévision jeunesse américaine et de certains pays européens, dont la France,.
La popularité de Digimon en Europe est forte en 2001, d'après le site Yahoo!, la police italienne aurait mis la main sur un grand nombre de jouets Pokémon, Digimon et Dragon Ball de contrefaçon, ils auraient été illégalement importés de Chine, ce problème des contrefaçons est également soulevé au Royaume-Uni où une production locale autour de Digimon est découverte et représente une préoccupation pour le détenteur des droits lors de la rentrée scolaire de 2002.

### Agrégation
Il existe de nombreux jeux vidéo Digimon, leur gameplay et leur conception ont souvent été comparés par la presse spécialisée à d'autres jeux vidéo tels que Super Smash Bros.,, Final Fantasy Crystal Chronicles, Persona et Pokémon,. Ces titres ont du mal à se forger une popularité auprès des joueurs.

### Classements et nominations
En 2005, l'anime est classé 54e dans le top 100 des animes diffusés sur TV Asahi. La chanson Butter-Fly de Kōji Wada atteint la troisième place du « top 100 des meilleurs openings d'anime de tous les temps » sur 2channel en 2007.
La sixième saison, Digimon Fusion, est nommée 5e anime le plus attendu des japonais durant l'été 2010 d'après le centre de recherche japonais MMD. En 2013, le second arc narratif de cette saison, intitulé Digimon Xros Wars: Toki o Kakeru Shōnen Hunter-tachi, est nommé dans la catégorie « Meilleure animation » aux Emmy Kids Awards, mais perd face à la série d'animation britannique Le Monde incroyable de Gumball.